# Autobus de Saint-Étienne
Le réseau d'autobus de Saint-Étienne couvre les 53 communes de Saint-Étienne Métropole.
Il est complété par 2 lignes de trolleybus (en France, seuls les réseaux de Saint-Étienne, Limoges et Lyon exploitent des trolleybus) et 3 lignes de tramway.
Les lignes de trolleybus sont imbriquées dans le réseau d'autobus (lignes M3 et M7).

## Histoire du réseau

### Premier développement du réseau de bus
Les premières lignes d'autobus remontent aux années 1920 : elles étaient exploitées par les autocars Garampazzi et sont venues concurrencer les lignes de tramway déjà en place.

### Histoire des lignes 1, 2, 3, 5, 6, 9 et 11

#### Ligne 1 (Bellevue-Pont Chaney)
La ligne 1 est exploitée en trolleybus. Elle est créée le 6 juin 1948, à la fin de l'exploitation de la ligne de tramway, le 5 juin 1948, dont le tracé est identique.
En 1966, le terminus Bellevue est modifié : le trajet de la ligne 1 est dédoublé entre Croix de l'Orme et la place Bellevue.
Au même moment, le trajet de la ligne 1 est aussi dédoublé au Chambon-Feugerolles à la suite de la mise en sens unique de la rue du 11 novembre.
En 1977, le terminus Pont Chaney est modifié à la suite de la mise en service du raccordement de la déviation courte de la route nationale 88. En juin 1982, la ligne 1 n'est plus dédoublée entre la Croix de l'Orme et la place Bellevue, grâce à la création d'un site propre à contresens entre Croix de l'Orme et l'hôpital Bellevue, puis à partir de décembre de la même année de l'hôpital Bellevue jusqu'à la place Bellevue, par la plate-forme de tramway.
Le terminus Bellevue est de nouveau modifié la même année.

#### Ligne 2 (Gare de Firminy-Pertuiset)
La ligne 2 est exploitée en autobus standard : elle est créée en décembre 1931 à la fin de l'exploitation de la ligne de tramway le même mois.
Le parcours est proche de celui de l'ancienne ligne de tramway. En 1981, à la suite de nombreuses modifications dans le tracé, la ligne 2 effectue l’itinéraire Bourg d'Unieux-Gare de Firminy. En 1982, la ligne effectue une boucle dans le Bourg d'Unieux. En 1984, la ligne 2 ne fait plus de boucle, retrouve le terminus au Pertuiset, mais continue d'effectuer un crochet pour desservir Le Val Ronzière à Unieux et le Bourg entre le pont d'Unieux et le Pertuiset.

#### Ligne 3 (Dorian-Terrenoire)
La ligne 3 est exploitée en trolleybus : elle est créée le 21 décembre 1932, quand s'arrête l'exploitation du dernier tronçon de la ligne de tramway qui allait jusqu'à La Madeleine.
Le 19 et le 20 décembre, la ligne 3 est exploitée avec des autobus, le temps d'installer toutes les lignes aériennes de contact. Le tracé de la ligne 3 est quasiment le même que celui de l'ancienne ligne de tramway : les différences sont que le terminus n'est plus à la place du Peuple, mais à la place Dorian, qu'elle emprunte la rue de la République au lieu de l'avenue de la Libération en direction de Terrenoire et qu'elle emprunte la rue du Grand Moulin pour rejoindre son nouveau terminus, Dorian.
En 1973, la ligne 3 est dédoublée : elle passe par la rue Jean-Claude-Verpilleux, puis par la rue de Montat en direction de Dorian. En 1974, la ligne 3 n'emprunte plus la rue de la République : elle passe par la rue du Grand Moulin, puis l'avenue de la Libération.

#### Ligne 5 (Hôtel de Ville-Michon)
La ligne 5 est exploitée en trolleybus : elle est créée le 21 décembre 1950 après la fin de l'exploitation du dernier tronçon de la ligne de tramway qui allait jusqu'à Roche la Molière/Saint-Genest-Lerpt.
Le 19 et le 20 décembre, la ligne 5 est exploitée avec des autobus, le temps d'installer les lignes aériennes de contact. Le tracé de la ligne 5 est proche de celui de l'ancienne ligne tramway, sauf entre la Place de l’Hôtel de Ville et la Pareille : elle emprunte la rue de la Paix en direction de l'hôtel de ville et la rue Michel-Rondet en direction de Michon. La ligne se termine par une grande boucle qui dessert Chavassieux, Côte Chaude et Michon. La portion entre Michon et la rue Charles-Floquet se fait par la route départementale. En 1974, le sens de circulation est inversé dans la rue de la Paix et la rue Michel-Rondet.
Le 28 juillet 1980, la ligne 5 n'est plus exploitée en trolleybus en raison de travaux. La grande boucle est supprimée à partir du 15 septembre de la même année : la ligne 5 dessert Chavassieux et la Place de la République dans les deux sens. Le 17 novembre de la même année, la ligne 5 est de nouveau exploitée en trolleybus.
Le 28 juin 1982, la ligne 5 est de nouveau exploitée en autobus en raison de la reconstruction du pont de la Pareille. Le 8 septembre 1983, la ligne 5 est de nouveau exploitée en trolleybus.

#### Ligne 6 (Dorian-Métare)
La ligne 6 est exploitée en trolleybus articulé : elle est créée le 29 février 1952 quand s'arrête la ligne de tramway le 28 février 1952. La ligne 6 est une des rares à avoir exactement le même itinéraire aller et retour. Le terminus se situe à l'extrémité sud du Cours Fauriel. Le 1er septembre 1968, la ligne 6 est prolongée jusqu'à la Métare : elle emprunte donc le Boulevard de Fraissinette jusqu'à atteindre son nouveau terminus, Métare.

#### Ligne 9 (Jean Jaurès-Montreynaud, puis Montreynaud-Métare)
La ligne 9 est exploitée en autobus : elle est créée le 1er août 1949 (Jean Jaurès-Le Cros) à la suite de la fin de l'exploitation de la ligne de tramway (Dorian-Le Marais) le 31 juillet 1949.
Contrairement à l'ancienne ligne de tramway, le terminus n'est plus à la Place Dorian, mais à la Place Jean-Jaurès ; ensuite la ligne 9 emprunte la rue Balaÿ en direction du Cros, puis elle suit le tracé de l'ancienne ligne de tramway jusqu'à l'école du Marais. Enfin, la ligne 9 se termine par une boucle qui dessert Les Granges, les Clos Fougeols, la Bâtie et le Cros. Vers les années 1960, la ligne 9 change de nom : elle devient Montreynaud-Jean Jaurès. L'itinéraire de la ligne 9 est quasiment le même, mais le terminus n'est plus au Cros, mais aux Granges. Dans les années qui suivent, le tracé de la ligne 9 va varier au fur à mesure de la progression des travaux de l'autoroute et de l'aménagement de la zone industrielle de Montreynaud. Vers les années 1970, la desserte de Montreynaud se fait en deux branches : la branche Est qui dessert le Cros et le Bâtie et la branche Ouest qui dessert Montreynaud et les Granges, la ligne 9 se sépare en deux branches à la Rue Charles-Cholat après avoir traversé l'autoroute. Le 29 juillet 1972, une navette est mise en place entre Montreynaud et le Forum ZUP de Montreynaud. Le 29 juillet 1972, à la suite du déplacement du terminus de la ligne 9 jusqu'au Forum ZUP de Montreynaud, la navette est supprimée. Le 10 septembre 1979, la ligne 9 passe dans les deux sens dans le quartier de Saint-Saëns, donc la boucle est supprimée sauf le dimanche et en soirée, la partie Est du Forum ZUP de Montreynaud est desservie par la nouvelle ligne 41.
En 1981, à la suite de la suppression de la ligne 13 (Dorian-Beaulieu-la Palle), une nouvelle ligne 9 est créée : Montreynaud-Métare. Elle est exploitée en autobus articulés, elle reprend le parcours de la ligne 13 et de l'ancienne ligne 9. La jonction entre les deux anciennes lignes se fait entre la Place Jean-Jaurès et l'Avenue de la Libération. La nouvelle ligne 9 passe par la Place Dorian, la Place de l'Hôtel de Ville et la Rue Gérentet en direction de Montreynaud ; et elle passe par la Rue Wilson, la Place de l'Hôtel de Ville, la Rue Général-Foy et la Place du Peuple en direction de la Métare. Le parcours de la portion de l'ancienne ligne 13 est proche de la nouvelle ligne 9, sauf vers le terminus : elle dessert dans les deux sens la Faculté des Sciences et Techniques et le terminus de la nouvelle ligne 9 se situe devant le Lycée Benoît-Fourneyron. Certains services de la nouvelle ligne 9 en direction de Métare passent par la Rue Le Corbusier, comme l'ancienne ligne 13.

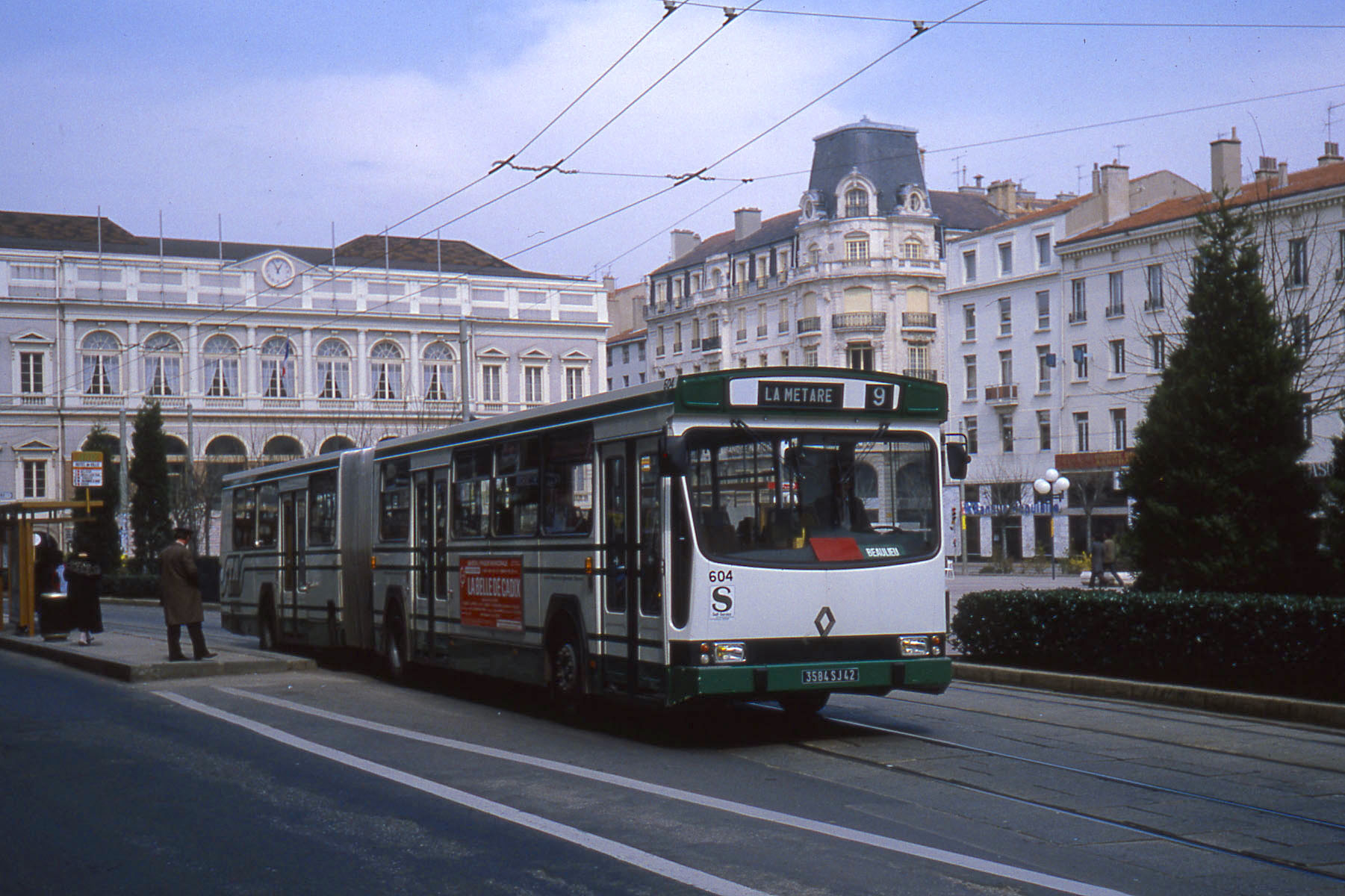
Renault PR 180, à la Place de l'Hôtel de Ville en direction de la Métare en 1982.

En 1952, le réseau de bus est très peu développé. Seuls 18 autobus sont en circulation.
Ils assurent les dessertes suivantes :
- Jean Jaurès - Le Cros (9) ;
- Firminy - Le Pertuiset (2) ;
- Hôtel des Postes - Patroa (aujourd'hui Montplaisir), par Beaulieu (11) ;
- Bel Air - Grangeneuve, par Carnot (12).

La ligne Dorian - Montplaisir, héritière de la ligne Hôtel des Postes - Patroa passe à partir du 1er juin 1954 en alternance par la rue de la Richelandière et par la rue Liogier ; le 1er décembre 1962 cette ligne est dédoublée : la ligne Dorian - Montplaisir (no 11) passe en permanence par la rue de la Richelandière, une nouvelle ligne Dorian - Beaulieu (no 13) dessert les quartiers de Beaulieu et de la Marandinière. Cette ligne 13 sera prolongée de 1965 à 1968 pour desservir la Métare, la ligne de trolleybus du Rond-Point ne pouvant assurer cette desserte en raison de la construction du viaduc autoroutier du Rond-Point.

#### Renforcement de la desserte de la vallée de l'Ondaine
Le 14 février 1955, une ligne Bellevue - Unieux est mise en service. L'année suivante, elle devient Bellevue - Gaffard - Unieux et dessert La Romière (au Chambon-Feugerolles) à partir de janvier 1963.
Le 1er janvier 1963 est mise en place l'étoile de Firminy :
- ligne 21 : Firminy - Fraisses- Unieux;
- ligne 22 : Firminy - Chazeau.

Cette étoile est complétée le 1er janvier 1964 par la ligne 23 Firminy - Firminy-Vert (lors de l'élaboration du projet de Firminy-Vert, il était prévu depuis longtemps de prolonger la ligne de trolleybus Bellevue - Firminy, du terminus de Pont-Chaney à Firminy-Vert).

#### Extension du réseau dans Saint-Étienne
En 1965, la ligne Bel Air - Grangeneuve est dédoublée en deux lignes : Bel Air - Carnot (ligne 12), et Grangeneuve - Carnot (ligne 14). L'année suivante les terminus sont reportés de la Place Carnot à la Place Jean Jaurès. Enfin signalons que pendant un an (en 1968), la ligne 14 fut à son tour dédoublée en deux lignes : Jean Jaurès - Grangeneuve (ligne 14) et Jean Jaurès - Molina (ligne 16). Vers 1960, la ligne 9 Jean Jaurès - le Cros est rebaptisée Jean Jaurès - Montreynaud (les Granges de Montreynaud et non la ZUP, qui n'existait pas encore) ; elle voit son itinéraire modifié plusieurs fois, en particulier pendant les travaux de réalisation de la zone industrielle et de l'autoroute.
À partir de 1966, de nombreuses lignes nouvelles sont mises en service aux dates suivantes :
- 1966 : ligne 15, Peuple - le Bardot (desserte du C.E.T. et de la rue de la Montat, entre autres) ;
- 1968 : ligne 17, Bellevue - la Chauvetière (desserte d'une zone industrielle) ;
- 1969 : ligne 18, Bellevue - Montplaisir par le Rond-Point (1re ligne de rocade) ;
- 1970 : ligne 16, Centre-ville - Villebœuf-le-Haut (desserte des habitations construites sur la colline du jardin des Plantes) ;
- 1971 : navette 9bis, Montreynaud - Z.U.P. de Montreynaud; navette remplacée en 1972 par le prolongement de la ligne 9 (Jean-Jaurès - Montreynaud) jusqu'au Forum du nouveau quartier construit sur la colline ;
- 1974 : ligne 19, Bizillon - La Cotonne (desserte d'une nouvelle zone urbanisée dominant Centre Deux) ;
- 1977 : ligne 41, la Terrasse - Montreynaud (en correspondance avec le tramway) ;
- 1977 : fusion des lignes 17 et 19 en une seule ligne no 19, Bellevue- la Chauvetière - la Cotonne - Bizillon (tracé offrant deux correspondances avec le tram, mettant en relation une zone d'activités et une zone d'habitat et assurant directement les déplacements des scolaires entre la Cotonne et les lycées situés entre la Chauvetière et Bellevue) ;
- 1979 : ligne 36, Janon - Perrotière (rabattant sur la ligne de trolleybus Dorian - Terrenoire des quartiers nouveaux en pleine expansion) ;
- 1980 : ligne 37, Jacquard - Crêt de Roch - Vivaraize (service de minibus desservant les quartiers de Saint-Étienne non desservis ou au relief trop tourmenté) ;
- 1980 : ligne 18, prolongement de la ligne de rocade Bellevue - Montplaisir jusqu'au Soleil et au Marais.

### Les grandes modifications du réseau depuis les années 1990

#### Nouveau plan de circulation,1erseptembre 1998
À la suite d'un changement du plan de circulation en centre-ville, de nombreuses lignes ont subi d'importants changements d'itinéraires :
- Carnot (lignes 9, 27 et 51) : passage par la rue Ampère en direction du centre-ville ;
- Rue de la Paix (ligne 5) : passage par Michel Rondet et Augustin Dupré en direction de Michon et passage par les rues Augustin Dupré et Georges Tessier au retour comme actuellement à la place des rues Aristide Briand (direction Hôtel de ville). Nouveau terminus au sud de la place de l'Hôtel de ville. Itinéraire mis en place le 7 août 1998 ;
- Montaud (ancienne 12, Portail Rouge - Bel Air) : boulevard urbain puis itinéraire normal au niveau de l'église de Montaud en direction de Bel Air et Rue Borie en direction du Portail Rouge ;
- Jacquard (16 et anciennes lignes 61 et 62) : en direction de l'Ouest, passage par les rues Duchamp et Honoré de Balzac (anciennement Buisson et Praire) et en direction du Grand Clos, passage par la rue Buisson (auparavant Duchamps[réf. nécessaire]). La ligne 38 rejoint la rue des Tilleuls par le Boulevard Urbain ;
- Blanqui (ancienne ligne 37 Libération - Crêt de Roc) terminus Av. de la Libération (avant Dorian) et passage par la rue Blanqui au lieu de l'avenue de la Libération et rue du Jeu de l'Arc ;
- Centre-ville (Lignes 37 à 40) : terminus av. de la Libération ;
- Prolongement de la ligne 52 de la Bertrandière jusqu’à l'hôpital Nord.

### Le réseau à la suite de l'ouverture de la deuxième ligne de tram

#### Les travaux

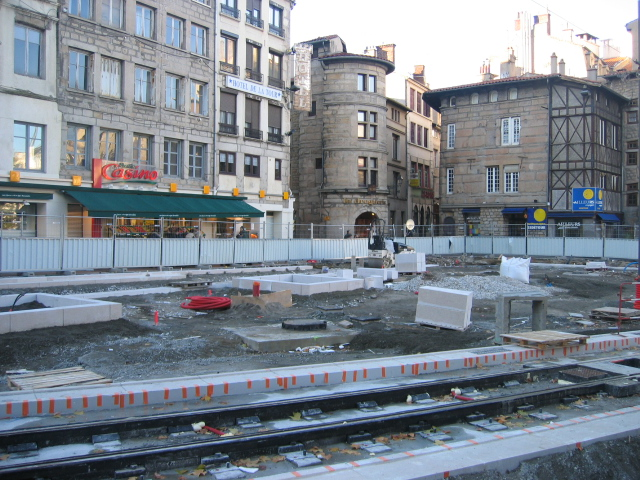
Mise en place de la seconde ligne de tramway sur la place du peuple

Les travaux liés à la construction de la seconde ligne de tram, compliqués par le chantier d'assainissement du Furan qui traverse en souterrain le centre-ville, ont réorganisé le réseau de surface.
Depuis Montreynaud, la ligne 9 effectue une boucle par Carnot (correspondance tram) puis dessert Châteaucreux pour retrouver son itinéraire au niveau du lycée Fauriel afin d'éviter la place du Peuple et l'avenue de la Libération ; la ligne 12 emprunte le même itinéraire à partir de Carnot en direction du Portail Rouge la première année (travaux place du Peuple) et l'année suivante dans les deux sens (travaux avenue de la Libération).
Les travaux avenue de la Libération ne permettent plus à la ligne 6 de desservir la place Dorian, son terminus est déplacé au Square Violette (ancien arrêt Poste de la Ligne 19) tandis que la ligne 7 ne passe plus par Dorian en venant de Châteaucreux mais par l'avenue Étienne Mimard mise à double sens.
Les lignes 3, 11, 16 et 26 passent par la rue de la République (comme toutes les anciennes lignes qui desservaient l'avenue de la Libération : Lignes 3, 16, 26) pour rejoindre Dorian ; les lignes 16 et 26 empruntent les rues Élisée-Reclus et Michel-Rondet depuis l'ouest pour rejoindre Dorian et, enfin, les lignes 108 et 109 font terminus à l'ancien arrêt Marcelin-Allard de la ligne 12, à la suite des travaux de construction d'un parking souterrain sous la Place Chavanelle.
En 2005, les lignes départementales 108 et 109 sont intégrées au réseau STAS lors de l'extension de l'agglomération à la vallée du Gier.

#### Le nouveau réseau
L'électrification de la ligne SNCF desservant Firminy et des tarifs combinés de la gamme Oùra (TER + transport urbain) en décembre 2005 permettent de relier Firminy à Bellevue en 15 minutes, ce qui permet la suppression de la ligne 15 Express (Bellevue - Firminy par autoroute). Un pôle multimodal (Bus + TER) est créé devant la gare de Firminy, terminus des lignes 2, 20, 21 et 26, par regroupement des terminus de l'avenue de la Gare et de Pont Chaney.
La ligne 1 est prolongée à l'église du Corbusier s'approchant de Firminy-Vert avec un essai de fréquence de 15 minutes, afin de privilégier le TER au bus, puis est abandonné pour repasser à une fréquence de 10 minutes quelques mois après.
Les lignes 23, 24 et 28 ont leur terminus près de l'Hôpital (au sud de la place du Breuil). Seule la ligne 71 voit son offre augmenter. Elle est limitée au Pertuiset (correspondance assurée avec la ligne 2) en heures creuses et est prolongée à Firminy uniquement en heures de pointe.
Dans la vallée du Gier, le réseau TVG est absorbé en 2005 et est modifié en 2006 avec nouveau terminus de la ligne 3 est au Crêt de l'Œillet — malgré les doublons que cela provoque, la numérotation des lignes TVG est maintenue — Haut tous les jours et pour tous les services tandis que la ligne 79 (ligne à 3 antennes avec rabattement à Rive-de-Gier) desservant La Cula / Saint-Martin-la-Plaine et Saint-Joseph est créée.
Dans Saint-Étienne, de nombreux changements sont effectués : le terminus de la ligne 6 est déplacé à Jean-Moulin avec une boucle par la rue Barbusse, les lignes 7 et 12 fusionnent sous l'indice 7 (itinéraire de l'ancienne ligne 7 jusqu’à Jean-Moulin puis de l'ancienne ligne 12-Sud vers Portail rouge), la ligne dessert Le Soleil à la place de la ligne 10 et rejoint Montreynaud sans passer par Carnot.
La ligne 11 est scindée en deux : La 11A en terminus à Jean-Moulin et prolongée au CHPL et au Parc de l'Europe et la 11B qui fusionne avec la 12 nord (Bel Air) avec un terminus à Châteaucreux ; la ligne 16 prolongée en heures de pointe à Villars avec 30 allers-retours quotidien et la ligne 25 fusionne avec la ligne 52 : La ligne 25 reprend l'itinéraire de l'ex ligne 52 entre la Bargette et l'Hôpital nord.
Après Montreynaud, la ligne 41 reprend l'itinéraire de l'ancienne 9 jusqu’à Carnot tandis que la ligne 27 passe par Châteaucreux le dimanche uniquement et la ligne 51 y effectue son terminus. Les lignes 108 et 109 ont désormais Châteaucreux pour terminus.
Les lignes 37 et 38 sont fusionnées : À partir de Fourneyron, itinéraire de l'ex ligne 37 puis retour à Carnot pour desservir le Crêt de Montaud (ex 38). Au retour, Carnot/Fourneyron direct par rue Desjoyaux.
La ligne 33 est créée en septembre 2007 afin d'améliorer l'accessibilité du quartier du Soleil et de renforcer la ligne 27. Elle relie le quartier du Soleil à la place Jean-Jaurès avec un bus toutes les 30 minutes entre 6h et 20h, du lundi au samedi.

#### L'extension du réseau dans la vallée du Gier et les Monts du Jarez
Après seulement 2 années d'existence, le réseau STAS se réorganise et s'agrandit dans la zone Grand Gier à partir de l'année 2008 :
- La ligne 79 avec anciennement 3 branches est scindée en 2 : ligne 78 (Rive de Gier / Saint-Martin la Plaine / Saint-Joseph) et ligne 79 (Rive de Gier / Génilac), ces lignes voient leur desserte amplifiée par l'ajout des lignes de desserte scolaire (collèges et lycées) et circulent également le samedi en horaire vacances scolaires, création d'une nouvelle desserte pour la ligne 78 par le Grand Bief (commune de Saint-Joseph) et certains services sont prolongés à Saint-Chamond ;
- Création de lignes dans la moyenne vallée du Gier (communes de Cellieu, Chagnon et Valfleury pour la ligne 90 et Lorette et Farnay pour la ligne 91) ;
- Prolongement des lignes 51 vers Fontanès, Saint-Christo-en-Jarez et Marcenod et 27 vers Valfleury.

#### Tarification zonale
Un système de tarification par zone existait avec la Zone Grand Saint-Étienne (Forez-Ondaine-Stéphanois) et la zone Grand Gier (Gier).

### Le réseau entre 2010 et 2017
Le réseau a été restructuré en 2010. La numérotation des lignes est unifiée ; elle était auparavant constituée d'un patchwork de la numérotation historique des CFVE puis de la STAS, de celle de l'ancien réseau Transports de la Vallée du Gier (TVG) (ce qui faisait qu'un même indice pouvait être attribué à deux lignes !) et des lignes départementales ayant été intégrées au réseau à la fusion STAS/TVG en 2006 (numéros à trois chiffres).
En 2012, une petite restructuration a lieu, notamment au niveau des affrétés (la SRT perd par exemple la ligne 17). La ligne 17 (Lycée Simone Weil > Terrasse) fusionne avec la ligne 15 (Terrasse > La Bertrandière).
Début 2013, trois nouvelles lignes desservent les nouvelles communes de Saint-Étienne Métropole, Andrézieux-Bouthéon et La Fouillouse : 
- La ligne 37 : Hôpital Nord (Saint-Étienne) > Z.I. du Bas Rollet puis  Gare d'Andrézieux ;
- La ligne 38 : Terrasse > Rond-Point de la roue (via A72) ;
- La ligne 39 : Terrasse > Les Mûrons, cette ligne fut supprimée au bout d'une année à cause de la faible fréquentation de cette ligne (3311 voyageurs sur 1 an).

A la rentrée 2014, une autre ligne disparaît pour manque de fréquentation : la ligne 70 (Jean Moulin > Le Bardot).

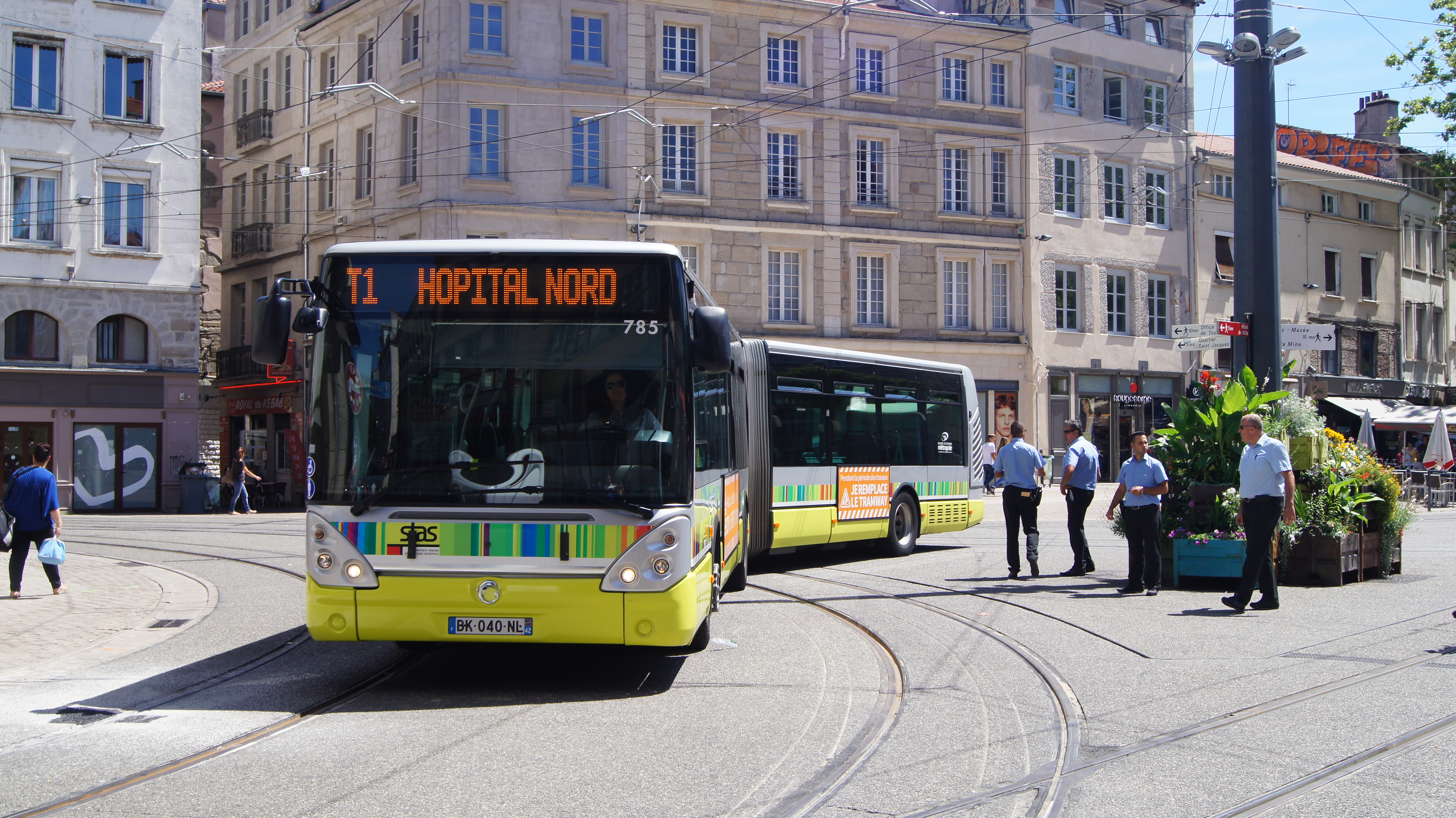
Bus (remplaçant le tram T1) au rond-point Place Peuple Gambetta.
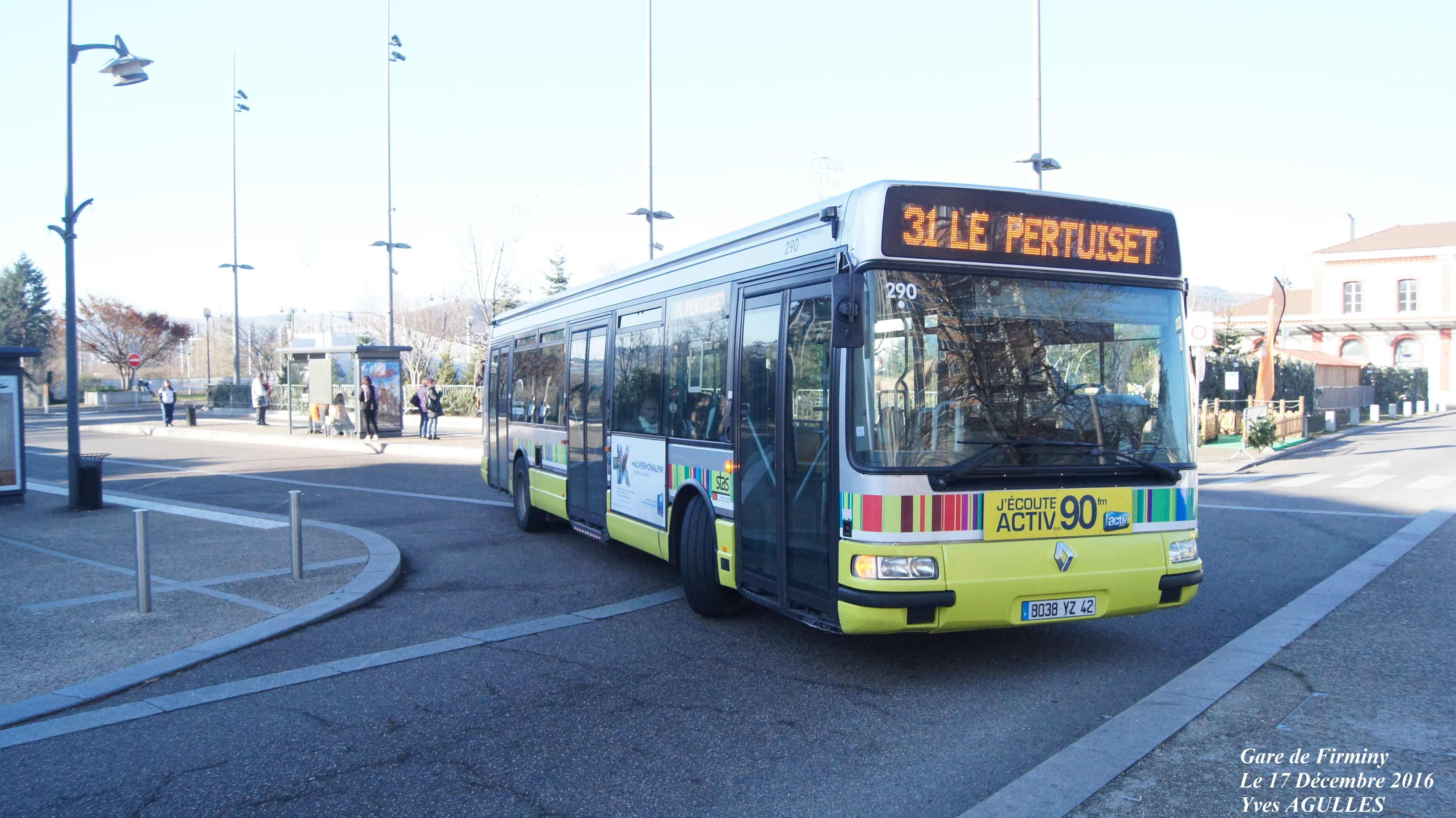
Renault Agora S €3 au pôle multimodal de la gare de Firminy.
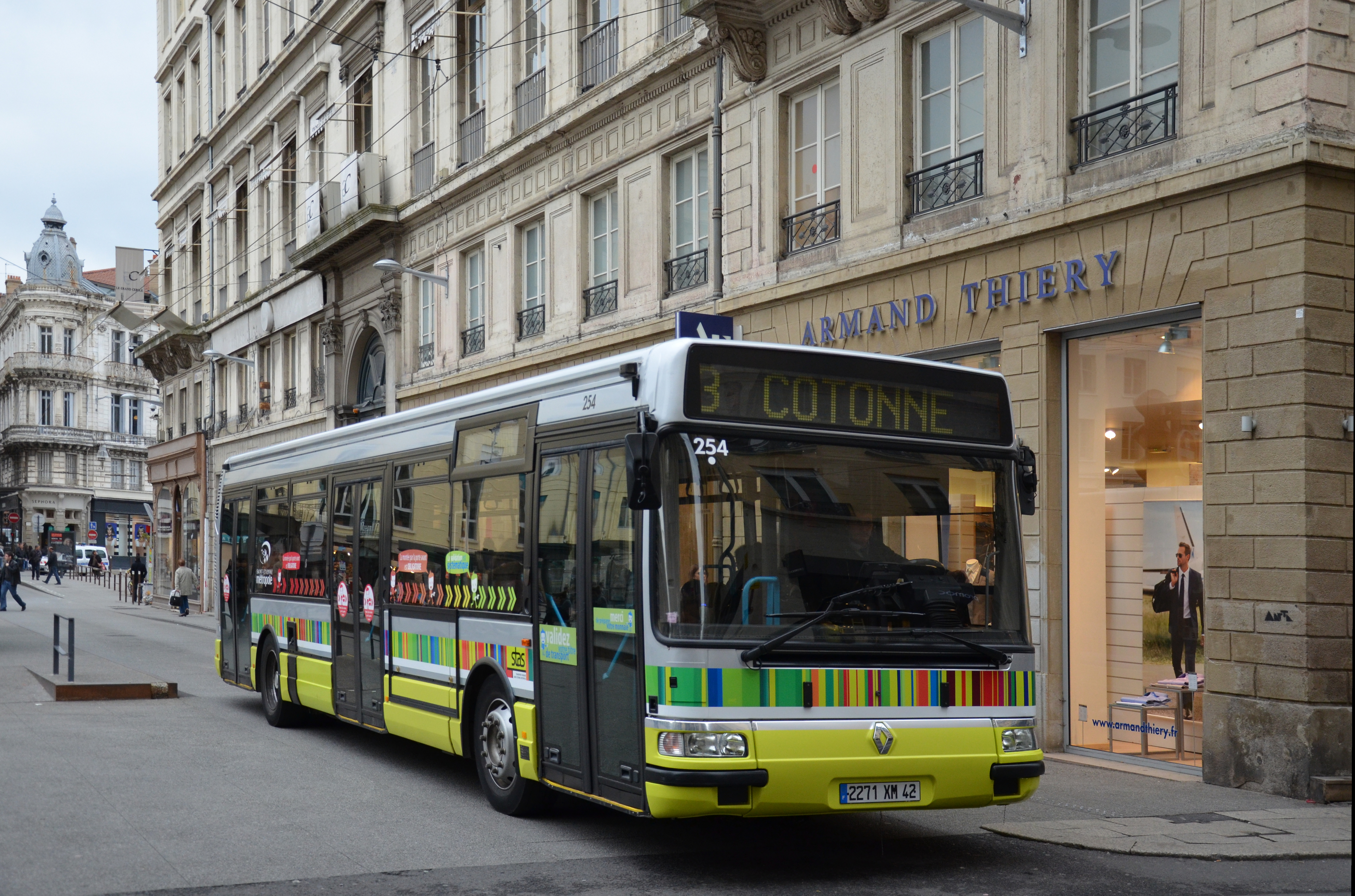
Agora S sur l'ancienne ligne 3 à Place de l'hôtel de ville.
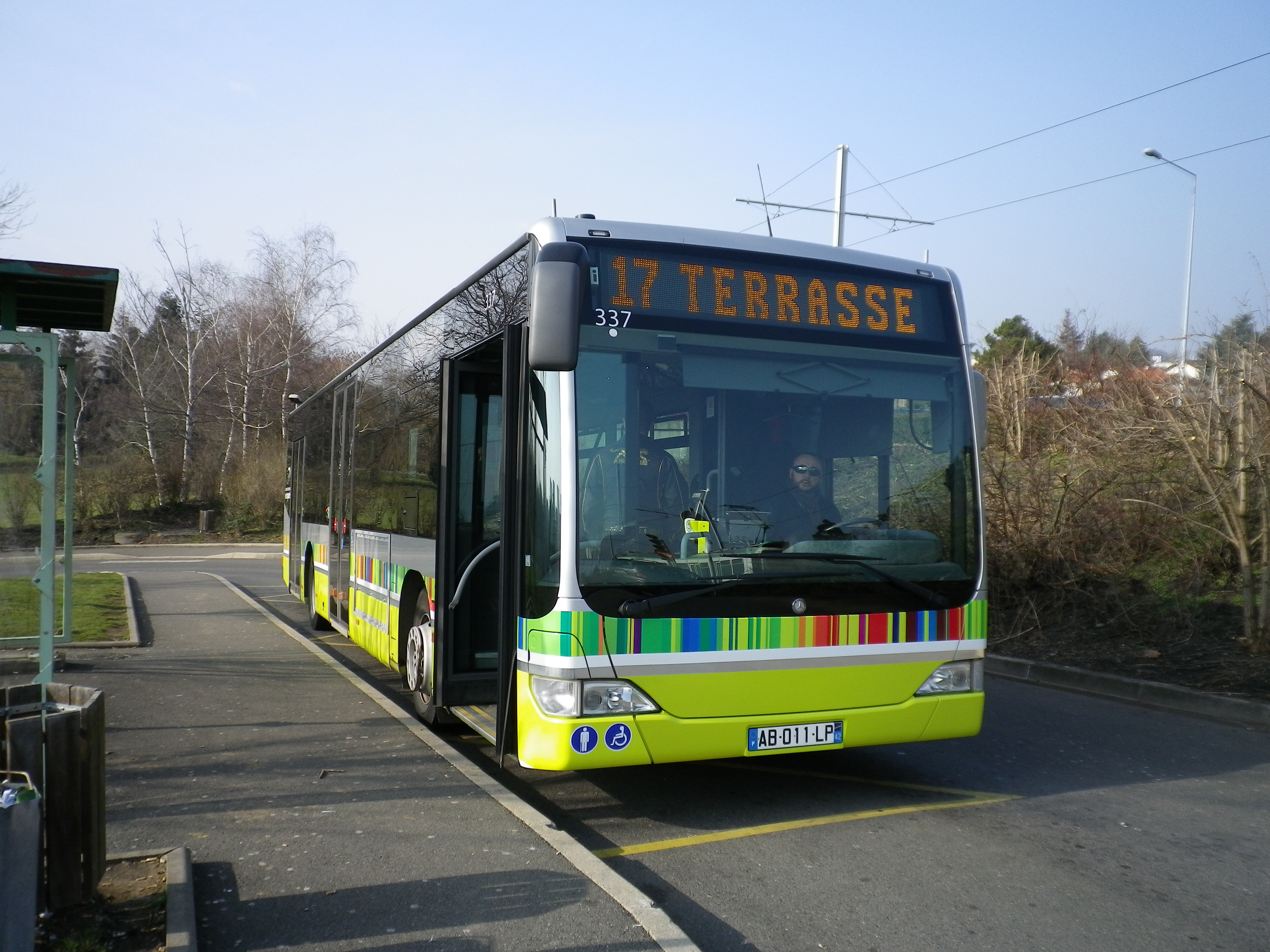
Ligne 17 à Saint-Priest-en-Jarez.
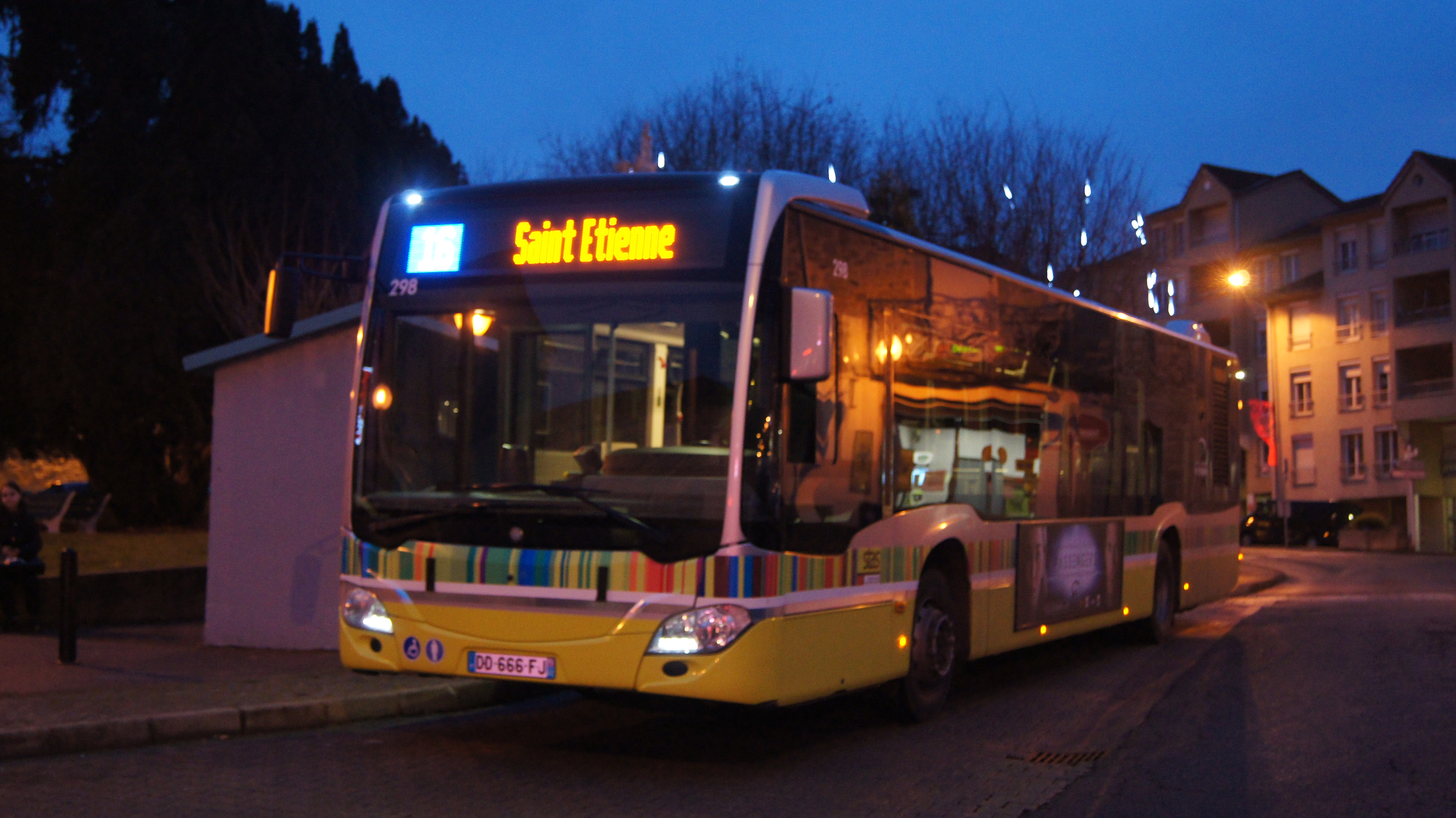
Un Citaro C2 de la ligne 16 dans le centre-ville de Villars.

### Un nouveau réseau en 2017
Le 31 août 2017, le réseau est une nouvelle fois restructuré. La nouvelle organisation est centrée autour des trois lignes de tramway et de sept lignes « Métropole » M1 à M7 qui correspondront pour la plupart des lignes concernées, aux lignes anciennes 1 à 7.
Des fusions de lignes ont lieu (les lignes 6 et 19 forment ainsi la nouvelle ligne M6 ou encore la ligne 31 absorbée par la ligne 30), tout comme des scissions (les lignes 10 et 14 voient certaines de leurs branches devenir des lignes à part entière) et de simples renumérotations (la ligne 45 devenant la ligne 25).

### Les lignes avant le 31 août 2017

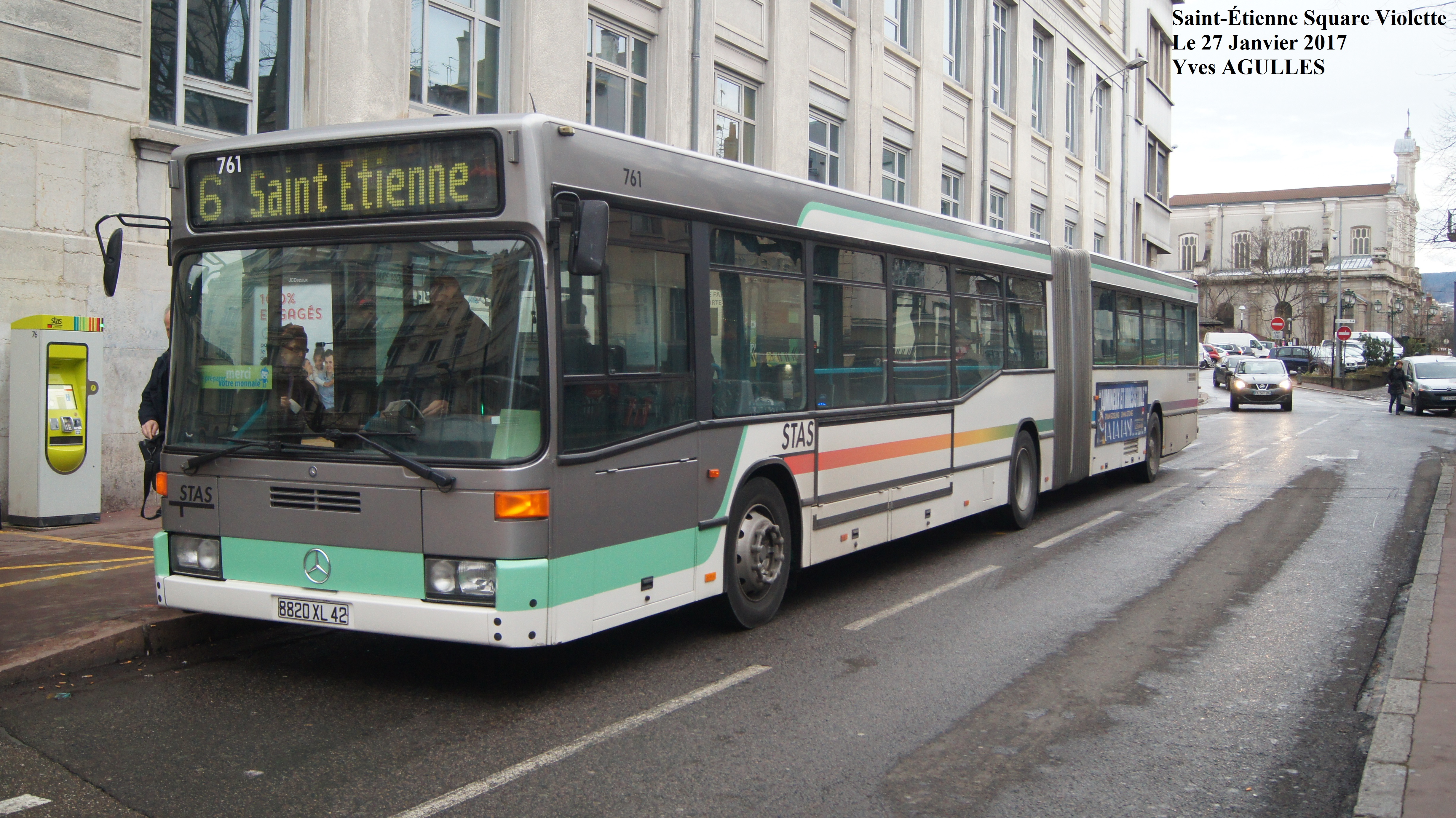
Mercedes O 405 GN2 (no 761) à l'arrêt Square Violette sur la ligne 6

| Ligne | Parcours |
| ----- | --- |
| 1     | Firminy - Église Corbusier ↔ Saint-Étienne - Bellevue                                                        |
| 2     | Gare de Firminy ↔ Saint-Jean-Bonnefonds - Métrotech 1 / Métrotech 2                                          |
| 3     | Saint-Étienne - Terrenoire ↔ Saint-Étienne - La Cotonne                                                      |
| 4     | Saint-Étienne - Châteaucreux ↔ Saint-Étienne - Bellevue                                                      |
| 5     | Rive-de-Gier - La Madeleine ↔ Saint-Étienne - Châteaucreux                                                   |
| 6     | Saint-Étienne - Marandinière ↔ Saint-Étienne - Square Violette                                               |
| 7     | Saint-Étienne - Michon ↔ Saint-Étienne - Bellevue                                                            |
| 8     | Saint-Étienne - Terrasse ↔ Saint-Étienne - Place Carnot                                                      |
| 9     | Saint-Étienne - Montreynaud ↔ Saint-Étienne - Métare                                                         |
| 10    | Valfleury - Mairie / Sorbiers - Bourg / EREA ↔ Saint-Étienne - Place Jean Jaurès                             |
| 11    | Saint-Étienne - Montplaisir ↔ Saint-Étienne - Square Violette                                                |
| 12    | Saint-Étienne - Bel Air ↔ Saint-Étienne - Châteaucreux                                                       |
| 13    | Saint-Genest-Lerpt - Le Chasseur ↔ Saint-Étienne - Place Jean Ploton                                         |
| 14    | Sorbiers Grand Quartier / Saint-Christo / Marcenod - Bourg / Fontanès - Bourg ↔ Saint-Étienne - Châteaucreux |
| 16    | Villars - Place Gambetta ↔ Saint-Étienne - Villeboeuf                                                        |
| 17    | Saint-Priest-en-Jarez - Lycée Simone Weil ↔ L'Etrat - Bertrandière                                           |
| 18    | Saint-Étienne - Portail Rouge ↔ Saint-Étienne - Square Violette                                              |
| 19    | EXPRESS Saint-Étienne - IUT ↔ Saint-Étienne - Jean Moulin                                                    |
| 20    | Saint-Étienne - Hauts de Terrenoire ↔ Saint-Étienne - Perrotière                                             |
| 21    | Saint-Étienne - Crêt de Montaud ↔ Saint-Étienne - Fourneyron                                                 |
| 22    | Saint-Étienne - Cotonne ↔ Saint-Étienne - Bellevue                                                           |
| 23    | Saint-Étienne - Le Bernay ↔ Saint-Étienne - Bellevue                                                         |
| 24    | Saint-Étienne - Petites Sœurs ↔ Saint-Étienne - Hôtel de Ville                                               |
| 25    | Saint-Étienne - Place des Pères ↔ Saint-Étienne - Hôtel de Ville                                             |
| 26    | Roche-la-Molière - Cimetière ↔ Saint-Victor-sur-Loire - Condamine                                            |
| 27    | Aveizieux - Parking Nord ↔ Saint-Étienne - Terrasse                                                          |
| 28    | La Talaudière - Maison d'Arrêt ↔ Saint-Jean-Bonnefonds - Pacotière                                           |
| 29    | Saint-Chamond - Place du Moulin ↔ Saint-Étienne - Châteaucreux                                               |
| 30    | Gare de Firminy ↔ Église Le Chambon 1                                                                        |
| 31    | Unieux - Bourg / Le Pertuiset ↔ Gare de Firminy                                                              |
| 32    | Unieux - Collège la Rive ↔ Gare de Firminy                                                                   |
| 33    | Firminy - Place du Breuil ↔ Firminy - Chazeau                                                                |
| 34    | Saint-Paul-en-Cornillon - Mairie ↔ Gare de Firminy                                                           |
| 35    | Le Chambon-Feugerolles - Michalière ↔ Église Le Chambon 1                                                    |
| 36    | Navette saisonnière Saint-Victor-sur-Loire - Base Nautique ↔ Saint-Étienne - Hôtel de Ville                  |
| 37    | Andrézieux-Bouthéon - Gare SNCF ↔ Saint-Priest-en-Jarez - Hôpital Nord                                       |
| 38    | Andrézieux-Bouthéon - Rond Point de la Roue ↔ Saint-Étienne - Terrasse                                       |
| 40    | Saint-Chamond - Île-de-France ↔ Saint-Chamond - Piscine Couderc                                              |
| 41    | Saint-Chamond - Saint-Martin-en-Coailleux ↔ Saint-Chamond - Crêt Œillet Haut                                 |
| 42    | Saint-Chamond - Ollagnière ↔ Saint-Chamond - Place du Moulin                                                 |
| 43    | Saint-Chamond - Chavanne Centre Médical ↔ Saint-Chamond - Crêt de l'Œillet                                   |
| 44    | Saint-Paul-en-Jarez - La Bachasse ↔ Saint-Chamond - Place du Moulin                                          |
| 45    | Gare de Saint-Chamond ↔ Saint-Étienne - Terrasse                                                             |
| 46    | Saint-Martin-la-Plaine - Le Plantier ↔ Rive-de-Gier - Gare Routière                                          |
| 47    | Genilac - La Cula ↔ Rive-de-Gier - Gare Routière                                                             |
| 48    | La Grand-Croix - Mairie ↔ Valfleury - Mairie                                                                 |
| 49    | La Grand-Croix - Mairie ↔ Farnay - Maison Forte                                                              |
| 58    | La Grand-Croix - Mairie ↔ Gare de Saint-Chamond                                                              |
| 59    | La Grand-Croix - Mairie ↔ Gare de Rive-de-Gier                                                               |
| 71    | Saint-Étienne - Portail Rouge ↔ Saint-Étienne - Perrotière                                                   |
| 72    | Saint-Jean-Bonnefonds - Pacotière ↔ Saint-Étienne - Collège Aristide Briand                                  |
| 73    | Saint-Genest-Lerpt ↔ Roche-la-Molière - Collège Grüner                                                       |
| 74    | Saint-Jean-Bonnefonds - École du Fay ↔ Saint-Jean-Bonnefonds - Puits Rozan                                   |
| 75    | Roche-la-Molière - Les Cèdres ↔ Roche-la-Molière - Gare / Mairie                                             |
| 76    | Saint-Jean-Bonnefonds - Crêt Fond Perdu ↔ Saint-Jean-Bonnefonds - Baraillière                                |
| 77    | Saint-Chamond - Sainte Mairie ↔ Saint-Chamond - Bonzieux                                                     |
| 78    | Saint-Chamond - Bourdon ↔ Saint-Chamond - Collège Jean Rostand / Sainte-Marie / Lycée C. Leboy               |
| 79    | Saint-Chamond - Crêt Œillet ↔ Saint-Chamond - La Fayette                                                     |
| 80    | Saint-Étienne - Parc de l'Europe ↔ Saint-Étienne - La Barbanche                                              |
| 81    | Doizieux - Bourg / Saint-Just-en-Doizieux ↔ Saint-Chamond - Gare / Poste                                     |
| 82    | Le Bessy 2 ↔ Collège C. Exbrayat                                                                             |
| 83    | Tartaras - Murigneux ↔ Rive-de-Gier - La Madeleine                                                           |

Le 5 novembre 2018, la ligne 74 est supprimée, la 28 reprenant désormais la plupart de ses arrêts grâce à une variante créée en septembre de la même année.

### L'arrivée du prolongement de la troisième ligne de tramway
Le prolongement de la troisième ligne de tramway a engendré quelques remaniements sur le réseau d'autobus de la métropole stéphanoise :
- la ligne 9 (Jean Moulin - Montreynaud) est supprimée (la ligne de tramway reprend plus de 60% de son tracé) ;
- la ligne 8 (Terrasse - Montreynaud - Place Carnot) devient une ligne Métropole sur sa partie Montreynaud - Place Carnot : la ligne M9. Une correspondance est possible à la station Technopole avec le tramway. Le tronçon Terrasse - Montreynaud est assuré par la nouvelle ligne 8 ;
- la ligne S9 (soirée 9) voit son terminus passer de Jean Moulin à Jean Jaurès.

### Un nouveau prolongement dans la plaine du Forez
Les communes de Saint-Galmier, Chambœuf et Saint-Bonnet-les-Oules ayant rejoint Saint-Étienne Métropole au 1er janvier 2017 se devaient de disposer de lignes STAS comme les autres communes de la métropole. 3 lignes ont vu le jour au 29 août 2019 :
- la ligne 38 (Terrasse - Rond-Point de la Roue à Andrézieux-Bouthéon) et la ligne 103 des TIL (Châteaucreux - Saint-Symphorien-sur-Coise via Saint-Galmier) vont fusionner et devenir la nouvelle ligne Connexion 1 (C1) accessible avec un titre STAS au sein des communes du territoire métropolitain et avec un titre TIL pour les communes en dehors ;
- la ligne 108 du réseau TIL (Sury-le-Comtal - Saint-Galmier - Andrézieux-Bouthéon) va devenir la nouvelle ligne Connexion 2 (C2) accessible avec un titre STAS au sein des communes du territoire métropolitain et avec un titre TIL pour les communes en dehors. Cette nouvelle ligne passera désormais par la nouvelle commune métropolitaine Chambœuf, ce qui n'était pas le cas de la TIL 108 ;
- la ligne 39 va être créée reliant Andrézieux-Bouthéon à Saint-Bonnet-les-Oules ;
- la ligne complémentaire 76 va aussi être créée entre Saint-Bonnet-les-Oules, Chambœuf et Saint-Galmier ;

### Nouvelle desserte des Balcons du Forez
Dans le secteur de Firminy - Saint-Bonnet-le-Château, les lignes départementales TIL 104 et TIL 123 sont remplacées par trois lignes de bus sous-traitées par Flouret Tourisme (groupe Chazot) et Voyages Sessiecq : les lignes 31, 68 et 69 ; le service de transport à la demande, existant depuis août 2019, complète cette nouvelle offre. Cette opération a eu lieu le 25 août 2020.

### La ligne 11
Après 76 ans d’existence, la ligne 11 est supprimée à la suite des nouveautés de la rentrée 2024.
La ligne 11 fut créée dans les années 1940 (Peuple-Patroa), elle fut exploitée en autobus. Son terminus se situait au carrefour Peuple-Michelet-Grand Moulin puis elle passait soit par Beaulieu, soit par la Richelandière pour rejoindre son autre terminus, Patroa qui se situait à l'intersection entre les rues Paul Ronin et Gauthier-Dumont (actuel arrêt Gauthier Dumont de la ligne M4). Le 28 juin 1940, les services Peuple-Patroa sont suspendus en raison de la Seconde Guerre mondiale, la ligne 11 est rétablie le 16 octobre 1946, mais seulement en passant par Beaulieu.
À une date inconnue, la ligne 11 change de nom, elle devient Hôtel des Postes-Patroa, son terminus qui se situait au carrefour Peuple-Michelet-Grand Moulin se retrouve à l'Hôtel des Postes. Le 21 août 1952, la ligne 11 change encore de nom, elle devient Dorian-Montplaisir. Son terminus qui se situait à l'Hôtel des Postes est déplacé à la Place Dorian. Le 1er juin 1954, la ligne repasse soit par Beaulieu, soit par la Richelandière, et le 1er décembre de la même année, la ligne 11 ne passe plus que par la Richelandière, à la suite de la création de la ligne 13 (Dorian-Beaulieu-La Palle).
En 1973 et septembre 1974, la ligne 11 subit plusieurs modifications dans son parcours. Elle est d'abord dédoublée entre Fourneyron et Saint-François, elle passe en direction de Dorian, par la Rue de la Plagne, la Place Saint-François, la Rue Jean-Claude-Verpilleux et la Rue de la Montat. La ligne 11 est aussi dédoublée entre l'intersection du Cours Hippolyte Sauzea et de l'Avenue de la Libération et Dorian, en direction de Dorian elle passe par l'Avenue de la Libération et, en direction de Montplaisir, par la Rue Étienne-Mimard, comme l'ancien tracé.
Le 1er avril 1985, le terminus de Montplaisir est déplacé, il passe de l'intersection entre les rues Paul Ronin et  Gauthier-Dumont à la Rue Grua-Rouchouse et depuis 1993, la ligne 11 est prolongée sur certains services jusqu'à l’E.N.I.S.E..
Du 30 août 2010 au 1er septembre 2024, la ligne effectuait la liaison entre Square Violette et Montplaisir, en étant prolongée quelques fois par jour à la Faculté des Sciences en semaine, en période scolaire avant d’être limité à l’E.N.I.S.E à compter du 31 août 2017. Par ailleurs, depuis cette date, des services directs assurent également la liaison entre l’E.N.I.S.E et le centre-ville.
Le 2 septembre 2024, la ligne est remplacée par la ligne de bus 16 qui relie désormais Montplaisir à Villars et au Lycée Simone Weil de Saint-Priest-en-Jarez. Les bus directs sont conservés entre l’E.N.I.S.E et le centre stéphanois.

## Le réseau actuel

### Présentation
Le réseau de bus la STAS (Saint-Étienne Métropole soit 53 communes autour de Saint-Étienne) est constitué de 81 lignes en septembre 2023 dont (lignes de trolleybus incluses) :
- 72 lignes de bus sur l'ensemble du réseau (avec la ligne saisonnière 36) ;
- 2 lignes de taxibus ;
- 5 lignes spécifiques de soirée ;
- 2 lignes Noctambus.

Une partie du réseau est effectuée en transport à la demande, dont l'organisation a été revue le 29 août 2022 avec la fin des systèmes MonBus et ProxiSTAS :
- Lignes assurées exclusivement sur réservation : 101, 102, 104 ;
- Lignes assurées sur réservation à certains services ou périodes de l'année : 44, 46, 48, 68, 69, 80, 85, 103, 105, 106, 107, 108 et 109.

### Lignes Métropoles
Les lignes Métropoles sont les lignes de bus principales, dont les indices sont identifiés par la lettre M précédant leur numéro. Les deux lignes de trolleybus (M3 et M7) en font partie.
Les principales caractéristiques de ces lignes sont :
- une fréquence d'un bus toutes les 10 minutes au moins en heure de pointe ;
- des itinéraires directs pour se rendre en centre-ville ;
- la présence du Wi-fi gratuit et d'équipements d'informations à bord.

| Ligne | Caractéristiques | Caractéristiques                | Caractéristiques                | Caractéristiques                | Caractéristiques                                           | Caractéristiques                              | Caractéristiques                         | Caractéristiques                | Caractéristiques                                                |
| M1    | Bellevue ⥋ Église Corbusier | Bellevue ⥋ Église Corbusier     | Bellevue ⥋ Église Corbusier     | Bellevue ⥋ Église Corbusier     | Bellevue ⥋ Église Corbusier                                | Bellevue ⥋ Église Corbusier                   | Bellevue ⥋ Église Corbusier              | Bellevue ⥋ Église Corbusier     | Bellevue ⥋ Église Corbusier                                     |
| ----- | --- | ------------------------------- | ------------------------------- | ------------------------------- | ---------------------------------------------------------- | --------------------------------------------- | ---------------------------------------- | ------------------------------- | --------------------------------------------------------------- |
| M1    | Ouverture / Fermeture 23 août 1882 / — | Longueur 10,4 km                | Durée 34 min                    | Nb. d’arrêts 31                 | Matériel Citelis 18 Urbanway 18                            | Jours de fonctionnement L, Ma, Me, J, V, S, D | Jour / Soir / Nuit / Fêtes O / N / N / O | Voy. / an 2 057 435 (2 022)     | Dépôt Transparc (STAS)                                          |
| M1    | Desserte : - Villes et lieux desservis : Saint-Étienne, La Ricamarie, Le Chambon-Feugerolles et Firminy. - Stations et gares desservies : Gare de Saint-Étienne-Bellevue, Bellevue (T1 et T3), Hôpital Bellevue (T1), Solaure (T1), Gare de La Ricamarie, Gare du Chambon-Feugerolles et Gare de Firminy. |                                 |                                 |                                 |                                                            |                                               |                                          |                                 |                                                                 |
| M1    | Autre : - Arrêts non accessibles aux UFR : Delaynaud, La Verrerie, Pontcharra, Trablaine, Église Chambon, Lycée A. Testud, Les Platanes, Place du Breuil. - Amplitudes horaires : La ligne fonctionne du lundi au samedi de 4 h 17 à 20 h 15 et les dimanches et fêtes de 5 h 30 à 22 h 15. - Particularités : Ancienne ligne 1 jusqu'en 2017 et héritière directe de l'ancienne ligne de tramway des CFVE. Après 20 h 10, la ligne S1 prend le relais chaque soir du lundi au samedi sur le même itinéraire. - Date de dernière mise à jour : 22 décembre 2023. |                                 |                                 |                                 |                                                            |                                               |                                          |                                 |                                                                 |
| M1    | Dernière actualisation : — |                                 |                                 |                                 |                                                            |                                               |                                          |                                 |                                                                 |
| M2    | Métare ⥋ Gare Firminy | Métare ⥋ Gare Firminy           | Métare ⥋ Gare Firminy           | Métare ⥋ Gare Firminy           | Métare ⥋ Gare Firminy                                      | Métare ⥋ Gare Firminy                         | Métare ⥋ Gare Firminy                    | Métare ⥋ Gare Firminy           | Métare ⥋ Gare Firminy                                           |
| M2    | Ouverture / Fermeture 31 août 2017 / — | Longueur 17,5 km                | Durée 53 min                    | Nb. d’arrêts 42                 | Matériel Urbanway 12 Citaro C2 S 415 NF (réserve)          | Jours de fonctionnement L, Ma, Me, J, V, S, D | Jour / Soir / Nuit / Fêtes O / N / N / O | Voy. / an 2 112 710 (2 022)     | Transporteurs Transroche / SRT Philibert                        |
| M2    | Desserte : - Villes et lieux desservis : Saint-Étienne, Saint-Genest-Lerpt, Roche-la-Molière, Unieux et Firminy. - Stations et gares desservies : Jean Moulin (T2 et T3), Hôtel de Ville (T1 et T2), Gare de Saint-Étienne-Le Clapier et Gare de Firminy. |                                 |                                 |                                 |                                                            |                                               |                                          |                                 |                                                                 |
| M2    | Autre : - Arrêts non accessibles aux UFR : Place du Breuil, Puits Voisin. - Amplitudes horaires : La ligne fonctionne du lundi au samedi de 5 h à 20 h 30 et les dimanches et fêtes de 6 h 40 à 21 h 10 environ. - Particularités : Après 20 h 30, la ligne S6 prend le relais pour la desserte des quartiers de Beaulieu, la Marandinière et la Métare, chaque soir du lundi au samedi depuis Square Violette. - Date de dernière mise à jour : 22 décembre 2023. |                                 |                                 |                                 |                                                            |                                               |                                          |                                 |                                                                 |
| M2    | Dernière actualisation : — |                                 |                                 |                                 |                                                            |                                               |                                          |                                 |                                                                 |
| M3    | Cotonne ⥋ Terrenoire | Cotonne ⥋ Terrenoire            | Cotonne ⥋ Terrenoire            | Cotonne ⥋ Terrenoire            | Cotonne ⥋ Terrenoire                                       | Cotonne ⥋ Terrenoire                          | Cotonne ⥋ Terrenoire                     | Cotonne ⥋ Terrenoire            | Cotonne ⥋ Terrenoire                                            |
| M3    | Ouverture / Fermeture 6 octobre 2010 / — | Longueur 8,435 km               | Durée 32 min                    | Nb. d’arrêts 28                 | Matériel Trollino 12                                       | Jours de fonctionnement L, Ma, Me, J, V, S, D | Jour / Soir / Nuit / Fêtes O / N / N / O | Voy. / an 2 486 449 (2 022)     | Dépôt Transparc (STAS)                                          |
| M3    | Desserte : - Villes et lieux desservis : Saint-Étienne. - Stations et gares desservies : Jules Simon (T1 et T3), Georges Tessier (T1 et T2), Dorian/ Hôtel de ville (T1 et T2), Jean Moulin (T2 et T3) et Fourneyron (T2 et T3). |                                 |                                 |                                 |                                                            |                                               |                                          |                                 |                                                                 |
| M3    | Autre : - Arrêts non accessibles aux UFR : Cotonne, Palerne, Cité U. - Amplitudes horaires : La ligne fonctionne du lundi au samedi de 4 h 50 à 20 h 45 et les dimanches et fêtes de 7 h à 21 h 35 environ. - Particularités : Ancienne ligne 3 jusqu'en 2017. Après 20 h 45, la ligne S3 prend le relais, chaque soir du lundi au samedi sur 98 % de l'itinéraire de la ligne. - Date de dernière mise à jour : 22 décembre 2023. |                                 |                                 |                                 |                                                            |                                               |                                          |                                 |                                                                 |
| M3    | Dernière actualisation : — |                                 |                                 |                                 |                                                            |                                               |                                          |                                 |                                                                 |
| M4    | Bellevue ⥋ Châteaucreux | Bellevue ⥋ Châteaucreux         | Bellevue ⥋ Châteaucreux         | Bellevue ⥋ Châteaucreux         | Bellevue ⥋ Châteaucreux                                    | Bellevue ⥋ Châteaucreux                       | Bellevue ⥋ Châteaucreux                  | Bellevue ⥋ Châteaucreux         | Bellevue ⥋ Châteaucreux                                         |
| M4    | Ouverture / Fermeture 2 juillet 1999 / — | Longueur 8,441 km               | Durée 30 min                    | Nb. d’arrêts 23                 | Matériel Citelis 18 Urbanway 18 Citelis 12 (les week-ends) | Jours de fonctionnement L, Ma, Me, J, V, S, D | Jour / Soir / Nuit / Fêtes O / N / N / O | Voy. / an 1 845 246 (2 022)     | Dépôt Transparc (STAS)                                          |
| M4    | Desserte : - Villes et lieux desservis : Saint-Étienne. - Stations et gares desservies : Gare de Saint-Étienne-Bellevue, Bellevue (T1 et T3), Hôpital Bellevue (T1), Châteaucreux (T2 et T3) et Gare de Saint-Étienne-Châteaucreux. |                                 |                                 |                                 |                                                            |                                               |                                          |                                 |                                                                 |
| M4    | Autre : - Arrêts non accessibles aux UFR : C.C. Montchovet vers Bellevue, Isérable. - Amplitudes horaires : La ligne fonctionne du lundi au vendredi de 4 h 43 à 21 h 10, le samedi de 5 h 40 à 20 h 09 et les dimanches et fêtes de 6 h 50 à 22 h 20 environ. - Particularités : Ancienne ligne 4 de 2010 à 2017. Après 21 h 10, les lignes S3 (desserte de Montplaisir) et S6 (desserte de la Métare et de la Marandinière) prennent le relais chaque soir du lundi au samedi. - Date de dernière mise à jour : 22 décembre 2023. |                                 |                                 |                                 |                                                            |                                               |                                          |                                 |                                                                 |
| M4    | Dernière actualisation : — |                                 |                                 |                                 |                                                            |                                               |                                          |                                 |                                                                 |
| M5    | Square Violette ⥋ Place Chipier | Square Violette ⥋ Place Chipier | Square Violette ⥋ Place Chipier | Square Violette ⥋ Place Chipier | Square Violette ⥋ Place Chipier                            | Square Violette ⥋ Place Chipier               | Square Violette ⥋ Place Chipier          | Square Violette ⥋ Place Chipier | Square Violette ⥋ Place Chipier                                 |
| M5    | Ouverture / Fermeture 4 mai 1884 / — | Longueur —                      | Durée 70 min                    | Nb. d’arrêts 47                 | Matériel Citaro C2 Citaro C2K Citaro G Facelift GX 337     | Jours de fonctionnement L, Ma, Me, J, V, S, D | Jour / Soir / Nuit / Fêtes O / N / N / O | Voy. / an 2 218 788 (2 022)     | Transporteur Keolis Pays du Forez (Montreynaud et Rive-de-Gier) |
| M5    | Desserte : - Villes et lieux desservis : Saint-Étienne, Saint-Chamond, L'Horme, La Grand-Croix, Lorette et Rive-de-Gier. - Stations et gares desservies : Square Violette (T2 et T3) et Jean Moulin (T2 et T3),Fourneyron (T2 et T3), Gare de Saint-Étienne-Châteaucreux, Gare de Saint-Chamond et Gare de Rive-de-Gier. |                                 |                                 |                                 |                                                            |                                               |                                          |                                 |                                                                 |
| M5    | Autre : - Arrêts non accessibles aux UFR : Rd-Pt Pinay, Pont Nantin, Place du Moulin vers Place Chipier. - Amplitudes horaires : La ligne fonctionne du lundi au vendredi de 4 h 55 à 21 h, le samedi de 5 h à 20 h 15 et les dimanches et fêtes de 7 h 35 à 20 h 40 environ. - Doublages scolaires : La ligne possède à partir du 29 août 2022 des doublages scolaires, en remplacement des lignes 58 et 59, du lundi au vendredi en période scolaire : - De Place Chiper à Poste Saint-Chamond ; - De Lycée Georges Brassens à Poste Saint-Chamond ; - De Gare Rive-de-Gier ou Charles de Gaulle à Gare Saint-Chamond ; - De Charles de Gaulle à Collège Jean Rostand. - Particularités : La ligne dessert l'Arena Saint-Etienne Métropole de Saint-Chamond les jours de matches du SCABB. - Date de dernière mise à jour : 30 novembre 2024. |                                 |                                 |                                 |                                                            |                                               |                                          |                                 |                                                                 |
| M5    | Dernière actualisation : — |                                 |                                 |                                 |                                                            |                                               |                                          |                                 |                                                                 |
| M6    | Jean Moulin ⥋ IUT | Jean Moulin ⥋ IUT               | Jean Moulin ⥋ IUT               | Jean Moulin ⥋ IUT               | Jean Moulin ⥋ IUT                                          | Jean Moulin ⥋ IUT                             | Jean Moulin ⥋ IUT                        | Jean Moulin ⥋ IUT               | Jean Moulin ⥋ IUT                                               |
| M6    | Ouverture / Fermeture 1er septembre 1968 / — | Longueur —                      | Durée 21 min                    | Nb. d’arrêts 16                 | Matériel Citelis 18 Urbanway 18 Standards (le dimanche)    | Jours de fonctionnement L, Ma, Me, J, V, S, D | Jour / Soir / Nuit / Fêtes O / N / N / O | Voy. / an 1 692 130 (2 022)     | Dépôt Transpôle (STAS)                                          |
| M6    | Desserte : - Villes et lieux desservis : Saint-Étienne. - Stations et gares desservies : Jean Moulin (T2 et T3). |                                 |                                 |                                 |                                                            |                                               |                                          |                                 |                                                                 |
| M6    | Autre : - Arrêts non accessibles aux UFR : Aucun. - Amplitudes horaires : La ligne fonctionne du lundi au samedi de 5 h à 20 h 38 et les dimanches et fêtes de 7 h 12 à 21 h 30 environ. - Particularités : - L'arrêt IUT n'est pas desservi en début et fin de service en semaine, les samedis, dimanches et jours de vacances de l'IUT. La ligne est donc limitée à l'arrêt Faculté des Sciences. - Il existe des services directs entre le centre-ville, le Campus de la Métare et l'IUT. - Après 20 h 35, la ligne S6 prend le relais chaque soir du lundi au samedi sur un itinéraire légèrement différent mais qui reprend l'intégralité des arrêts de la ligne. - Date de dernière mise à jour : 17 août 2025. |                                 |                                 |                                 |                                                            |                                               |                                          |                                 |                                                                 |
| M6    | Dernière actualisation : — |                                 |                                 |                                 |                                                            |                                               |                                          |                                 |                                                                 |
| M7    | Bellevue ⥋ Michon | Bellevue ⥋ Michon               | Bellevue ⥋ Michon               | Bellevue ⥋ Michon               | Bellevue ⥋ Michon                                          | Bellevue ⥋ Michon                             | Bellevue ⥋ Michon                        | Bellevue ⥋ Michon               | Bellevue ⥋ Michon                                               |
| M7    | Ouverture / Fermeture 30 août 2010 / — | Longueur 8,1 km                 | Durée 37 min                    | Nb. d’arrêts 32                 | Matériel Trollino 12                                       | Jours de fonctionnement L, Ma, Me, J, V, S, D | Jour / Soir / Nuit / Fêtes O / N / N / O | Voy. / an 1 627 286 (2 022)     | Dépôt Transparc (STAS)                                          |
| M7    | Desserte : - Villes et lieux desservis : Saint-Étienne - Stations et gares desservies : Gare de Saint-Étienne-Bellevue, Bellevue (T1 et T3, Georges Tessier (T1 et T2), Dorian-Hôtel de ville (T1 et T2), Jean Moulin (T2 et T3) et Gare de Saint-Étienne-Le Clapier. |                                 |                                 |                                 |                                                            |                                               |                                          |                                 |                                                                 |
| M7    | Autre : - Arrêts non accessibles aux UFR : Aucun. - Amplitudes horaires : La ligne fonctionne du lundi au samedi de 4 h 30 à 20 h 40 et les dimanches et fêtes de 6 h 50 à 20 h 25. - Particularités : Après 20 h 35, la ligne S7 prend le relais entre les arrêts Michon et Hôtel de Ville chaque soir du lundi au samedi. - Date de dernière mise à jour : 22 décembre 2023. |                                 |                                 |                                 |                                                            |                                               |                                          |                                 |                                                                 |
| M7    | Dernière actualisation : — |                                 |                                 |                                 |                                                            |                                               |                                          |                                 |                                                                 |
| M9    | Place Carnot ⥋ Montreynaud | Place Carnot ⥋ Montreynaud      | Place Carnot ⥋ Montreynaud      | Place Carnot ⥋ Montreynaud      | Place Carnot ⥋ Montreynaud                                 | Place Carnot ⥋ Montreynaud                    | Place Carnot ⥋ Montreynaud               | Place Carnot ⥋ Montreynaud      | Place Carnot ⥋ Montreynaud                                      |
| M9    | Ouverture / Fermeture 31 août 2017 / — | Longueur 5,7 km                 | Durée 20 min                    | Nb. d’arrêts 16                 | Matériel Urbanway 12 BHNS Urbanway 18 Citelis 18           | Jours de fonctionnement L, Ma, Me, J, V, S, D | Jour / Soir / Nuit / Fêtes O / N / N / O | Voy. / an 1 046 023 (2 022)     | Dépôt Transpôle (STAS)                                          |
| M9    | Desserte : - Villes et lieux desservis : Saint-Étienne - Stations et gares desservies : Gare de Saint-Étienne-Carnot, Place Carnot (T1 et T2), Technopole(T3) |                                 |                                 |                                 |                                                            |                                               |                                          |                                 |                                                                 |
| M9    | Autre : - Arrêts non accessibles aux UFR : Aucun. - Amplitudes horaires : La ligne fonctionne du lundi au vendredi de 4 h 38 à 20 h 55, le samedi de 4 h 56 à 20 h 55 et les dimanches et fêtes de 6 h 18 à 20 h 47. - Particularités : Après 20 h 55, du lundi au samedi, la ligne S9 prend le relais avec un itinéraire légèrement différent. - Date de dernière mise à jour : 22 décembre 2023. |                                 |                                 |                                 |                                                            |                                               |                                          |                                 |                                                                 |
| M9    | Dernière actualisation : — |                                 |                                 |                                 |                                                            |                                               |                                          |                                 |                                                                 |

### Lignes du bassin stéphanois
| Ligne | Caractéristiques | Caractéristiques                                                                | Caractéristiques                                                                | Caractéristiques                                                                | Caractéristiques                                                                     | Caractéristiques                                                                | Caractéristiques                                                                | Caractéristiques                                                                | Caractéristiques                                                                |
| 8     | Terrasse ⥋ Saint-Saëns | Terrasse ⥋ Saint-Saëns                                                          | Terrasse ⥋ Saint-Saëns                                                          | Terrasse ⥋ Saint-Saëns                                                          | Terrasse ⥋ Saint-Saëns                                                               | Terrasse ⥋ Saint-Saëns                                                          | Terrasse ⥋ Saint-Saëns                                                          | Terrasse ⥋ Saint-Saëns                                                          | Terrasse ⥋ Saint-Saëns                                                          |
| ----- | --- | ------------------------------------------------------------------------------- | ------------------------------------------------------------------------------- | ------------------------------------------------------------------------------- | ------------------------------------------------------------------------------------ | ------------------------------------------------------------------------------- | ------------------------------------------------------------------------------- | ------------------------------------------------------------------------------- | ------------------------------------------------------------------------------- |
| 8     | Ouverture / Fermeture 28 juillet 1977 / — | Longueur —                                                                      | Durée 21 min                                                                    | Nb. d’arrêts 19                                                                 | Matériel Citelis 12 Citelis 18 (scolaire)                                            | Jours de fonctionnement L, Ma, Me, J, V, S, D                                   | Jour / Soir / Nuit / Fêtes O / N / N / O                                        | Voy. / an 576 625 (2 022)                                                       | Dépôt Transpôle (STAS)                                                          |
| 8     | Desserte : - Villes et lieux desservis : Saint-Étienne et Saint-Priest-en-Jarez - Stations et gares desservies : Gare de Saint-Étienne-La Terrasse. |                                                                                 |                                                                                 |                                                                                 |                                                                                      |                                                                                 |                                                                                 |                                                                                 |                                                                                 |
| 8     | Autre : - Arrêts non accessibles aux UFR : Terrasse, La Méarie (vers St-Saëns), Clos Fougeols, La Girardière, La Chèvre, Tennis, Adolphe Sax, Rue Jannequin. - Amplitudes horaires : La ligne fonctionne du lundi au vendredi de 5 h 12 à 20 h 05, les samedis de 6 h 10 à 20 h et les dimanches et fêtes de 8 h 55 à 15 h 44. - Particularités : Après 20 h, la ligne S9 prend le relais en desservant certains arrêts de la ligne 8, chaque soir du lundi au samedi. - Date de dernière mise à jour : 25 mars 2024. |                                                                                 |                                                                                 |                                                                                 |                                                                                      |                                                                                 |                                                                                 |                                                                                 |                                                                                 |
| 8     | Dernière actualisation : — |                                                                                 |                                                                                 |                                                                                 |                                                                                      |                                                                                 |                                                                                 |                                                                                 |                                                                                 |
| 10    | Place Jean-Jaurès ⥋ Bourg Sorbiers | Place Jean-Jaurès ⥋ Bourg Sorbiers                                              | Place Jean-Jaurès ⥋ Bourg Sorbiers                                              | Place Jean-Jaurès ⥋ Bourg Sorbiers                                              | Place Jean-Jaurès ⥋ Bourg Sorbiers                                                   | Place Jean-Jaurès ⥋ Bourg Sorbiers                                              | Place Jean-Jaurès ⥋ Bourg Sorbiers                                              | Place Jean-Jaurès ⥋ Bourg Sorbiers                                              | Place Jean-Jaurès ⥋ Bourg Sorbiers                                              |
| 10    | Ouverture / Fermeture 27 août 1997 / — | Longueur 9,9 km                                                                 | Durée 36 min                                                                    | Nb. d’arrêts 30                                                                 | Matériel Citaro C2 Citaro Facelift                                                   | Jours de fonctionnement L, Ma, Me, J, V, S                                      | Jour / Soir / Nuit / Fêtes O / N / N / N                                        | Voy. / an 925 860 (2 022)                                                       | Dépôt Transpôle (STAS)                                                          |
| 10    | Desserte : - Villes et lieux desservis : Saint-Étienne, Saint-Jean-Bonnefonds, La Talaudière, Sorbiers - Stations et gares desservies : Place Jean Jaurès (T1 et T2), Grand Gonnet (T1 et T2) et Place Carnot (T1 et T2). |                                                                                 |                                                                                 |                                                                                 |                                                                                      |                                                                                 |                                                                                 |                                                                                 |                                                                                 |
| 10    | Autre : - Arrêts non accessibles aux UFR : Patinoire, Tiblier Verne, Place Dumay, Marché de Gros, René Coty, Puits Rozan, Z.I. Molina, Bas Chaney, Le Montcel, Les Fraisses, Marché aux Bestiaux, Stade La Talaudière, Evrard, La Longeagne. - Amplitudes horaires : La ligne fonctionne du lundi au samedi de 5 h 25 à 21 h. - Particularités : - Les dimanches et jours fériés, la desserte de La Talaudière et de Sorbiers est assuré par la ligne 14. - La desserte du collège Pierre et Marie Curie n'est assurée que sur 3 trajets par sens en semaine et en période scolaire. - Date de dernière mise à jour : 3 juin 2024. |                                                                                 |                                                                                 |                                                                                 |                                                                                      |                                                                                 |                                                                                 |                                                                                 |                                                                                 |
| 10    | Dernière actualisation : — |                                                                                 |                                                                                 |                                                                                 |                                                                                      |                                                                                 |                                                                                 |                                                                                 |                                                                                 |
| 12    | Bel-Air ou (Chavassieux à certains services en semaine) ⥋ Villeboeuf-le-Haut | Bel-Air ou (Chavassieux à certains services en semaine) ⥋ Villeboeuf-le-Haut    | Bel-Air ou (Chavassieux à certains services en semaine) ⥋ Villeboeuf-le-Haut    | Bel-Air ou (Chavassieux à certains services en semaine) ⥋ Villeboeuf-le-Haut    | Bel-Air ou (Chavassieux à certains services en semaine) ⥋ Villeboeuf-le-Haut         | Bel-Air ou (Chavassieux à certains services en semaine) ⥋ Villeboeuf-le-Haut    | Bel-Air ou (Chavassieux à certains services en semaine) ⥋ Villeboeuf-le-Haut    | Bel-Air ou (Chavassieux à certains services en semaine) ⥋ Villeboeuf-le-Haut    | Bel-Air ou (Chavassieux à certains services en semaine) ⥋ Villeboeuf-le-Haut    |
| 12    | Ouverture / Fermeture 31 août 2017 / — | Longueur —                                                                      | Durée 34 min                                                                    | Nb. d’arrêts 27                                                                 | Matériel GX 127 GX137 ELEC                                                           | Jours de fonctionnement L, Ma, Me, J, V, S                                      | Jour / Soir / Nuit / Fêtes O / N / N / N                                        | Voy. / an 411 841 (2 022)                                                       | Dépôt Transpôle (STAS)                                                          |
| 12    | Desserte : - Villes et lieux desservis : Saint-Étienne - Stations et gares desservies : Place Carnot (T1 et T2), Grand Gonnet (T1 et T2), Place Jean Jaurès (T1 et T2, Hôtel de Ville (T1 et T2), Jean Moulin (T2 et T3), Fourneyron (T2 et T3) et Gare de Saint-Étienne-Châteaucreux. |                                                                                 |                                                                                 |                                                                                 |                                                                                      |                                                                                 |                                                                                 |                                                                                 |                                                                                 |
| 12    | Autre : - Arrêts non accessibles aux UFR : La Visitation, Comte Grandchamp, Paul Petit, Molière (vers Villebœuf-le-Haut), Champagnat, Hovelacque, Horace Vernet, Ch. Puits Guérin. - Amplitudes horaires : La ligne fonctionne du lundi au samedi de 5 h 40 à 19 h 35. - Particularités : Certains trajets (ceux qui desservent Chavassieux, 4 fois par jour) sont supprimés ou assurés uniquement le mercredi. - Date de dernière mise à jour : 22 décembre 2023. |                                                                                 |                                                                                 |                                                                                 |                                                                                      |                                                                                 |                                                                                 |                                                                                 |                                                                                 |
| 12    | Dernière actualisation : — |                                                                                 |                                                                                 |                                                                                 |                                                                                      |                                                                                 |                                                                                 |                                                                                 |                                                                                 |
| 13    | Portail Rouge ⥋ Le Chasseur | Portail Rouge ⥋ Le Chasseur                                                     | Portail Rouge ⥋ Le Chasseur                                                     | Portail Rouge ⥋ Le Chasseur                                                     | Portail Rouge ⥋ Le Chasseur                                                          | Portail Rouge ⥋ Le Chasseur                                                     | Portail Rouge ⥋ Le Chasseur                                                     | Portail Rouge ⥋ Le Chasseur                                                     | Portail Rouge ⥋ Le Chasseur                                                     |
| 13    | Ouverture / Fermeture 31 août 2017 / — | Longueur —                                                                      | Durée 46 min                                                                    | Nb. d’arrêts 36                                                                 | Matériel GX 327 Crossway LE (scolaire) GX 127 (le dimanche après-midi)               | Jours de fonctionnement L, Ma, Me, J, V, S, D                                   | Jour / Soir / Nuit / Fêtes O / N / N / O                                        | Voy. / an 632 158 (2 022)                                                       | Dépôt Transpôle (STAS)                                                          |
| 13    | Desserte : - Villes et lieux desservis : Saint-Étienne et Saint-Genest-Lerpt - Stations et gares desservies : Hôtel de Ville (T1 et T2) et Jean Moulin (T2 et T3). |                                                                                 |                                                                                 |                                                                                 |                                                                                      |                                                                                 |                                                                                 |                                                                                 |                                                                                 |
| 13    | Autre : - Arrêts non accessibles aux UFR : Colcombet, Cizeron, Résidence, Gymnase, Trémolin, La Mûre, Le Minois, Croix des Rameaux, Le Tissot, Gouttenoire vers Le Chasseur, La Futaie, Dourdel, Mulatière, Emile Clermont, Boussingault, Impasse Drevet. - Amplitudes horaires : La ligne fonctionne du lundi au vendredi de 5 h 30 à 20 h 30, du lundi au vendredi en vacances scolaires de 5 h 35 à 20 h 20, le samedi de 6 h 05 à 20 h 20 et les dimanches et fêtes de 11 h 25 à 19 h 40. - Particularités : - Trois trajets destinés aux scolaires partent de Dorian/Hôtel de Ville en direction du Chasseur du lundi au vendredi en période scolaire ; - Deux trajets scolaires en provenance du Chasseur sont limités à Dorian/ Hôtel de Ville du lundi au vendredi en période scolaire ; - 4 services scolaires passent par Colcombet du lundi au vendredi en période scolaire en direction du Portail Rouge ; - Les services limités à l'Hôtel de Ville sont à vocation scolaire et ne circulent pas les mercredis après-midi. - Date de dernière mise à jour : 22 décembre 2023. |                                                                                 |                                                                                 |                                                                                 |                                                                                      |                                                                                 |                                                                                 |                                                                                 |                                                                                 |
| 13    | Dernière actualisation : — |                                                                                 |                                                                                 |                                                                                 |                                                                                      |                                                                                 |                                                                                 |                                                                                 |                                                                                 |
| 14    | Châteaucreux ⥋ Grand Quartier Sorbiers ; Bourg Sorbiers les dimanches et fêtes) | Châteaucreux ⥋ Grand Quartier Sorbiers ; Bourg Sorbiers les dimanches et fêtes) | Châteaucreux ⥋ Grand Quartier Sorbiers ; Bourg Sorbiers les dimanches et fêtes) | Châteaucreux ⥋ Grand Quartier Sorbiers ; Bourg Sorbiers les dimanches et fêtes) | Châteaucreux ⥋ Grand Quartier Sorbiers ; Bourg Sorbiers les dimanches et fêtes)      | Châteaucreux ⥋ Grand Quartier Sorbiers ; Bourg Sorbiers les dimanches et fêtes) | Châteaucreux ⥋ Grand Quartier Sorbiers ; Bourg Sorbiers les dimanches et fêtes) | Châteaucreux ⥋ Grand Quartier Sorbiers ; Bourg Sorbiers les dimanches et fêtes) | Châteaucreux ⥋ Grand Quartier Sorbiers ; Bourg Sorbiers les dimanches et fêtes) |
| 14    | Ouverture / Fermeture 1er avril 1984 / — | Longueur 10,3 km                                                                | Durée 31 min                                                                    | Nb. d’arrêts 26                                                                 | Matériel Citaro C2                                                                   | Jours de fonctionnement L, Ma, Me, J, V, S, D                                   | Jour / Soir / Nuit / Fêtes O / N / N / O                                        | Voy. / an 276 969 (2 022)                                                       | Transporteur SRT                                                                |
| 14    | Desserte : - Villes et lieux desservis : Saint-Étienne, La Talaudière et Sorbiers - Stations et gares desservies : Gare de Saint-Étienne-Châteaucreux, Châteaucreux (T2 et T3). |                                                                                 |                                                                                 |                                                                                 |                                                                                      |                                                                                 |                                                                                 |                                                                                 |                                                                                 |
| 14    | Autre : - Arrêts non accessibles aux UFR : Jules Janin, Louis Soulié, Docteurs Muller, Scheurer Kestner, Necker, Parc de Méons, Le Camp (vers Sorbiers), Longiron (vers Sorbiers), Jean de la Fontaine, Mendès France, Rond-Point Sablière (vers Sorbiers), Stade La Talaudière, Evrard, Grand Quartier. - Amplitudes horaires : La ligne fonctionne du lundi au vendredi en période scolaire de 5 h 40 à 21 h 20, du lundi au vendredi en vacances scolaires de 5 h 50 à 21 h, le samedi de 5 h 50 à 20 h 30 et les dimanches et fêtes de 8 h 20 à 20 h 25. - Particularités : En semaine, en période scolaire, 6 passages par sens desservent le Collège Pierre et Marie Curie. - Date de dernière mise à jour : 10 avril 2024. |                                                                                 |                                                                                 |                                                                                 |                                                                                      |                                                                                 |                                                                                 |                                                                                 |                                                                                 |
| 14    | Dernière actualisation : — |                                                                                 |                                                                                 |                                                                                 |                                                                                      |                                                                                 |                                                                                 |                                                                                 |                                                                                 |
| 15    | Square Violette ⥋ Metrotech | Square Violette ⥋ Metrotech                                                     | Square Violette ⥋ Metrotech                                                     | Square Violette ⥋ Metrotech                                                     | Square Violette ⥋ Metrotech                                                          | Square Violette ⥋ Metrotech                                                     | Square Violette ⥋ Metrotech                                                     | Square Violette ⥋ Metrotech                                                     | Square Violette ⥋ Metrotech                                                     |
| 15    | Ouverture / Fermeture 2 septembre 2024 / — | Longueur —                                                                      | Durée 25 min                                                                    | Nb. d’arrêts 18                                                                 | Matériel Citelis 12 Mercedes-Benz Citaro C1 Mercedes-Benz Citaro C2 Urbanway 12 BHNS | Jours de fonctionnement L, Ma, Me, J, V, S, D                                   | Jour / Soir / Nuit / Fêtes O / N / N / O                                        | Voy. / an —                                                                     | Dépôt Transparc / Transpôle (STAS)                                              |
| 15    | Desserte : - Villes et lieux desservis : Saint-Étienne et Saint-Jean-Bonnefonds - Stations et gares desservies : Square Violette (T2 et T3), Jean Moulin (T2 et T3), Fourneyron (T2 et T3)et Gare de Saint-Étienne-Châteaucreux. |                                                                                 |                                                                                 |                                                                                 |                                                                                      |                                                                                 |                                                                                 |                                                                                 |                                                                                 |
| 15    | Autre : - Arrêts non accessibles aux UFR : Rond-Point Pinay, Place St-Charles, Pacotière (vers St-Étienne), Les Aubépines (vers Metrotech).Green Park. - Amplitudes horaires : La ligne fonctionne du lundi au vendredi de 5 h 20 à 21 h 12, le samedi de 6 h 20 à 21 h 12 et les dimanches et jours fériés de 7 h à 20 h 30. - Particularités : - Date de dernière mise à jour : 3 septembre 2024. |                                                                                 |                                                                                 |                                                                                 |                                                                                      |                                                                                 |                                                                                 |                                                                                 |                                                                                 |
| 15    | Dernière actualisation : — |                                                                                 |                                                                                 |                                                                                 |                                                                                      |                                                                                 |                                                                                 |                                                                                 |                                                                                 |
| 16    | Lycée Simone Weil ⥋ Montplaisir (ENISE à certains trajets en semaine) | Lycée Simone Weil ⥋ Montplaisir (ENISE à certains trajets en semaine)           | Lycée Simone Weil ⥋ Montplaisir (ENISE à certains trajets en semaine)           | Lycée Simone Weil ⥋ Montplaisir (ENISE à certains trajets en semaine)           | Lycée Simone Weil ⥋ Montplaisir (ENISE à certains trajets en semaine)                | Lycée Simone Weil ⥋ Montplaisir (ENISE à certains trajets en semaine)           | Lycée Simone Weil ⥋ Montplaisir (ENISE à certains trajets en semaine)           | Lycée Simone Weil ⥋ Montplaisir (ENISE à certains trajets en semaine)           | Lycée Simone Weil ⥋ Montplaisir (ENISE à certains trajets en semaine)           |
| 16    | Ouverture / Fermeture 2 septembre 2024 / — | Longueur —                                                                      | Durée 48/51 min                                                                 | Nb. d’arrêts 37/40                                                              | Matériel Citaro C1 Facelift Citelis 12 Urbanway 12 BHNS                              | Jours de fonctionnement L, Ma, Me, J, V, S, D                                   | Jour / Soir / Nuit / Fêtes O / N / N / O                                        | Voy. / an —                                                                     | Dépôt Transpôle (STAS)                                                          |
| 16    | Desserte : - Villes et lieux desservis : Saint-Priest-en-Jarez, Villars, Saint-Étienne et Saint-Jean-Bonnefonds. - Stations et gares desservies : Lycée Simone Weil (T1 et T3), Hôtel de Ville (T1 et T2), Jean Moulin (T2 et T3), Fourneyron (T2 et T3) et Gare de Saint-Étienne-Châteaucreux. |                                                                                 |                                                                                 |                                                                                 |                                                                                      |                                                                                 |                                                                                 |                                                                                 |                                                                                 |
| 16    | Autre : - Arrêts non accessibles aux UFR : ASPTT, Hippodrome, Le Pêchier, Triollet, Eglise Villars, Les Marronniers, Musée de Villars, Chemin Chênes, Grand Charlieu, Sainte-Marguerite, Albert Camus, Jean Parit, Découverte et ENISE. - Amplitudes horaires : La ligne fonctionne du lundi au vendredi en période scolaire de 5 h 10 à 20 h 53, le samedi de 6 h 35 à 20 h 53 et les dimanches et fêtes de 7 h à 20h environ. - Particularités : - 5 à 6 services par jour du lundi au vendredi en période scolaire sont prolongés à l'ENISE pour desservir l'ENISE et le Collège Jean Dasté. - Il existe des services directs entre le centre-ville et l'ENISE circulant les jours de fonctionnement de cette dernière. - Après 20 h 40, la ligne S3 prend le relais chaque soir du lundi au samedi entre les arrêts Albert Camus et Dorian/Hôtel de Ville - Date de dernière mise à jour : 3 septembre 2024. |                                                                                 |                                                                                 |                                                                                 |                                                                                      |                                                                                 |                                                                                 |                                                                                 |                                                                                 |
| 16    | Dernière actualisation : — |                                                                                 |                                                                                 |                                                                                 |                                                                                      |                                                                                 |                                                                                 |                                                                                 |                                                                                 |
| 17    | La Bertrandière ⥋ Mairie Villars (Lycée Simone Weil à certains services) | La Bertrandière ⥋ Mairie Villars (Lycée Simone Weil à certains services)        | La Bertrandière ⥋ Mairie Villars (Lycée Simone Weil à certains services)        | La Bertrandière ⥋ Mairie Villars (Lycée Simone Weil à certains services)        | La Bertrandière ⥋ Mairie Villars (Lycée Simone Weil à certains services)             | La Bertrandière ⥋ Mairie Villars (Lycée Simone Weil à certains services)        | La Bertrandière ⥋ Mairie Villars (Lycée Simone Weil à certains services)        | La Bertrandière ⥋ Mairie Villars (Lycée Simone Weil à certains services)        | La Bertrandière ⥋ Mairie Villars (Lycée Simone Weil à certains services)        |
| 17    | Ouverture / Fermeture 2 janvier 1982 / — | Longueur 7,288 km                                                               | Durée 29 (40) min                                                               | Nb. d’arrêts 24 (38)                                                            | Matériel Citaro Facelift GX 327 GX 127 (le dimanche)                                 | Jours de fonctionnement L, Ma, Me, J, V, S, D                                   | Jour / Soir / Nuit / Fêtes O / N / N / O                                        | Voy. / an 453 645 (2 022)                                                       | Dépôt Transpôle (STAS)                                                          |
| 17    | Desserte : - Villes et lieux desservis : L'Étrat, Saint-Priest-en-Jarez, Saint-Étienne et Villars. - Stations et gares desservies : Gare de Saint-Étienne-La Terrasse Terrasse (T1 et T3) et Lycée Simone Weil (T1 et T3). |                                                                                 |                                                                                 |                                                                                 |                                                                                      |                                                                                 |                                                                                 |                                                                                 |                                                                                 |
| 17    | Autre : - Arrêts non accessibles aux UFR : La Bertrandière, Les Ollières, Lilas, Peupliers, Myosotis, La Lichère, L'Eparre, Les Bierces, Les Mélèzes, Les Carrières (vers La Bertrandière),Résidence Orpéa, Parc Massenet, Terrasse, Porte de Villars (vers Mairie Villars), Jean Guitton, La Taillée, Jean Ravon, Musée de Villars, Les Marronniers, Église Villars, Triollet, Montravel, Lycée Horticole, Le Pêchier, Hippodrome, ASPTT. - Amplitudes horaires : La ligne fonctionne du lundi au vendredi de 5 h 35 à 20 h 15 environ, le samedi de 6 h 47 à 19 h 47 et les dimanches et fêtes de 7 h 20 à 19 h 47. - Particularités : L'ancien terminus Lycée Simone Weil n'est désormais desservi qu'à certains services. - Date de dernière mise à jour : 5 janvier 2025. |                                                                                 |                                                                                 |                                                                                 |                                                                                      |                                                                                 |                                                                                 |                                                                                 |                                                                                 |
| 17    | Dernière actualisation : — |                                                                                 |                                                                                 |                                                                                 |                                                                                      |                                                                                 |                                                                                 |                                                                                 |                                                                                 |
| 20    | Hauts de Terrenoire ⥋ Perrotière | Hauts de Terrenoire ⥋ Perrotière                                                | Hauts de Terrenoire ⥋ Perrotière                                                | Hauts de Terrenoire ⥋ Perrotière                                                | Hauts de Terrenoire ⥋ Perrotière                                                     | Hauts de Terrenoire ⥋ Perrotière                                                | Hauts de Terrenoire ⥋ Perrotière                                                | Hauts de Terrenoire ⥋ Perrotière                                                | Hauts de Terrenoire ⥋ Perrotière                                                |
| 20    | Ouverture / Fermeture 13 septembre 1979 / — | Longueur 4,305 km                                                               | Durée 10 à 15 min                                                               | Nb. d’arrêts 17 à 20                                                            | Matériel Crossway LE 10.8                                                            | Jours de fonctionnement L, Ma, Me, J, V, S                                      | Jour / Soir / Nuit / Fêtes O / N / N / N                                        | Voy. / an 19 319 (2 022)                                                        | Transporteur Chazot                                                             |
| 20    | Desserte : - Villes et lieux desservis : Saint-Étienne - Stations et gares desservies : Aucune. |                                                                                 |                                                                                 |                                                                                 |                                                                                      |                                                                                 |                                                                                 |                                                                                 |                                                                                 |
| 20    | Autre : - Arrêts non accessibles aux UFR : Hauts de Terrenoire, Maugara, Les Châtaigniers, Terrenoire, Les Forges, Rue Anatole France, Janon, Stade Janon, Parking Stade, Jaboulay, Anciens Combattants, Les Bruyères, Louis Pergaud, Perrotière. - Amplitudes horaires : La ligne fonctionne du lundi au vendredi en période scolaire de 6 h 35 à 19 h 15, du lundi au vendredi en vacances scolaires de 6 h 40 à 19 h 15 et le samedi de 7 h 30 à 19 h 15 environ. - Particularités : Certains services font leur terminus à Terrenoire et ne desservent pas les Hauts de Terrenoire. - Date de dernière mise à jour : 22 décembre 2023. |                                                                                 |                                                                                 |                                                                                 |                                                                                      |                                                                                 |                                                                                 |                                                                                 |                                                                                 |
| 20    | Dernière actualisation : — |                                                                                 |                                                                                 |                                                                                 |                                                                                      |                                                                                 |                                                                                 |                                                                                 |                                                                                 |
| 21    | Crêt de Montaud ⥋ Place des Pères | Crêt de Montaud ⥋ Place des Pères                                               | Crêt de Montaud ⥋ Place des Pères                                               | Crêt de Montaud ⥋ Place des Pères                                               | Crêt de Montaud ⥋ Place des Pères                                                    | Crêt de Montaud ⥋ Place des Pères                                               | Crêt de Montaud ⥋ Place des Pères                                               | Crêt de Montaud ⥋ Place des Pères                                               | Crêt de Montaud ⥋ Place des Pères                                               |
| 21    | Ouverture / Fermeture 31 août 2017 / — | Longueur —                                                                      | Durée 37 min                                                                    | Nb. d’arrêts 23 à 24                                                            | Matériel GX 127 GX 117                                                               | Jours de fonctionnement L, Ma, Me, J, V, S                                      | Jour / Soir / Nuit / Fêtes O / N / N / N                                        | Voy. / an 112 962 (2 022)                                                       | Dépôt Transpôle STAS                                                            |
| 21    | Desserte : - Villes et lieux desservis : Saint-Étienne - Stations et gares desservies : Place Carnot (T1 et T2),Fourneyron (T2 et T3) et Hôtel de Ville (T1 et T2). |                                                                                 |                                                                                 |                                                                                 |                                                                                      |                                                                                 |                                                                                 |                                                                                 |                                                                                 |
| 21    | Autre : - Arrêts non accessibles aux UFR : Crêt de Montaud, Les Tilleuls, Painlevé Royet, Painlevé, Frères Chappe, Boivin, Sainte-Barbe, Montée Thévenon, La Sablière, Gayet, Bel Horizon, Abbé de l'Épée, Place des Pères. - Amplitudes horaires : La ligne fonctionne du lundi au vendredi en période scolaire de 7 h 15 à 19 h 15, du lundi au vendredi en vacances scolaires de 7 h 15 à 19 h 05 et le samedi de 9 h 05 à 19 h 05 environ. - Date de dernière mise à jour : 30 novembre 2024. |                                                                                 |                                                                                 |                                                                                 |                                                                                      |                                                                                 |                                                                                 |                                                                                 |                                                                                 |
| 21    | Dernière actualisation : — |                                                                                 |                                                                                 |                                                                                 |                                                                                      |                                                                                 |                                                                                 |                                                                                 |                                                                                 |
| 22    | Bellevue ⥋ Cotonne | Bellevue ⥋ Cotonne                                                              | Bellevue ⥋ Cotonne                                                              | Bellevue ⥋ Cotonne                                                              | Bellevue ⥋ Cotonne                                                                   | Bellevue ⥋ Cotonne                                                              | Bellevue ⥋ Cotonne                                                              | Bellevue ⥋ Cotonne                                                              | Bellevue ⥋ Cotonne                                                              |
| 22    | Ouverture / Fermeture 2 janvier 1968 / — | Longueur 4,241 km                                                               | Durée 7 à 18 min                                                                | Nb. d’arrêts 7 à 15                                                             | Matériel Citelis 12 GX 327                                                           | Jours de fonctionnement L, Ma, Me, J, V                                         | Jour / Soir / Nuit / Fêtes O / N / N / N                                        | Voy. / an 112 207 (2 022)                                                       | Dépôt Transparc STAS                                                            |
| 22    | Desserte : - Villes et lieux desservis : Saint-Étienne - Stations et gares desservies : Gare de Saint-Étienne-Bellevue. |                                                                                 |                                                                                 |                                                                                 |                                                                                      |                                                                                 |                                                                                 |                                                                                 |                                                                                 |
| 22    | Autre : - Arrêts non accessibles aux UFR : Rue du Vercors, Desaugier, Larionov, Palerne, Cotonne. - Amplitudes horaires : La ligne fonctionne du lundi au vendredi en période scolaire de 6 h 20 à 20 h 25 et du lundi au vendredi en vacances scolaires de 6 h 23 à 20 h 20 environ. - Particularités : Certains passages desservent la zone industrielle de la Chauvetière. - Date de dernière mise à jour : 12 mars 2024. |                                                                                 |                                                                                 |                                                                                 |                                                                                      |                                                                                 |                                                                                 |                                                                                 |                                                                                 |
| 22    | Dernière actualisation : — |                                                                                 |                                                                                 |                                                                                 |                                                                                      |                                                                                 |                                                                                 |                                                                                 |                                                                                 |
| 23    | Bellevue ⥋ Le Bernay | Bellevue ⥋ Le Bernay                                                            | Bellevue ⥋ Le Bernay                                                            | Bellevue ⥋ Le Bernay                                                            | Bellevue ⥋ Le Bernay                                                                 | Bellevue ⥋ Le Bernay                                                            | Bellevue ⥋ Le Bernay                                                            | Bellevue ⥋ Le Bernay                                                            | Bellevue ⥋ Le Bernay                                                            |
| 23    | Ouverture / Fermeture 30 août 1982 / — | Longueur 2,435 km                                                               | Durée 9 min                                                                     | Nb. d’arrêts 11                                                                 | Matériel Citelis 12 GX 327                                                           | Jours de fonctionnement L, Ma, Me, J, V                                         | Jour / Soir / Nuit / Fêtes O / N / N / N                                        | Voy. / an 47 908 (2 022)                                                        | Dépôt Transparc STAS                                                            |
| 23    | Desserte : - Villes et lieux desservis: Saint-Étienne - Stations et gares desservies : Gare de Saint-Étienne-Bellevue. |                                                                                 |                                                                                 |                                                                                 |                                                                                      |                                                                                 |                                                                                 |                                                                                 |                                                                                 |
| 23    | Autre : - Arrêts non accessibles aux UFR : Le Riviera, Auberge du Bernay, Imp. du Bernay. - Amplitudes horaires : La ligne fonctionne du lundi au vendredi en période scolaire de 7 h 05 à 19 h 40 et du lundi au vendredi en vacances scolaires de 6 h 54 à 19 h 40. - Date de dernière mise à jour : 12 mars 2024. |                                                                                 |                                                                                 |                                                                                 |                                                                                      |                                                                                 |                                                                                 |                                                                                 |                                                                                 |
| 23    | Dernière actualisation : — |                                                                                 |                                                                                 |                                                                                 |                                                                                      |                                                                                 |                                                                                 |                                                                                 |                                                                                 |
| 24    | Dorian/Hôtel de Ville ⥋ Petites Sœurs | Dorian/Hôtel de Ville ⥋ Petites Sœurs                                           | Dorian/Hôtel de Ville ⥋ Petites Sœurs                                           | Dorian/Hôtel de Ville ⥋ Petites Sœurs                                           | Dorian/Hôtel de Ville ⥋ Petites Sœurs                                                | Dorian/Hôtel de Ville ⥋ Petites Sœurs                                           | Dorian/Hôtel de Ville ⥋ Petites Sœurs                                           | Dorian/Hôtel de Ville ⥋ Petites Sœurs                                           | Dorian/Hôtel de Ville ⥋ Petites Sœurs                                           |
| 24    | Ouverture / Fermeture 14 septembre 1981 / — | Longueur 2,988 km                                                               | Durée 8 min                                                                     | Nb. d’arrêts 9                                                                  | Matériel GX 127 GX 117                                                               | Jours de fonctionnement L, Ma, Me, J, V, S                                      | Jour / Soir / Nuit / Fêtes O / N / N / N                                        | Voy. / an 18 271 (2 022)                                                        | Dépôt Transpôle (STAS)                                                          |
| 24    | Desserte : - Villes et lieux desservis : Saint-Étienne - Stations et gares desservies : Hôtel de Ville (T1 et T2). |                                                                                 |                                                                                 |                                                                                 |                                                                                      |                                                                                 |                                                                                 |                                                                                 |                                                                                 |
| 24    | Autre : - Arrêts non accessibles aux UFR : Médiathèque, Croix de Mission, Paillon, Petites Sœurs. - Amplitudes horaires : La ligne fonctionne du lundi au vendredi en période scolaire de 8 h 15 à 19 h 20, du lundi au vendredi en vacances scolaires de 8 h 10 à 18 h 28 et le samedi de 8 h 45 à 18 h 30 environ. - Date de dernière mise à jour : 20 novembre 2024. |                                                                                 |                                                                                 |                                                                                 |                                                                                      |                                                                                 |                                                                                 |                                                                                 |                                                                                 |
| 24    | Dernière actualisation : — |                                                                                 |                                                                                 |                                                                                 |                                                                                      |                                                                                 |                                                                                 |                                                                                 |                                                                                 |
| 25    | Terrasse ⥋ Gare de Saint-Chamond | Terrasse ⥋ Gare de Saint-Chamond                                                | Terrasse ⥋ Gare de Saint-Chamond                                                | Terrasse ⥋ Gare de Saint-Chamond                                                | Terrasse ⥋ Gare de Saint-Chamond                                                     | Terrasse ⥋ Gare de Saint-Chamond                                                | Terrasse ⥋ Gare de Saint-Chamond                                                | Terrasse ⥋ Gare de Saint-Chamond                                                | Terrasse ⥋ Gare de Saint-Chamond                                                |
| 25    | Ouverture / Fermeture 25 août 2008 / — | Longueur 15,35 km                                                               | Durée 37 min                                                                    | Nb. d’arrêts 23                                                                 | Matériel Iveco Bus Crossway                                                          | Jours de fonctionnement L, Ma, Me, J, V, S                                      | Jour / Soir / Nuit / Fêtes O / N / N / N                                        | Voy. / an 71 156 (2 022)                                                        | Transporteur Chazot                                                             |
| 25    | Desserte : - Villes et lieux desservis : Saint-Étienne, Saint-Priest-en-Jarez, La Tour-en-Jarez, La Talaudière, Sorbiers, Saint-Chamond - Stations et gares desservies : Gare de Saint-Chamond, Gare de Saint-Étienne-La Terrasse, Terrasse (T1 et T3) |                                                                                 |                                                                                 |                                                                                 |                                                                                      |                                                                                 |                                                                                 |                                                                                 |                                                                                 |
| 25    | Autre : - Arrêts non accessibles aux UFR : Terrasse, La Méarie (vers Gare Saint-Chamond), Route de l'Etrat, Les Cèdres Bleus, Châteaubon, La Galoche, Espace Nature, Rond-point Sablière (vers Gare Saint-Chamond), Stade La Talaudière, Evrard, Haut Langonand, Langonand (vers Gare St-Chamond), Champ du Geai, Plaisance. - Amplitudes horaires : La ligne fonctionne du lundi au vendredi en période scolaire de 6 h 52 à 18 h 35, du lundi au vendredi en vacances scolaires de 6 h 57 à 18 h 35 et le samedi de 8 h 25 à 18 h 30 environ. - Date de dernière mise à jour : 10 avril 2024. |                                                                                 |                                                                                 |                                                                                 |                                                                                      |                                                                                 |                                                                                 |                                                                                 |                                                                                 |
| 25    | Dernière actualisation : — |                                                                                 |                                                                                 |                                                                                 |                                                                                      |                                                                                 |                                                                                 |                                                                                 |                                                                                 |
| 27    | Terrasse ⥋ Parking Nord ↔ La Gimond | Terrasse ⥋ Parking Nord ↔ La Gimond                                             | Terrasse ⥋ Parking Nord ↔ La Gimond                                             | Terrasse ⥋ Parking Nord ↔ La Gimond                                             | Terrasse ⥋ Parking Nord ↔ La Gimond                                                  | Terrasse ⥋ Parking Nord ↔ La Gimond                                             | Terrasse ⥋ Parking Nord ↔ La Gimond                                             | Terrasse ⥋ Parking Nord ↔ La Gimond                                             | Terrasse ⥋ Parking Nord ↔ La Gimond                                             |
| 27    | Ouverture / Fermeture 30 août 2010 / — | Longueur 14,22 km                                                               | Durée 20 (44) min                                                               | Nb. d’arrêts 19 (26)                                                            | Matériel Iveco Bus Crossway                                                          | Jours de fonctionnement L, Ma, Me, J, V, S                                      | Jour / Soir / Nuit / Fêtes O / N / N / N                                        | Voy. / an 106 382 (2 022)                                                       | Transporteur Chazot                                                             |
| 27    | Desserte : - Villes et lieux desservis : Saint-Étienne, Saint-Priest-en-Jarez, La Tour-en-Jarez, L'Étrat, Saint-Héand, La Gimond et Aveizieux. - Stations et gares desservies : Gare de Saint-Étienne-La Terrasse. |                                                                                 |                                                                                 |                                                                                 |                                                                                      |                                                                                 |                                                                                 |                                                                                 |                                                                                 |
| 27    | Autre : - Arrêts non accessibles aux UFR : Bénière, La Coissière, Le Gueny, Sauveterre, Ronzières, Collège Parking Nord, Grignotière, Montmollot, Le Coin, Le Sauzet, Montrond, Les Brossettes, Le Goutton, 4 Vents, La Pause, Les Flaches, Bourg L’Étrat, La Lichère, Montée du Bourg, La Tour-en-Jarez, Les Cèdres Bleus, Route de l'Etrat, La Méarie (vers Parking Nord), Terrasse. - Amplitudes horaires : La ligne fonctionne du lundi au vendredi en période scolaire de 6 h 40 à 19 h 20, du lundi au vendredi en vacances scolaires de 7 h à 18 h 30 et le samedi de 13 h 30 à 18 h 30 environ. - Particularités : Un à deux services desservent Aveizieux et La Gimond du lundi au vendredi en période scolaire. - Date de dernière mise à jour : 22 décembre 2023. |                                                                                 |                                                                                 |                                                                                 |                                                                                      |                                                                                 |                                                                                 |                                                                                 |                                                                                 |
| 27    | Dernière actualisation : — |                                                                                 |                                                                                 |                                                                                 |                                                                                      |                                                                                 |                                                                                 |                                                                                 |                                                                                 |
| 28    | Pacotière ⥋ Puits Lucy (Collège P.M. Curie à certaines heures) | Pacotière ⥋ Puits Lucy (Collège P.M. Curie à certaines heures)                  | Pacotière ⥋ Puits Lucy (Collège P.M. Curie à certaines heures)                  | Pacotière ⥋ Puits Lucy (Collège P.M. Curie à certaines heures)                  | Pacotière ⥋ Puits Lucy (Collège P.M. Curie à certaines heures)                       | Pacotière ⥋ Puits Lucy (Collège P.M. Curie à certaines heures)                  | Pacotière ⥋ Puits Lucy (Collège P.M. Curie à certaines heures)                  | Pacotière ⥋ Puits Lucy (Collège P.M. Curie à certaines heures)                  | Pacotière ⥋ Puits Lucy (Collège P.M. Curie à certaines heures)                  |
| 28    | Ouverture / Fermeture 24 août 1997 / — | Longueur —                                                                      | Durée 15 (22) min                                                               | Nb. d’arrêts 8 (9)                                                              | Matériel Crossway LE Crossway Line                                                   | Jours de fonctionnement L, Ma, Me, J, V                                         | Jour / Soir / Nuit / Fêtes O / N / N / N                                        | Voy. / an 14 148 (2 022)                                                        | Transporteur Chazot                                                             |
| 28    | Desserte : - Villes et lieux desservis : Saint-Jean-Bonnefonds et La Talaudière. - Stations et gares desservies : Aucune. |                                                                                 |                                                                                 |                                                                                 |                                                                                      |                                                                                 |                                                                                 |                                                                                 |                                                                                 |
| 28    | Autre : - Arrêts non accessibles aux UFR : Pacotière (vers Puits Lucy), Bachassin, Crêt de Beauplomb, Croix Mi-Carême, Chaney, Place Marquise, Puits Lucy. - Amplitudes horaires : La ligne fonctionne du lundi au vendredi en période scolaire de 6 h 35 à 19 h 10 environ. - Particularités : Des services aux sorties du collège Pierre et Marie Curie de La Talaudière sont effectués en période scolaire. - Date de dernière mise à jour : 29 août 2024. |                                                                                 |                                                                                 |                                                                                 |                                                                                      |                                                                                 |                                                                                 |                                                                                 |                                                                                 |
| 28    | Dernière actualisation : — |                                                                                 |                                                                                 |                                                                                 |                                                                                      |                                                                                 |                                                                                 |                                                                                 |                                                                                 |
| 29    | Châteaucreux ⥋ Place du Moulin | Châteaucreux ⥋ Place du Moulin                                                  | Châteaucreux ⥋ Place du Moulin                                                  | Châteaucreux ⥋ Place du Moulin                                                  | Châteaucreux ⥋ Place du Moulin                                                       | Châteaucreux ⥋ Place du Moulin                                                  | Châteaucreux ⥋ Place du Moulin                                                  | Châteaucreux ⥋ Place du Moulin                                                  | Châteaucreux ⥋ Place du Moulin                                                  |
| 29    | Ouverture / Fermeture 6 octobre 2006 / — | Longueur 16,829 km                                                              | Durée 43 min                                                                    | Nb. d’arrêts 43                                                                 | Matériel Crossway LE                                                                 | Jours de fonctionnement L, Ma, Me, J, V, S                                      | Jour / Soir / Nuit / Fêtes O / N / N / N                                        | Voy. / an 87 734 (2 022)                                                        | Transporteur Chazot                                                             |
| 29    | Desserte : - Villes et lieux desservis : Saint-Étienne et Saint-Chamond. - Stations et gares desservies : Gare de Saint-Étienne-Châteaucreux et Gare de Saint-Chamond. |                                                                                 |                                                                                 |                                                                                 |                                                                                      |                                                                                 |                                                                                 |                                                                                 |                                                                                 |
| 29    | Autre : - Arrêts non accessibles aux UFR : Lamartine, Lycée C. Lebois, G.Clémenceau, Piscine Couderc, Stade Pachoa (vers Châteaucreux), Gallieni, La Boissonnat, Bujarret, Bois Jarret, La Brocharie, Les Viaures, Ocharra, Les Echallières, Machizaud, La Pinède, La Gillière, Colonel Fabien, Terrenoire (vers Châteaucreux). - Amplitudes horaires : La ligne fonctionne du lundi au vendredi de 6 h 30 à 19 h 15 et le samedi de 8 h 20 à 18 h 25. - Date de dernière mise à jour : 18 avril 2024. |                                                                                 |                                                                                 |                                                                                 |                                                                                      |                                                                                 |                                                                                 |                                                                                 |                                                                                 |
| 29    | Dernière actualisation : — |                                                                                 |                                                                                 |                                                                                 |                                                                                      |                                                                                 |                                                                                 |                                                                                 |                                                                                 |

### Lignes de l'Ondaine
| Ligne | Caractéristiques | Caractéristiques                                                                                            | Caractéristiques                                                                                            | Caractéristiques                                                                                            | Caractéristiques                                                                                            | Caractéristiques                                                                                            | Caractéristiques                                                                                            | Caractéristiques                                                                                            | Caractéristiques                                                                                            |
| 30    | Le Pertuiset / Bourg Unieux ⥋ Église Le Chambon 1 (Le Chambon-Feugerolles — Michalière à certains services) | Le Pertuiset / Bourg Unieux ⥋ Église Le Chambon 1 (Le Chambon-Feugerolles — Michalière à certains services) | Le Pertuiset / Bourg Unieux ⥋ Église Le Chambon 1 (Le Chambon-Feugerolles — Michalière à certains services) | Le Pertuiset / Bourg Unieux ⥋ Église Le Chambon 1 (Le Chambon-Feugerolles — Michalière à certains services) | Le Pertuiset / Bourg Unieux ⥋ Église Le Chambon 1 (Le Chambon-Feugerolles — Michalière à certains services) | Le Pertuiset / Bourg Unieux ⥋ Église Le Chambon 1 (Le Chambon-Feugerolles — Michalière à certains services) | Le Pertuiset / Bourg Unieux ⥋ Église Le Chambon 1 (Le Chambon-Feugerolles — Michalière à certains services) | Le Pertuiset / Bourg Unieux ⥋ Église Le Chambon 1 (Le Chambon-Feugerolles — Michalière à certains services) | Le Pertuiset / Bourg Unieux ⥋ Église Le Chambon 1 (Le Chambon-Feugerolles — Michalière à certains services) |
| ----- | --- | --- | --- | --- | --- | --- | --- | --- | --- |
| 30    | Ouverture / Fermeture 31 août 2017 / — | Longueur —                                                                                                  | Durée 39 (59) min                                                                                           | Nb. d’arrêts 37 (54)                                                                                        | Matériel GX 337 ELEC                                                                                        | Jours de fonctionnement L, Ma, Me, J, V, S, D                                                               | Jour / Soir / Nuit / Fêtes O / N / N / O                                                                    | Voy. / an 417 812 (2 022) (6 mois de la ligne 35 inclus)                                                    | Transporteur Keolis Pays du Forez                                                                           |
| 30    | Desserte : - Villes et lieux desservis : Le Chambon-Feugerolles, Firminy (Patrimoine Le Corbusier de Firminy-Vert) et Unieux - Stations et gares desservies : Gare de Firminy et Gare du Chambon-Feugerolles. | | | | | | | | |
| 30    | Autre : - Arrêts non accessibles aux UFR : Fenderie Boiron, Bourg Unieux (vers et depuis le Pertuiset), Val Ronzière, Pont Hôpital, Dussauze, Pont d'Unieux, Le Vigneron, Parc Holtzer, Le Sablat, Château Latour, Lycée A. Camus, Place du Breuil, Place Ferrer, A. Boissier, Centre Cial Les Prairies, Parpoulin, Stade Gaffard, Le Bouchet, Avenue du Parc, Bd d’Auvergne, La Romière, Croix Bleue, Pôle de Services, La Cotille, Trablaine, Pontcharra, Gymnase Chambon, Lagrange, Coubertin, Stade Pouratte, Cimetière, Pyrénées, Tournebise, Michalière. - Amplitudes horaires : La ligne fonctionne du lundi au vendredi de 5 h 30 à 19 h 55, le samedi de 6 h 40 à 19 h 55 et les dimanches et fêtes de 11 h 45 à 18 h 45. - Particularités : La ligne est prolongée, à partir du 29 août 2022, du lundi au vendredi en période scolaire jusqu'à la Michalière de 7 h à 9 h puis de 11 h à 14 h et enfin de 16 h à 19 h ; cette desserte remplace la ligne 35 qui est supprimée. - Date de dernière mise à jour : 6 août 2024. | | | | | | | | |
| 30    | Dernière actualisation : — | | | | | | | | |
| 32    | Gare Firminy ⥋ Unieux — Collège La Rive | Gare Firminy ⥋ Unieux — Collège La Rive                                                                     | Gare Firminy ⥋ Unieux — Collège La Rive                                                                     | Gare Firminy ⥋ Unieux — Collège La Rive                                                                     | Gare Firminy ⥋ Unieux — Collège La Rive                                                                     | Gare Firminy ⥋ Unieux — Collège La Rive                                                                     | Gare Firminy ⥋ Unieux — Collège La Rive                                                                     | Gare Firminy ⥋ Unieux — Collège La Rive                                                                     | Gare Firminy ⥋ Unieux — Collège La Rive                                                                     |
| 32    | Ouverture / Fermeture 1er juillet 1963 / — | Longueur —                                                                                                  | Durée 12 (17) min                                                                                           | Nb. d’arrêts 14 (17)                                                                                        | Matériel GX 337 ELEC GX 137                                                                                 | Jours de fonctionnement L, Ma, Me, J, V, S, D                                                               | Jour / Soir / Nuit / Fêtes O / N / N / O                                                                    | Voy. / an 107 791 (2 022)                                                                                   | Transporteur Keolis Pays du Forez                                                                           |
| 32    | Desserte : - Villes et lieux desservis : Firminy (Patrimoine Le Corbusier de Firminy-Vert), Fraisses et Unieux. - Stations et gares desservies : Gare de Firminy, Gare de Fraisses-Unieux. | | | | | | | | |
| 32    | Autre : - Arrêts non accessibles aux UFR : Place du Breuil, Logis Neuf, Zone Commerciale, La Martinière, Montessus, Z.A. Périvaure, La Périvaure, Le Sagnon, Gare Fraisses, La Rive. - Amplitudes horaires : La ligne fonctionne du lundi au samedi de 6 h 25 à 19 h 05 et les dimanches et fêtes de 12 h 25 à 17 h 40. - Particularités : La ligne dessert Montessus uniquement aux heures de pointe. - Date de dernière mise à jour : 6 août 2024. | | | | | | | | |
| 32    | Dernière actualisation : — | | | | | | | | |
| 33    | Firminy — Chazeau ⥋ Firminy — Verte Colline | Firminy — Chazeau ⥋ Firminy — Verte Colline                                                                 | Firminy — Chazeau ⥋ Firminy — Verte Colline                                                                 | Firminy — Chazeau ⥋ Firminy — Verte Colline                                                                 | Firminy — Chazeau ⥋ Firminy — Verte Colline                                                                 | Firminy — Chazeau ⥋ Firminy — Verte Colline                                                                 | Firminy — Chazeau ⥋ Firminy — Verte Colline                                                                 | Firminy — Chazeau ⥋ Firminy — Verte Colline                                                                 | Firminy — Chazeau ⥋ Firminy — Verte Colline                                                                 |
| 33    | Ouverture / Fermeture 1er janvier 1963 / — | Longueur —                                                                                                  | Durée 24 min                                                                                                | Nb. d’arrêts 27                                                                                             | Matériel GX 137 GX 137 ELEC GX 127                                                                          | Jours de fonctionnement L, Ma, Me, J, V, S                                                                  | Jour / Soir / Nuit / Fêtes O / N / N / N                                                                    | Voy. / an 24 043 (2 022)                                                                                    | Transporteur Keolis Pays du Forez                                                                           |
| 33    | Desserte : - Villes et lieux desservis : Firminy (Patrimoine Le Corbusier de Firminy-Vert) - Stations et gares desservies : Gare de Firminy (à 2 min à pied de la place du Breuil). | | | | | | | | |
| 33    | Autre : - Arrêts non accessibles aux UFR : Pablo Neruda, Rue de St-Just, Les Roulattes, Les Noisettes, Les Noyers, Les Hauts Noyers, Le Corbusier, Chemin des Molières, Bd Corniche, Place du Breuil, Logis Neuf, Zone Commerciale, Supermarché, Impasse Malval, Église Chazeau (vers Chazeau), Rue de l'Abbaye, Chazeau. - Amplitudes horaires : La ligne fonctionne du lundi au vendredi de 7 h 05 à 18 h 20 et le samedi de 7 h 35 à 17 h 10. - Date de dernière mise à jour : 21 mars 2024. | | | | | | | | |
| 33    | Dernière actualisation : — | | | | | | | | |
| 34    | Gare Firminy ⥋ Saint-Paul-en-Cornillon Mairie | Gare Firminy ⥋ Saint-Paul-en-Cornillon Mairie                                                               | Gare Firminy ⥋ Saint-Paul-en-Cornillon Mairie                                                               | Gare Firminy ⥋ Saint-Paul-en-Cornillon Mairie                                                               | Gare Firminy ⥋ Saint-Paul-en-Cornillon Mairie                                                               | Gare Firminy ⥋ Saint-Paul-en-Cornillon Mairie                                                               | Gare Firminy ⥋ Saint-Paul-en-Cornillon Mairie                                                               | Gare Firminy ⥋ Saint-Paul-en-Cornillon Mairie                                                               | Gare Firminy ⥋ Saint-Paul-en-Cornillon Mairie                                                               |
| 34    | Ouverture / Fermeture 1er septembre 1986 / — | Longueur —                                                                                                  | Durée 27 min                                                                                                | Nb. d’arrêts 20                                                                                             | Matériel GX 137 GX 137 ELEC                                                                                 | Jours de fonctionnement L, Ma, Me, J, V, S                                                                  | Jour / Soir / Nuit / Fêtes O / N / N / N                                                                    | Voy. / an 11 545 (2 022)                                                                                    | Transporteur Keolis Pays du Forez                                                                           |
| 34    | Desserte : - Villes et lieux desservis : Firminy, Unieux et Saint-Paul-en-Cornillon. - Stations et gares desservies : Gare de Firminy. | | | | | | | | |
| 34    | Autre : - Arrêts non accessibles aux UFR : Place du Breuil, Lycée A. Camus, Roger Salengro, Fenderie Boiron, Le Fumant, Le Pochet, Neuf Ponts, Saint-Paul, La Soulière (vers Mairie), Placette Girards, Les Girards, Case au Bois, Croix du Poirier, Mairie Saint-Paul. - Amplitudes horaires : La ligne fonctionne du lundi au vendredi en période scolaire de 7 h 12 à 18 h 15, du lundi au vendredi en vacances scolaires de 12 h 10 à 17 h 45 et le samedi de 7 h 30 à 17 h 40 environ. - Date de dernière mise à jour : 21 mars 2024. | | | | | | | | |
| 34    | Dernière actualisation : — | | | | | | | | |

### Ligne saisonnière
| Ligne | Caractéristiques | Caractéristiques            | Caractéristiques            | Caractéristiques            | Caractéristiques              | Caractéristiques                              | Caractéristiques                         | Caractéristiques                     | Caractéristiques            |
| 36    | Jean Jaurès ⥋ Base Nautique | Jean Jaurès ⥋ Base Nautique | Jean Jaurès ⥋ Base Nautique | Jean Jaurès ⥋ Base Nautique | Jean Jaurès ⥋ Base Nautique   | Jean Jaurès ⥋ Base Nautique                   | Jean Jaurès ⥋ Base Nautique              | Jean Jaurès ⥋ Base Nautique          | Jean Jaurès ⥋ Base Nautique |
| ----- | --- | --------------------------- | --------------------------- | --------------------------- | ----------------------------- | --------------------------------------------- | ---------------------------------------- | ------------------------------------ | --------------------------- |
| 36    | Ouverture / Fermeture juillet 2014 / — | Longueur —                  | Durée 27 min                | Nb. d’arrêts 7              | Matériel S 415 NF Urbanway 12 | Jours de fonctionnement L, Ma, Me, J, V, S, D | Jour / Soir / Nuit / Fêtes O / N / N / O | Voy. / an 18 908 (2 022) (en 2 mois) | Exploitant Trans-Roche      |
| 36    | Desserte : - Villes et lieux desservis : Saint-Étienne, Roche-la-Molière, Saint-Victor-sur-Loire (commune de Saint-Étienne) - Stations et gares desservies : Hôtel de Ville (T1 et T2), Place Jean Jaurès (T1 et T2                                                                                           |                             |                             |                             |                               |                                               |                                          |                                      |                             |
| 36    | Autre : - Arrêts non accessibles aux UFR : Le Berland, Saint-Victor-sur-Loire. - Amplitudes horaires : La ligne fonctionne l'été, en juin, les samedis et dimanches de 10 h 45 à 19 h 30, et en juillet et août du lundi au dimanche de 10 h 45 à 19 h 30. - Date de dernière mise à jour : 23 décembre 2023. |                             |                             |                             |                               |                                               |                                          |                                      |                             |
| 36    | Dernière actualisation : — |                             |                             |                             |                               |                                               |                                          |                                      |                             |

### Lignes du Forez
| Ligne | Caractéristiques | Caractéristiques | Caractéristiques | Caractéristiques | Caractéristiques | Caractéristiques | Caractéristiques | Caractéristiques | Caractéristiques |
| 31    | Gare de Firminy ⥋ Saint-Maurice-en-Gourgois - Les 3 Routes | Gare de Firminy ⥋ Saint-Maurice-en-Gourgois - Les 3 Routes                                                           | Gare de Firminy ⥋ Saint-Maurice-en-Gourgois - Les 3 Routes                                                           | Gare de Firminy ⥋ Saint-Maurice-en-Gourgois - Les 3 Routes                                                           | Gare de Firminy ⥋ Saint-Maurice-en-Gourgois - Les 3 Routes                                                           | Gare de Firminy ⥋ Saint-Maurice-en-Gourgois - Les 3 Routes                                                           | Gare de Firminy ⥋ Saint-Maurice-en-Gourgois - Les 3 Routes                                                           | Gare de Firminy ⥋ Saint-Maurice-en-Gourgois - Les 3 Routes                                                           | Gare de Firminy ⥋ Saint-Maurice-en-Gourgois - Les 3 Routes                                                           |
| ----- | --- | --- | --- | --- | --- | --- | --- | --- | --- |
| 31    | Ouverture / Fermeture 25 août 2020 / — | Longueur — | Durée 27 min | Nb. d’arrêts 12 | Matériel Crossway Intouro                                                                                            | Jours de fonctionnement L, Ma, Me, J, V                                                                              | Jour / Soir / Nuit / Fêtes O / N / N / N                                                                             | Voy. / an 25 274 (2 022)                                                                                             | Transporteur Flouret (groupe Chazot)                                                                                 |
| 31    | Desserte : - Villes et lieux desservis : Firminy, Unieux, Çaloire et Saint-Maurice-en-Gourgois. - Stations et gares desservies : Gare de Firminy. | | | | | | | | |
| 31    | Autre : - Arrêts non accessibles aux UFR : Place du Breuil, Lycée A. Camus, La Mûre Çaloire, Cursieux, Flachère, Gourgois. - Amplitudes horaires : La ligne fonctionne du lundi au vendredi de 6 h 15 à 19 h 20 environ. - Date de dernière mise à jour : 23 décembre 2023. | | | | | | | | |
| 31    | Dernière actualisation : — | | | | | | | | |
| 37    | Hôpital Nord ⥋ Gare Andrézieux | Hôpital Nord ⥋ Gare Andrézieux                                                                                       | Hôpital Nord ⥋ Gare Andrézieux                                                                                       | Hôpital Nord ⥋ Gare Andrézieux                                                                                       | Hôpital Nord ⥋ Gare Andrézieux                                                                                       | Hôpital Nord ⥋ Gare Andrézieux                                                                                       | Hôpital Nord ⥋ Gare Andrézieux                                                                                       | Hôpital Nord ⥋ Gare Andrézieux                                                                                       | Hôpital Nord ⥋ Gare Andrézieux                                                                                       |
| 37    | Ouverture / Fermeture 14 janvier 2013 / — | Longueur — | Durée 41 min | Nb. d’arrêts 31 | Matériel Citaro Facelift                                                                                             | Jours de fonctionnement L, Ma, Me, J, V, S, D                                                                        | Jour / Soir / Nuit / Fêtes O / N / N / O                                                                             | Voy. / an 231 843 (2 022)                                                                                            | Dépôt Transpôle (STAS)                                                                                               |
| 37    | Desserte : - Villes et lieux desservis : Saint-Priest-en-Jarez, L'Étrat, La Fouillouse et Andrézieux-Bouthéon ainsi que l'Aéroport de Saint-Étienne-Loire - Stations et gares desservies : Hôpital Nord (T1 et T3), Gare de La Fouillouse et Gare d'Andrézieux. | | | | | | | | |
| 37    | Autre : - Arrêts non accessibles aux UFR : C.C. Ratarieux, Parc d'Activité, La Porchère, Les Molineaux, Le Vernay, Grandes Maisons, Centre Fouillouse, Les Perrotins, Vorzelas, Envol Stadium, Les Essarts, Aéroport, Goutterons (vers Gare), Rond-Point de la Roue, Bouthéon Centre, Croix Rapeau, Dojo, Rond-Point Dallière, Andrézieux Gare. - Amplitudes horaires : La ligne fonctionne du lundi au samedi de 5 h 20 à 20 h 15 et le dimanche de 11 h 20 à 18 h 05. - Date de dernière mise à jour : 29 août 2024. | | | | | | | | |
| 37    | Dernière actualisation : — | | | | | | | | |
| 39    | Andrézieux-Bouthéon - Nautiform / Rond-Point Colonna ⥋ Saint-Bonnet-les-Oules - Lapra / Stade Lapra | Andrézieux-Bouthéon - Nautiform / Rond-Point Colonna ⥋ Saint-Bonnet-les-Oules - Lapra / Stade Lapra                  | Andrézieux-Bouthéon - Nautiform / Rond-Point Colonna ⥋ Saint-Bonnet-les-Oules - Lapra / Stade Lapra                  | Andrézieux-Bouthéon - Nautiform / Rond-Point Colonna ⥋ Saint-Bonnet-les-Oules - Lapra / Stade Lapra                  | Andrézieux-Bouthéon - Nautiform / Rond-Point Colonna ⥋ Saint-Bonnet-les-Oules - Lapra / Stade Lapra                  | Andrézieux-Bouthéon - Nautiform / Rond-Point Colonna ⥋ Saint-Bonnet-les-Oules - Lapra / Stade Lapra                  | Andrézieux-Bouthéon - Nautiform / Rond-Point Colonna ⥋ Saint-Bonnet-les-Oules - Lapra / Stade Lapra                  | Andrézieux-Bouthéon - Nautiform / Rond-Point Colonna ⥋ Saint-Bonnet-les-Oules - Lapra / Stade Lapra                  | Andrézieux-Bouthéon - Nautiform / Rond-Point Colonna ⥋ Saint-Bonnet-les-Oules - Lapra / Stade Lapra                  |
| 39    | Ouverture / Fermeture 29 août 2019 / — | Longueur — | Durée 30 min | Nb. d’arrêts 14 | Matériel Lion's Intercity Crossway Line                                                                              | Jours de fonctionnement L, Ma, Me, J, V                                                                              | Jour / Soir / Nuit / Fêtes O / N / N / N                                                                             | Voy. / an 7 226 (2 022)                                                                                              | Transporteur Chazot                                                                                                  |
| 39    | Desserte : - Villes et lieux desservis : Andrézieux-Bouthéon et Saint-Bonnet-les-Oules - Stations et gares desservies : Aucune. | | | | | | | | |
| 39    | Autre : - Arrêts non accessibles aux UFR : Goutterons, Aéroport, Les Essarts, Stade Lapra, Buissonnet, Place Cumines, Mairie St-Bonnet et Saint-Bonnet-les-Oules Lapra. - Amplitudes horaires : Du lundi au vendredi en période scolaire, la ligne fonctionne de 6 h 35 à 19 h 30 environ, à raison de 8 trajets vers St-Bonnet et 10 trajets vers Andrézieux. Du lundi au vendredi pendant les petites vacances, la ligne fonctionne de 8 h 07 à 15 h 58 à raison d'un aller vers Andrézieux et deux 2 retours vers Saint-Bonnet. - Particularités : - Certains trajets sont limités à Rond-Point Colonna et/ou Lapra - Date de dernière mise à jour : 29 août 2024.                                                                                                   | | | | | | | | |
| 39    | Dernière actualisation : — | | | | | | | | |
| 68    | Saint-Maurice-en-Gourgois - Les 3 Routes ⥋ Saint-Bonnet-le-Château - Boulevard du Haut-Forez | Saint-Maurice-en-Gourgois - Les 3 Routes ⥋ Saint-Bonnet-le-Château - Boulevard du Haut-Forez                         | Saint-Maurice-en-Gourgois - Les 3 Routes ⥋ Saint-Bonnet-le-Château - Boulevard du Haut-Forez                         | Saint-Maurice-en-Gourgois - Les 3 Routes ⥋ Saint-Bonnet-le-Château - Boulevard du Haut-Forez                         | Saint-Maurice-en-Gourgois - Les 3 Routes ⥋ Saint-Bonnet-le-Château - Boulevard du Haut-Forez                         | Saint-Maurice-en-Gourgois - Les 3 Routes ⥋ Saint-Bonnet-le-Château - Boulevard du Haut-Forez                         | Saint-Maurice-en-Gourgois - Les 3 Routes ⥋ Saint-Bonnet-le-Château - Boulevard du Haut-Forez                         | Saint-Maurice-en-Gourgois - Les 3 Routes ⥋ Saint-Bonnet-le-Château - Boulevard du Haut-Forez                         | Saint-Maurice-en-Gourgois - Les 3 Routes ⥋ Saint-Bonnet-le-Château - Boulevard du Haut-Forez                         |
| 68    | Ouverture / Fermeture 25 août 2020 / — | Longueur — | Durée 32 min | Nb. d’arrêts 17 | Matériel Crossway Intouro                                                                                            | Jours de fonctionnement L, Ma, Me, J, V                                                                              | Jour / Soir / Nuit / Fêtes O / N / N / N                                                                             | Voy. / an 10 848 (2 022)                                                                                             | Transporteur Flouret (groupe Chazot) Sessiecq                                                                        |
| 68    | Desserte : - Villes et lieux desservis : Saint-Maurice-en-Gourgois, Rozier-Côtes-d'Aurec, Saint-Nizier-de-Fornas et Saint-Bonnet-le-Château. - Stations et gares desservies : Aucune. | | | | | | | | |
| 68    | Autre : - Arrêts non accessibles aux UFR : Croix Sainte-Agathe, Château Lebois, Emilieux, Rochegut, Gabelon, Martinange, Roziers-Côte-d'Aurec, Garnaudet, Talarand, La Pomasse, Mizériecq, Greniecq, Riofol, Collège Falabrègue. - Amplitudes horaires : La ligne fonctionne, en lien avec la ligne 31 vers Firminy : - du lundi au vendredi en période scolaire à raison de trois allers-retours par jour, complétés par trois à six allers-retours en transport à la demande se substituant à la fois aux lignes 68 et 69 ; - du lundi au vendredi durant les vacances scolaires et l'été, le service est assuré par quatre allers retours en transport à la demande se substituant à la fois aux lignes 68 et 69. - Date de dernière mise à jour : 23 décembre 2023. | | | | | | | | |
| 68    | Dernière actualisation : — | | | | | | | | |
| 69    | Saint-Maurice-en-Gourgois - Flachère ou Les 3 Routes ⥋ Saint-Bonnet-le-Château - Boulevard du Haut-Forez (via Aboën) | Saint-Maurice-en-Gourgois - Flachère ou Les 3 Routes ⥋ Saint-Bonnet-le-Château - Boulevard du Haut-Forez (via Aboën) | Saint-Maurice-en-Gourgois - Flachère ou Les 3 Routes ⥋ Saint-Bonnet-le-Château - Boulevard du Haut-Forez (via Aboën) | Saint-Maurice-en-Gourgois - Flachère ou Les 3 Routes ⥋ Saint-Bonnet-le-Château - Boulevard du Haut-Forez (via Aboën) | Saint-Maurice-en-Gourgois - Flachère ou Les 3 Routes ⥋ Saint-Bonnet-le-Château - Boulevard du Haut-Forez (via Aboën) | Saint-Maurice-en-Gourgois - Flachère ou Les 3 Routes ⥋ Saint-Bonnet-le-Château - Boulevard du Haut-Forez (via Aboën) | Saint-Maurice-en-Gourgois - Flachère ou Les 3 Routes ⥋ Saint-Bonnet-le-Château - Boulevard du Haut-Forez (via Aboën) | Saint-Maurice-en-Gourgois - Flachère ou Les 3 Routes ⥋ Saint-Bonnet-le-Château - Boulevard du Haut-Forez (via Aboën) | Saint-Maurice-en-Gourgois - Flachère ou Les 3 Routes ⥋ Saint-Bonnet-le-Château - Boulevard du Haut-Forez (via Aboën) |
| 69    | Ouverture / Fermeture 25 août 2020 / — | Longueur — | Durée 25 à 36 min | Nb. d’arrêts 10 (13)                                                                                                 | Matériel Crossway Intouro                                                                                            | Jours de fonctionnement L, Ma, Me, J, V                                                                              | Jour / Soir / Nuit / Fêtes O / N / N / N                                                                             | Voy. / an 36 593 (2 022)                                                                                             | Transporteur Flouret (groupe Chazot) Sessiecq                                                                        |
| 69    | Desserte : - Villes et lieux desservis : Saint-Maurice-en-Gourgois, Aboën, Saint-Nizier-de-Fornas, La Tourette et Saint-Bonnet-le-Château - Stations et gares desservies : Aucune. | | | | | | | | |
| 69    | Autre : - Arrêts non accessibles aux UFR : Flachère, Gourgois, Chaizeneuve, Pommerlet, Montcoudiol, Route Aboën, Bourg Aboën, Genneviecq, La Tourette, Collège Falabrègue. - Amplitudes horaires : La ligne fonctionne, en lien avec la ligne 31 vers Firminy : - du lundi au vendredi en période scolaire à raison de deux à quatre allers-retours par jour, complétés par trois à six allers-retours en transport à la demande se substituant à la fois aux lignes 68 et 69 ; - du lundi au vendredi durant vacances scolaires et l'été, le service est assuré par quatre allers retours en transport à la demande se substituant à la fois aux lignes 68 et 69. - Date de dernière mise à jour : 23 décembre 2023.                                                   | | | | | | | | |
| 69    | Dernière actualisation : — | | | | | | | | |

Lignes Connexion
Les lignes C1 et C2 sont une évolution d'anciennes lignes STAS et Cars Région Loire (ex-TIL) assurant une desserte au sein de la Plaine du Forez et qui sont soumises à une tarification particulière. Elles sont accessibles avec un titre de transport STAS pour des trajets effectués dans le périmètre de Saint-Étienne Métropole et Cars Région ou combinés STAS+Cars Région pour les trajets effectués hors du périmètre.
| Ligne | Caractéristiques | Caractéristiques | Caractéristiques | Caractéristiques | Caractéristiques | Caractéristiques | Caractéristiques | Caractéristiques | Caractéristiques |
| C1    | Saint-Symphorien-sur-Coise - Place de Gaulle / Andrézieux-Bouthéon - Rond-Point de la Roue ⥋ Saint-Étienne - La Terrasse | Saint-Symphorien-sur-Coise - Place de Gaulle / Andrézieux-Bouthéon - Rond-Point de la Roue ⥋ Saint-Étienne - La Terrasse | Saint-Symphorien-sur-Coise - Place de Gaulle / Andrézieux-Bouthéon - Rond-Point de la Roue ⥋ Saint-Étienne - La Terrasse | Saint-Symphorien-sur-Coise - Place de Gaulle / Andrézieux-Bouthéon - Rond-Point de la Roue ⥋ Saint-Étienne - La Terrasse | Saint-Symphorien-sur-Coise - Place de Gaulle / Andrézieux-Bouthéon - Rond-Point de la Roue ⥋ Saint-Étienne - La Terrasse | Saint-Symphorien-sur-Coise - Place de Gaulle / Andrézieux-Bouthéon - Rond-Point de la Roue ⥋ Saint-Étienne - La Terrasse | Saint-Symphorien-sur-Coise - Place de Gaulle / Andrézieux-Bouthéon - Rond-Point de la Roue ⥋ Saint-Étienne - La Terrasse | Saint-Symphorien-sur-Coise - Place de Gaulle / Andrézieux-Bouthéon - Rond-Point de la Roue ⥋ Saint-Étienne - La Terrasse | Saint-Symphorien-sur-Coise - Place de Gaulle / Andrézieux-Bouthéon - Rond-Point de la Roue ⥋ Saint-Étienne - La Terrasse |
| ----- | --- | --- | --- | --- | --- | --- | --- | --- | --- |
| C1    | Ouverture / Fermeture 29 août 2019 / — | Longueur — | Durée 75 min | Nb. d’arrêts 36 | Matériel Crossway Line et Pop Crossway Line GNV                                                                          | Jours de fonctionnement L, Ma, Me, J, V, S, D                                                                            | Jour / Soir / Nuit / Fêtes O / N / N / O                                                                                 | Voy. / an 249 585 (2 022)                                                                                                | Transporteur Chazot / Maisonneuve                                                                                        |
| C1    | Desserte : - Villes et lieux desservis : Saint-Étienne, Andrézieux-Bouthéon, Veauche, Chambœuf, Saint-Galmier, Chazelles-sur-Lyon et Saint-Symphorien-sur-Coise - Stations et gares desservies : Gare de Saint-Étienne-La Terrasse, Terrasse (T1 et T2) et Gare de Veauche - Saint-Galmier. | | | | | | | | |
| C1    | Autre : - Arrêts non accessibles aux UFR : Terrasse, Rue Racine, Rond-Point Dallière, Dojo, Montgolfières, Avenue Mazoyer, Chemin des Granges, Avenue Planchet, Gare Veauche St-Galmier, Place Aristide Briand, Vert Logis, HLM Charpinière (vers Terrasse), Les Sources, Avenue Ravel, Collège Sainte Stéphanie, La Madone, La Brosse, Vernay Bas CMA, Vernay Haut, Le Claveau, Rue C. Brosse, HLM Lamartine, Place des Portes, Rue des Tilleuls vers Terrasse, Z.I. Grange Église et Place de Gaulle. - Amplitudes horaires : Du lundi au vendredi en période scolaire, la ligne fonctionne de 5 h 55 à 20 h 55, du lundi au vendredi en vacances scolaires et le samedi de 6 h à 20 h 20 environ et les dimanches et jours fériés de 9 h 50 à 19 h 45 à raison de 2 aller-retours. - Particularités : De nombreux trajets sont limités à l’itinéraire Saint-Étienne - La Terrasse et Andrézieux - Rond-Point de la Roue. Le samedi et petites vacances, certains trajets sont limités à Vernay Haut. Cette ligne est issue de la fusion des anciennes lignes STAS 38 et TIL 103. La tarification STAS est applicable pour les trajets entre Saint-Étienne et Saint-Galmier. - Date de dernière mise à jour : 29 août 2024.                                                                            | | | | | | | | |
| C1    | Dernière actualisation : — | | | | | | | | |
| C2    | Sury-le-Comtal - De Gaulle / Andrézieux-Bouthéon - Nautiform ⥋ Saint-Galmier - Collège Jules Romains | Sury-le-Comtal - De Gaulle / Andrézieux-Bouthéon - Nautiform ⥋ Saint-Galmier - Collège Jules Romains                     | Sury-le-Comtal - De Gaulle / Andrézieux-Bouthéon - Nautiform ⥋ Saint-Galmier - Collège Jules Romains                     | Sury-le-Comtal - De Gaulle / Andrézieux-Bouthéon - Nautiform ⥋ Saint-Galmier - Collège Jules Romains                     | Sury-le-Comtal - De Gaulle / Andrézieux-Bouthéon - Nautiform ⥋ Saint-Galmier - Collège Jules Romains                     | Sury-le-Comtal - De Gaulle / Andrézieux-Bouthéon - Nautiform ⥋ Saint-Galmier - Collège Jules Romains                     | Sury-le-Comtal - De Gaulle / Andrézieux-Bouthéon - Nautiform ⥋ Saint-Galmier - Collège Jules Romains                     | Sury-le-Comtal - De Gaulle / Andrézieux-Bouthéon - Nautiform ⥋ Saint-Galmier - Collège Jules Romains                     | Sury-le-Comtal - De Gaulle / Andrézieux-Bouthéon - Nautiform ⥋ Saint-Galmier - Collège Jules Romains                     |
| C2    | Ouverture / Fermeture 29 août 2019 / 24 août 2025 | Longueur — | Durée 71 min | Nb. d’arrêts 46 | Matériel Crossway Line Crossway Line GNV                                                                                 | Jours de fonctionnement L, Ma, Me, J, V, S, D                                                                            | Jour / Soir / Nuit / Fêtes O / N / N / O                                                                                 | Voy. / an 37 925 (2 022)                                                                                                 | Transporteur Chazot / Philibert                                                                                          |
| C2    | Desserte : - Villes et lieux desservis : Sury-le-Comtal, Bonson, Saint-Just-Saint-Rambert, Andrézieux-Bouthéon, Veauche, Chambœuf et Saint-Galmier. - Stations et gares desservies : Gare de Bonson et Gare de Veauche - Saint-Galmier. | | | | | | | | |
| C2    | Autre : - Arrêts non accessibles aux UFR : De Gaulle, Côte Sainte-Agathe, La Plaine Bonson, Gare Bonson, Gymnase Église, Pont de Bonson, Saint-Côme, Poyet, Place de la République, Remparts, Dojo, Avenue Boucher, C.C. Andrézieux, Migalon, Les Quatre Routes, Mairie Veauche, Place de l’Europe, HLM Avenue Paccard, Avenue Planchet, Gare Veauche St-Galmier, Rue Abbé Delorme, Lavoir Favots (vers De Gaulle), Collège A. Guichard (vers De Gaulle), Puits Blanc (vers De Gaulle), Mairie Chambœuf, Bâtie Chambœuf, La Richelande, Pont des Romains (vers De Gaulle), Route de Chevrières et Collège Sainte-Stéphanie. - Amplitudes horaires : Du lundi au vendredi en période scolaire, la ligne fonctionne de 6 h 40 à 19 h 30 environ ; du lundi au vendredi pendant les petites vacances, de 6 h 50 à 19 h 30 ; le samedi de 8 h 04 à 19 h 19 à raison de 3 aller-retours et les dimanches et jours fériés de 8 h 55 à 18 h 45 environ, à raison de 2 aller-retours. - Particularités : Certains trajets sont limités à Nautiform (Andrézieux) et sont effectués par Chazot Autocars. Cette ligne est une évolution de l'ancienne ligne TIL 108. La tarification STAS est applicable pour les trajets entre Saint-Galmier et Andrézieux-Bouthéon. - Date de dernière mise à jour : 9 août 2025. | | | | | | | | |
| C2    | Dernière actualisation : — | | | | | | | | |

### Lignes de la vallée du Gier
| Ligne | Caractéristiques | Caractéristiques                                                            | Caractéristiques                                                            | Caractéristiques                                                            | Caractéristiques                                                            | Caractéristiques                                                            | Caractéristiques                                                            | Caractéristiques                                                            | Caractéristiques                                                            |
| 40    | C.C. Maladière ⥋ Piscine Couderc | C.C. Maladière ⥋ Piscine Couderc                                            | C.C. Maladière ⥋ Piscine Couderc                                            | C.C. Maladière ⥋ Piscine Couderc                                            | C.C. Maladière ⥋ Piscine Couderc                                            | C.C. Maladière ⥋ Piscine Couderc                                            | C.C. Maladière ⥋ Piscine Couderc                                            | C.C. Maladière ⥋ Piscine Couderc                                            | C.C. Maladière ⥋ Piscine Couderc                                            |
| ----- | --- | --------------------------------------------------------------------------- | --------------------------------------------------------------------------- | --------------------------------------------------------------------------- | --------------------------------------------------------------------------- | --------------------------------------------------------------------------- | --------------------------------------------------------------------------- | --------------------------------------------------------------------------- | --------------------------------------------------------------------------- |
| 40    | Ouverture / Fermeture 30 août 2010 / — | Longueur —                                                                  | Durée 33 min                                                                | Nb. d’arrêts 29                                                             | Matériel Citaro Facelift                                                    | Jours de fonctionnement L, Ma, Me, J, V, S, D                               | Jour / Soir / Nuit / Fêtes O / N / N / O                                    | Voy. / an 626 228                                                           | Dépôt STAS (Saint-Chamond)                                                  |
| 40    | Desserte : - Villes et lieux desservis : Saint-Chamond et L'Horme - Stations et gares desservies : Gare de Saint-Chamond. |                                                                             |                                                                             |                                                                             |                                                                             |                                                                             |                                                                             |                                                                             |                                                                             |
| 40    | Autre : - Arrêts non accessibles aux UFR : Avenue Pasteur, Bd de Fonsala, Véronnière, Croix Raisin, Charmilles (vers Piscine Couderc), Place du Moulin, Bief, Bd P.Joannon. - Amplitudes horaires : La ligne fonctionne du lundi au vendredi en période scolaire de 5 h 47 à 19 h 32, du lundi au vendredi en vacances scolaires de 5 h 47 à 19 h 17, le samedi de 6 h 08 à 19 h 17 et les dimanches et fêtes de 8 h 44 à 18 h 20 environ. - Particularités : Le dimanche la ligne est limitée à l’itinéraire Île de France <> Piscine Couderc. Certains services desservent l'Arena Saint-Étienne Métropole les soirs de matchs du Saint-Chamond Basket. - Date de dernière mise à jour : 24 décembre 2023. |                                                                             |                                                                             |                                                                             |                                                                             |                                                                             |                                                                             |                                                                             |                                                                             |
| 40    | Dernière actualisation : — |                                                                             |                                                                             |                                                                             |                                                                             |                                                                             |                                                                             |                                                                             |                                                                             |
| 41    | Crêt Œillet Haut ⥋ Place du Moulin | Crêt Œillet Haut ⥋ Place du Moulin                                          | Crêt Œillet Haut ⥋ Place du Moulin                                          | Crêt Œillet Haut ⥋ Place du Moulin                                          | Crêt Œillet Haut ⥋ Place du Moulin                                          | Crêt Œillet Haut ⥋ Place du Moulin                                          | Crêt Œillet Haut ⥋ Place du Moulin                                          | Crêt Œillet Haut ⥋ Place du Moulin                                          | Crêt Œillet Haut ⥋ Place du Moulin                                          |
| 41    | Ouverture / Fermeture 31 août 2017 / — | Longueur —                                                                  | Durée 10 min                                                                | Nb. d’arrêts 7                                                              | Matériel Citaro Facelift                                                    | Jours de fonctionnement L, Ma, Me, J, V, S                                  | Jour / Soir / Nuit / Fêtes O / N / N / N                                    | Voy. / an 34 902                                                            | Dépôt STAS (Saint-Chamond)                                                  |
| 41    | Desserte : - Villes et lieux desservis : Saint-Chamond - Stations et gares desservies : |                                                                             |                                                                             |                                                                             |                                                                             |                                                                             |                                                                             |                                                                             |                                                                             |
| 41    | Autre : - Arrêts non accessibles aux UFR : Place du Moulin, Pichelière, Saint-Pierre, Crêt Œillet Haut. - Amplitudes horaires : La ligne fonctionne du lundi au vendredi en période scolaire de 6 h 45 à 19 h, du lundi au vendredi en vacances scolaires et le samedi de 6 h 15 à 19 h. - Date de dernière mise à jour : 20 octobre 2023. |                                                                             |                                                                             |                                                                             |                                                                             |                                                                             |                                                                             |                                                                             |                                                                             |
| 41    | Dernière actualisation : — |                                                                             |                                                                             |                                                                             |                                                                             |                                                                             |                                                                             |                                                                             |                                                                             |
| 42    | Ollagnière (ou Le Poyet à certaines heures) ⥋ Place du Moulin | Ollagnière (ou Le Poyet à certaines heures) ⥋ Place du Moulin               | Ollagnière (ou Le Poyet à certaines heures) ⥋ Place du Moulin               | Ollagnière (ou Le Poyet à certaines heures) ⥋ Place du Moulin               | Ollagnière (ou Le Poyet à certaines heures) ⥋ Place du Moulin               | Ollagnière (ou Le Poyet à certaines heures) ⥋ Place du Moulin               | Ollagnière (ou Le Poyet à certaines heures) ⥋ Place du Moulin               | Ollagnière (ou Le Poyet à certaines heures) ⥋ Place du Moulin               | Ollagnière (ou Le Poyet à certaines heures) ⥋ Place du Moulin               |
| 42    | Ouverture / Fermeture 30 août 2010 / — | Longueur 12,736 km                                                          | Durée 22/34 min                                                             | Nb. d’arrêts 20 (26)                                                        | Matériel Citaro Facelift                                                    | Jours de fonctionnement L, Ma, Me, J, V, S                                  | Jour / Soir / Nuit / Fêtes O / N / N / N                                    | Voy. / an 81 930                                                            | Dépôt STAS (Saint-Chamond)                                                  |
| 42    | Desserte : - Villes et lieux desservis : Saint-Chamond (et Saint-Jean-Bonnefonds à certaines heures) - Stations et gares desservies : Gare de Saint-Chamond. |                                                                             |                                                                             |                                                                             |                                                                             |                                                                             |                                                                             |                                                                             |                                                                             |
| 42    | Autre : - Arrêts non accessibles aux UFR : Le Poyet, La Planche, Pont Nantin, Philippière, Bellay, Ollagnière, Ronsard, Puits St-Jacques, Rivaud (vers Place du Moulin), Gallieni, Stade Pachoa (vers Ollagnière), Haute Garenne, Georges Clemenceau, Lycée C. Lebois. - Amplitudes horaires : La ligne fonctionne du lundi au vendredi en période scolaire de 7 h 09 à 17 h 51, du lundi au vendredi en vacances scolaires et le samedi de 8 h à 17 h 30 environ. - Particularités : Certains services sont prolongés au Poyet (Saint-Jean-Bonnefonds). - Date de dernière mise à jour : 24 décembre 2023. |                                                                             |                                                                             |                                                                             |                                                                             |                                                                             |                                                                             |                                                                             |                                                                             |
| 42    | Dernière actualisation : — |                                                                             |                                                                             |                                                                             |                                                                             |                                                                             |                                                                             |                                                                             |                                                                             |
| 43    | Chavanne Bourg ⥋ Crêt de l'Œillet | Chavanne Bourg ⥋ Crêt de l'Œillet                                           | Chavanne Bourg ⥋ Crêt de l'Œillet                                           | Chavanne Bourg ⥋ Crêt de l'Œillet                                           | Chavanne Bourg ⥋ Crêt de l'Œillet                                           | Chavanne Bourg ⥋ Crêt de l'Œillet                                           | Chavanne Bourg ⥋ Crêt de l'Œillet                                           | Chavanne Bourg ⥋ Crêt de l'Œillet                                           | Chavanne Bourg ⥋ Crêt de l'Œillet                                           |
| 43    | Ouverture / Fermeture 30 août 2010 / — | Longueur —                                                                  | Durée 33 min                                                                | Nb. d’arrêts 33                                                             | Matériel Citaro Facelift                                                    | Jours de fonctionnement L, Ma, Me, J, V, S                                  | Jour / Soir / Nuit / Fêtes O / N / N / N                                    | Voy. / an 70 748                                                            | Dépôt STAS (Saint-Chamond)                                                  |
| 43    | Desserte : - Villes et lieux desservis : Saint-Chamond - Stations et gares desservies : Gare de Saint-Chamond. |                                                                             |                                                                             |                                                                             |                                                                             |                                                                             |                                                                             |                                                                             |                                                                             |
| 43    | Autre : - Arrêts non accessibles aux UFR : Chavanne Bourg, École Chavanne, Le Vallon, Rue des Genêts, Les Campanules, La Rivoire, Parterre, Place de l’Égalité, Fenderie, Médiathèque, Waldeck Rousseau, Place du Moulin, Charmilles (sens Chavanne), Coin Charmilles, Croix Raisin, Véronnière, Collège J.Rostand, Grande Terre, Auvergne, Avenue Pasteur, La Fayette, Crêt Œillet. - Amplitudes horaires : La ligne fonctionne du lundi au vendredi en période scolaire de 6 h 40 à 18 h 08, du lundi au vendredi en vacances scolaires et le samedi de 7 h 30 à 18 h 15 environ. - Particularités : - La ligne circule entre Chavanne Bourg et Place du Moulin en heures creuses et entre Chavanne Bourg et Crêt Œillet en heures de pointe ; - Pendant les vacances scolaires et le samedi les arrêts entre Crêt Œillet et Place du Moulin ne sont pas desservis. - Date de dernière mise à jour : 24 décembre 2023. |                                                                             |                                                                             |                                                                             |                                                                             |                                                                             |                                                                             |                                                                             |                                                                             |
| 43    | Dernière actualisation : — |                                                                             |                                                                             |                                                                             |                                                                             |                                                                             |                                                                             |                                                                             |                                                                             |
| 44    | La Bachasse ⥋ Place du Moulin | La Bachasse ⥋ Place du Moulin                                               | La Bachasse ⥋ Place du Moulin                                               | La Bachasse ⥋ Place du Moulin                                               | La Bachasse ⥋ Place du Moulin                                               | La Bachasse ⥋ Place du Moulin                                               | La Bachasse ⥋ Place du Moulin                                               | La Bachasse ⥋ Place du Moulin                                               | La Bachasse ⥋ Place du Moulin                                               |
| 44    | Ouverture / Fermeture 30 août 2010 / — | Longueur 11,954 km                                                          | Durée 33 min                                                                | Nb. d’arrêts 32                                                             | Matériel Citaro Facelift                                                    | Jours de fonctionnement L, Ma, Me, J, V, S                                  | Jour / Soir / Nuit / Fêtes O / N / N / N                                    | Voy. / an 63 028                                                            | Dépôt STAS (Saint-Chamond)                                                  |
| 44    | Desserte : - Villes et lieux desservis : Saint-Chamond, Saint-Paul-en-Jarez. - Stations et gares desservies : Gare de Saint-Chamond. |                                                                             |                                                                             |                                                                             |                                                                             |                                                                             |                                                                             |                                                                             |                                                                             |
| 44    | Autre : - Arrêts non accessibles aux UFR : École Maternelle, Z.I. Les Fraries, Hôtel St-Paul, Le Bessy 1, Le Bessy 2, St-Paul Bourg, Grange Merlin, Croix Blanche, Marcieux, La Barollière, Bayolle, Z.I. du Coin, Coin Manufacture, Véronnière, Croix Raisin, Coin Charmilles, Charmilles (sens Place du Moulin), Lamartine. - Amplitudes horaires : La ligne fonctionne du lundi au vendredi en période scolaire de 6 h 54 à 18 h 35 et du lundi au vendredi en période de vacances scolaires et le samedi à raison de trois allers-retours. - Particularités : - Des allers-retours sont assurés sur réservation en semaine ; - Le samedi et durant les vacances scolaires, la ligne est assurée sur réservation uniquement. - Date de dernière mise à jour : 24 décembre 2023. |                                                                             |                                                                             |                                                                             |                                                                             |                                                                             |                                                                             |                                                                             |                                                                             |
| 44    | Dernière actualisation : — |                                                                             |                                                                             |                                                                             |                                                                             |                                                                             |                                                                             |                                                                             |                                                                             |
| 45    | Saint-Martin-en-Coailleux ⥋ Place du Moulin | Saint-Martin-en-Coailleux ⥋ Place du Moulin                                 | Saint-Martin-en-Coailleux ⥋ Place du Moulin                                 | Saint-Martin-en-Coailleux ⥋ Place du Moulin                                 | Saint-Martin-en-Coailleux ⥋ Place du Moulin                                 | Saint-Martin-en-Coailleux ⥋ Place du Moulin                                 | Saint-Martin-en-Coailleux ⥋ Place du Moulin                                 | Saint-Martin-en-Coailleux ⥋ Place du Moulin                                 | Saint-Martin-en-Coailleux ⥋ Place du Moulin                                 |
| 45    | Ouverture / Fermeture 31 août 2017 / — | Longueur —                                                                  | Durée 12 min                                                                | Nb. d’arrêts 12                                                             | Matériel Citaro Facelift                                                    | Jours de fonctionnement L, Ma, Me, J, V, S                                  | Jour / Soir / Nuit / Fêtes O / N / N / N                                    | Voy. / an 69 558                                                            | Dépôt STAS (Saint-Chamond)                                                  |
| 45    | Desserte : - Villes et lieux desservis : Saint-Chamond - Stations et gares desservies : Gare de Saint-Chamond |                                                                             |                                                                             |                                                                             |                                                                             |                                                                             |                                                                             |                                                                             |                                                                             |
| 45    | Autre : - Arrêts non accessibles aux UFR : St-Martin-en-Coailleux, MJC, H.Dunant Haut, H.Dunant Bas, Maréchal Leclerc, Général de Gaulle, Collège E.Richard, Lamartine, Place du Moulin - Amplitudes horaires : La ligne fonctionne du lundi au vendredi en période scolaire de 6 h 45 à 19 h, du lundi au vendredi en vacances scolaires et le samedi de 6 h 30 à 18 h 45. - Date de dernière mise à jour : 24 décembre 2023. |                                                                             |                                                                             |                                                                             |                                                                             |                                                                             |                                                                             |                                                                             |                                                                             |
| 45    | Dernière actualisation : — |                                                                             |                                                                             |                                                                             |                                                                             |                                                                             |                                                                             |                                                                             |                                                                             |
| 46    | Collège Louise Michel ou Gare Routière Rive-de-Gier ⥋ Saint-Joseph - Le Mas | Collège Louise Michel ou Gare Routière Rive-de-Gier ⥋ Saint-Joseph - Le Mas | Collège Louise Michel ou Gare Routière Rive-de-Gier ⥋ Saint-Joseph - Le Mas | Collège Louise Michel ou Gare Routière Rive-de-Gier ⥋ Saint-Joseph - Le Mas | Collège Louise Michel ou Gare Routière Rive-de-Gier ⥋ Saint-Joseph - Le Mas | Collège Louise Michel ou Gare Routière Rive-de-Gier ⥋ Saint-Joseph - Le Mas | Collège Louise Michel ou Gare Routière Rive-de-Gier ⥋ Saint-Joseph - Le Mas | Collège Louise Michel ou Gare Routière Rive-de-Gier ⥋ Saint-Joseph - Le Mas | Collège Louise Michel ou Gare Routière Rive-de-Gier ⥋ Saint-Joseph - Le Mas |
| 46    | Ouverture / Fermeture 31 août 2010 / — | Longueur —                                                                  | Durée 24 (32) min                                                           | Nb. d’arrêts 20 (22)                                                        | Matériel Intouro                                                            | Jours de fonctionnement L, Ma, Me, J, V                                     | Jour / Soir / Nuit / Fêtes O / N / N / N                                    | Voy. / an 17 410                                                            | Transporteur Maisonneuve                                                    |
| 46    | Desserte : - Villes et lieux desservis : Rive-de-Gier et Saint-Joseph. - Stations et gares desservies : |                                                                             |                                                                             |                                                                             |                                                                             |                                                                             |                                                                             |                                                                             |                                                                             |
| 46    | Autre : - Arrêts non accessibles aux UFR : Collège Louise Michel, Gare Routière (vers Saint-Joseph), Chipier, Emile Zola (vers Gare Routière), Combeplaine, Pizay, 3 juillet, Grand Bief, Petit Vaille, La Plaine, Millissieux, St-Joseph Mairie, La Sauzière, Bissieux, La Viry, Le Fraisse, St-Joseph Le Mas. - Amplitudes horaires : La ligne fonctionne du lundi au vendredi en période scolaire de 6 h 55 à 18 h 35 environ et du lundi au vendredi en période de vacances scolaires à raison de trois allers-retours. - Particularités : - Deux courses scolaires partent du lycée Sainte-Marie à Saint-Chamond ; - Des allers-retours sont assurés sur réservation en semaine ; - Durant les vacances scolaires, la ligne est assurée sur réservation uniquement. - Date de dernière mise à jour : 24 décembre 2023. |                                                                             |                                                                             |                                                                             |                                                                             |                                                                             |                                                                             |                                                                             |                                                                             |
| 46    | Dernière actualisation : — |                                                                             |                                                                             |                                                                             |                                                                             |                                                                             |                                                                             |                                                                             |                                                                             |
| 47    | Genilac - La Cula ⥋ Saint-Martin-la-Plaine - Le Plantier | Genilac - La Cula ⥋ Saint-Martin-la-Plaine - Le Plantier                    | Genilac - La Cula ⥋ Saint-Martin-la-Plaine - Le Plantier                    | Genilac - La Cula ⥋ Saint-Martin-la-Plaine - Le Plantier                    | Genilac - La Cula ⥋ Saint-Martin-la-Plaine - Le Plantier                    | Genilac - La Cula ⥋ Saint-Martin-la-Plaine - Le Plantier                    | Genilac - La Cula ⥋ Saint-Martin-la-Plaine - Le Plantier                    | Genilac - La Cula ⥋ Saint-Martin-la-Plaine - Le Plantier                    | Genilac - La Cula ⥋ Saint-Martin-la-Plaine - Le Plantier                    |
| 47    | Ouverture / Fermeture 31 août 2017 / — | Longueur —                                                                  | Durée 35 min                                                                | Nb. d’arrêts 30                                                             | Matériel Crossway LE Intouro                                                | Jours de fonctionnement L, Ma, Me, J, V                                     | Jour / Soir / Nuit / Fêtes O / N / N / N                                    | Voy. / an 168 371                                                           | Transporteur Maisonneuve                                                    |
| 47    | Desserte : - Villes et lieux desservis : Saint-Martin-la-Plaine, Rive-de-Gier et Genilac - Stations et gares desservies : Gare de Rive-de-Gier |                                                                             |                                                                             |                                                                             |                                                                             |                                                                             |                                                                             |                                                                             |                                                                             |
| 47    | Autre : - Arrêts non accessibles aux UFR : La Ronze, Les Abricotiers, Montbressieux, La Durantière, Feloin, Catonnière, Le Plon, Les Vernes, Baldeyrou, Gare Routière (vers Le Plantier), Savoie, Collège F.Truffaut, Le Sardon, Grange Burlat, Les Champagnières, Les Bourdonnes, Les Verchères, Tapigneux, Le Gelay. - Amplitudes horaires : La ligne fonctionne du lundi au vendredi de 6 h 15 à 19 h 20 environ. - Particularités : De nombreux services partiels existent sur cette ligne. - Date de dernière mise à jour : 24 décembre 2023. |                                                                             |                                                                             |                                                                             |                                                                             |                                                                             |                                                                             |                                                                             |                                                                             |
| 47    | Dernière actualisation : — |                                                                             |                                                                             |                                                                             |                                                                             |                                                                             |                                                                             |                                                                             |                                                                             |
| 48    | Charles de Gaulle ⥋ Mairie Valfleury (Mairie Chagnon à certains services) | Charles de Gaulle ⥋ Mairie Valfleury (Mairie Chagnon à certains services)   | Charles de Gaulle ⥋ Mairie Valfleury (Mairie Chagnon à certains services)   | Charles de Gaulle ⥋ Mairie Valfleury (Mairie Chagnon à certains services)   | Charles de Gaulle ⥋ Mairie Valfleury (Mairie Chagnon à certains services)   | Charles de Gaulle ⥋ Mairie Valfleury (Mairie Chagnon à certains services)   | Charles de Gaulle ⥋ Mairie Valfleury (Mairie Chagnon à certains services)   | Charles de Gaulle ⥋ Mairie Valfleury (Mairie Chagnon à certains services)   | Charles de Gaulle ⥋ Mairie Valfleury (Mairie Chagnon à certains services)   |
| 48    | Ouverture / Fermeture 2 septembre 2008 / — | Longueur 13,048 km                                                          | Durée 30 (35) min                                                           | Nb. d’arrêts 20 (26 ou 28)                                                  | Matériel Crossway LE Crossway Line                                          | Jours de fonctionnement L, Ma, Me, J, V                                     | Jour / Soir / Nuit / Fêtes O / N / N / N                                    | Voy. / an 45 099                                                            | Transporteur Les Cars de la Vallée Chazot (services partiels)               |
| 48    | Desserte : - Villes et lieux desservis : La Grand-Croix, Cellieu, Chagnon et Valfleury. - Stations et gares desservies : Aucune. |                                                                             |                                                                             |                                                                             |                                                                             |                                                                             |                                                                             |                                                                             |                                                                             |
| 48    | Autre : - Arrêts non accessibles aux UFR : Les Echeries, Châtaignière, Tonnérieux, Chapaire, Le Cercle, Carrefour Leymieux, Montée des Roches, Le Trève, Stade des Roches, Mairie Cellieu, Mairie Le Bachat, Jusserandière, Salcigneux, Gros Buisson, Couttange, Jardière, Mulet, Orée du Verger, La Faverge, Le Chapoté, Hameau de Combérigol, Combérigol, Hameau des Chênes, Faubourg Couzon, Bas du Faubourg Couzon, Puits St-Jean, Puits St-Antoine, La Perronière, Échangeur, Les Roses, Collège C.Exbrayat. - Amplitudes horaires : La ligne fonctionne du lundi au vendredi en période scolaire de 6 h 15 à 18 h 40 et du lundi au vendredi en période de vacances scolaires à raison de trois allers-retours. - Particularités : - Certains passages sont des services partiels entre la Z.I. Puits Saint-Jean à La Grand-Croix et Charles de Gaulle ; - Certains services sont prolongés au Collège Charles Exbrayat ; - Des allers-retours sont assurés sur réservation en semaine ; - Durant les vacances scolaires, la ligne est assurée sur réservation uniquement. - Date de dernière mise à jour : 24 décembre 2023. |                                                                             |                                                                             |                                                                             |                                                                             |                                                                             |                                                                             |                                                                             |                                                                             |
| 48    | Dernière actualisation : — |                                                                             |                                                                             |                                                                             |                                                                             |                                                                             |                                                                             |                                                                             |                                                                             |
| 49    | Charles de Gaulle ⥋ Maison Forte | Charles de Gaulle ⥋ Maison Forte                                            | Charles de Gaulle ⥋ Maison Forte                                            | Charles de Gaulle ⥋ Maison Forte                                            | Charles de Gaulle ⥋ Maison Forte                                            | Charles de Gaulle ⥋ Maison Forte                                            | Charles de Gaulle ⥋ Maison Forte                                            | Charles de Gaulle ⥋ Maison Forte                                            | Charles de Gaulle ⥋ Maison Forte                                            |
| 49    | Ouverture / Fermeture 2 septembre 2008 / — | Longueur 13,048 km                                                          | Durée 16 min                                                                | Nb. d’arrêts 15                                                             | Matériel Crossway LE                                                        | Jours de fonctionnement L, Ma, Me, J, V                                     | Jour / Soir / Nuit / Fêtes O / N / N / N                                    | Voy. / an 35 412                                                            | Transporteur Chazot                                                         |
| 49    | Desserte : - Villes et lieux desservis : La Grand-Croix, Lorette et Farnay. - Stations et gares desservies : Aucune. |                                                                             |                                                                             |                                                                             |                                                                             |                                                                             |                                                                             |                                                                             |                                                                             |
| 49    | Autre : - Arrêts non accessibles aux UFR : Collège C. Exbrayat, Les Roses, Rue du Pilat, Églantines, Provende, Rue des Roulés, Rue des Roses, Duretay, La Boutarie, La Prudenche. - Amplitudes horaires : La ligne fonctionne du lundi au vendredi en période scolaire de 7 h à 18 h 30 environ. - Particularités : - Certains services desservent le Collège Charles Exbrayat ; - Date de dernière mise à jour : 24 décembre 2023. |                                                                             |                                                                             |                                                                             |                                                                             |                                                                             |                                                                             |                                                                             |                                                                             |
| 49    | Dernière actualisation : — |                                                                             |                                                                             |                                                                             |                                                                             |                                                                             |                                                                             |                                                                             |                                                                             |
| 57    | Les Mariannes (Maison Forte à certains services) ⥋ La Madeleine | Les Mariannes (Maison Forte à certains services) ⥋ La Madeleine             | Les Mariannes (Maison Forte à certains services) ⥋ La Madeleine             | Les Mariannes (Maison Forte à certains services) ⥋ La Madeleine             | Les Mariannes (Maison Forte à certains services) ⥋ La Madeleine             | Les Mariannes (Maison Forte à certains services) ⥋ La Madeleine             | Les Mariannes (Maison Forte à certains services) ⥋ La Madeleine             | Les Mariannes (Maison Forte à certains services) ⥋ La Madeleine             | Les Mariannes (Maison Forte à certains services) ⥋ La Madeleine             |
| 57    | Ouverture / Fermeture 31 août 2017 / — | Longueur —                                                                  | Durée 20 (26) min                                                           | Nb. d’arrêts 15 (19)                                                        | Matériel Intouro II                                                         | Jours de fonctionnement L, Ma, Me, J, V                                     | Jour / Soir / Nuit / Fêtes O / N / N / N                                    | Voy. / an 32 120                                                            | Transporteur Keolis Planche                                                 |
| 57    | Desserte : - Villes et lieux desservis : Rive-de-Gier et Farnay - Stations et gares desservies : Gare de Rive-de-Gier |                                                                             |                                                                             |                                                                             |                                                                             |                                                                             |                                                                             |                                                                             |                                                                             |
| 57    | Autre : - Arrêts non accessibles aux UFR : Combeplaine, Emile Zola (vers Les Mariannes), Chipier, Collège Louise Michel, Chemin du Bélize, Pilat, Azaret, Les Mariannes, La Micale, La Prudenche. - Amplitudes horaires : La ligne fonctionne du lundi au vendredi en période scolaire de 5 h 25 à 20 h 05 environ et du lundi au vendredi en vacances scolaires de 6 h 44 à 18 h 19. - Particularités : - La ligne est prolongée jusqu'à Farnay Maison Forte à raison de quatre allers-retours par jour en période scolaire, et à raison de deux aller-retours par jour en période de vacances scolaires ; - Un passage relie La Madeleine au Collège Louise Michel. - Date de dernière mise à jour : 24 décembre 2023. |                                                                             |                                                                             |                                                                             |                                                                             |                                                                             |                                                                             |                                                                             |                                                                             |
| 57    | Dernière actualisation : — |                                                                             |                                                                             |                                                                             |                                                                             |                                                                             |                                                                             |                                                                             |                                                                             |

### Autres lignes

#### Lignes 70 à 79
| Ligne | Caractéristiques | Caractéristiques                                                             | Caractéristiques                                                             | Caractéristiques                                                             | Caractéristiques                                                             | Caractéristiques                                                             | Caractéristiques                                                             | Caractéristiques                                                             | Caractéristiques                                                             |
| 70    | Crêt de Mars ⥋ Jules Vallès | Crêt de Mars ⥋ Jules Vallès                                                  | Crêt de Mars ⥋ Jules Vallès                                                  | Crêt de Mars ⥋ Jules Vallès                                                  | Crêt de Mars ⥋ Jules Vallès                                                  | Crêt de Mars ⥋ Jules Vallès                                                  | Crêt de Mars ⥋ Jules Vallès                                                  | Crêt de Mars ⥋ Jules Vallès                                                  | Crêt de Mars ⥋ Jules Vallès                                                  |
| ----- | --- | ---------------------------------------------------------------------------- | ---------------------------------------------------------------------------- | ---------------------------------------------------------------------------- | ---------------------------------------------------------------------------- | ---------------------------------------------------------------------------- | ---------------------------------------------------------------------------- | ---------------------------------------------------------------------------- | ---------------------------------------------------------------------------- |
| 70    | Ouverture / Fermeture 31 août 2017 / — | Longueur —                                                                   | Durée 16 min                                                                 | Nb. d’arrêts 16                                                              | Matériel GX 137 ELEC GX 137 GX 127                                           | Jours de fonctionnement L, Ma, Me, J, V, S                                   | Jour / Soir / Nuit / Fêtes O / N / N / N                                     | Voy. / an 14 003 (2 022)                                                     | Transporteur Keolis Pays du Forez                                            |
| 70    | Desserte : - Villes et lieux desservis : La Ricamarie - Stations et gares desservies : Gare de La Ricamarie |                                                                              |                                                                              |                                                                              |                                                                              |                                                                              |                                                                              |                                                                              |                                                                              |
| 70    | Autre : - Arrêts non accessibles aux UFR : Tous, sauf Nadella et Louis Daquin (vers Crêt de Mars). - Amplitudes horaires : La ligne fonctionne du lundi au vendredi en période scolaire de 7 h 37 à 16 h 35 environ et le samedi et les vacances scolaires à raison d'un aller-retour matinal. - Date de dernière mise à jour : 21 mars 2024. |                                                                              |                                                                              |                                                                              |                                                                              |                                                                              |                                                                              |                                                                              |                                                                              |
| 70    | Dernière actualisation : — |                                                                              |                                                                              |                                                                              |                                                                              |                                                                              |                                                                              |                                                                              |                                                                              |
| 71    | Portail Rouge ⥋ Pont Nantin | Portail Rouge ⥋ Pont Nantin                                                  | Portail Rouge ⥋ Pont Nantin                                                  | Portail Rouge ⥋ Pont Nantin                                                  | Portail Rouge ⥋ Pont Nantin                                                  | Portail Rouge ⥋ Pont Nantin                                                  | Portail Rouge ⥋ Pont Nantin                                                  | Portail Rouge ⥋ Pont Nantin                                                  | Portail Rouge ⥋ Pont Nantin                                                  |
| 71    | Ouverture / Fermeture 24 août 1997 / — | Longueur —                                                                   | Durée 28 min                                                                 | Nb. d’arrêts 23                                                              | Matériel MD9LE Crossway                                                      | Jours de fonctionnement L, Ma, Me, J, V                                      | Jour / Soir / Nuit / Fêtes O / N / N / N                                     | Voy. / an 4 673 (2 022)                                                      | Transporteur Chazot                                                          |
| 71    | Desserte : - Villes et lieux desservis : Saint-Étienne, Saint-Jean-Bonnefonds et Saint-Chamond - Stations et gares desservies : Aucune. |                                                                              |                                                                              |                                                                              |                                                                              |                                                                              |                                                                              |                                                                              |                                                                              |
| 71    | Autre : - Arrêts non accessibles aux UFR : Pont Nantin, La Planche, Le Poyet, Maison Rouge, Les Marandes, Massardière, Terrenoire vers Pont Nantin , Colonel Fabien, Perrotière, Louis Pergaud, Les Bruyères, Anciens Combattants, Jaboulay, La Grange, La Ferme, Portail Rouge. - Amplitudes horaires : La ligne fonctionne du lundi au vendredi en période scolaire de 7 h 06 à 18 h 33. - Particularités : Depuis la rentrée de septembre 2023, les services du samedi et vacances scolaires sont supprimés. - Date de dernière mise à jour : 27 septembre 2023. |                                                                              |                                                                              |                                                                              |                                                                              |                                                                              |                                                                              |                                                                              |                                                                              |
| 71    | Dernière actualisation : — |                                                                              |                                                                              |                                                                              |                                                                              |                                                                              |                                                                              |                                                                              |                                                                              |
| 72    | Green Park ⥋ Collège Aristide Briand | Green Park ⥋ Collège Aristide Briand                                         | Green Park ⥋ Collège Aristide Briand                                         | Green Park ⥋ Collège Aristide Briand                                         | Green Park ⥋ Collège Aristide Briand                                         | Green Park ⥋ Collège Aristide Briand                                         | Green Park ⥋ Collège Aristide Briand                                         | Green Park ⥋ Collège Aristide Briand                                         | Green Park ⥋ Collège Aristide Briand                                         |
| 72    | Ouverture / Fermeture 30 août 2010 / — | Longueur 5,963 km                                                            | Durée 22 min                                                                 | Nb. d’arrêts 12                                                              | Matériel Crossway                                                            | Jours de fonctionnement L, Ma, Me, J, V                                      | Jour / Soir / Nuit / Fêtes O / N / N / N                                     | Voy. / an 7 511 (2 022)                                                      | Transporteur Chazot                                                          |
| 72    | Desserte : - Villes et lieux desservis : Saint-Jean-Bonnefonds et Saint-Étienne - Stations et gares desservies : Aucune. |                                                                              |                                                                              |                                                                              |                                                                              |                                                                              |                                                                              |                                                                              |                                                                              |
| 72    | Autre : - Arrêts non accessibles aux UFR : Green Park, Les Aubépines (vers Green Park), Pacotière (vers Coll. A. Briand), Place St-Charles, Crêt Fond Perdu, Collège Aristide Briand. - Amplitudes horaires : La ligne fonctionne du lundi au vendredi en période scolaire de 7 h 25 à 17 h 10 environ. - Date de dernière mise à jour : 8 juin 2024. |                                                                              |                                                                              |                                                                              |                                                                              |                                                                              |                                                                              |                                                                              |                                                                              |
| 72    | Dernière actualisation : — |                                                                              |                                                                              |                                                                              |                                                                              |                                                                              |                                                                              |                                                                              |                                                                              |
| 73    | Saint-Genest-Lerpt ⥋ Collège Grüner | Saint-Genest-Lerpt ⥋ Collège Grüner                                          | Saint-Genest-Lerpt ⥋ Collège Grüner                                          | Saint-Genest-Lerpt ⥋ Collège Grüner                                          | Saint-Genest-Lerpt ⥋ Collège Grüner                                          | Saint-Genest-Lerpt ⥋ Collège Grüner                                          | Saint-Genest-Lerpt ⥋ Collège Grüner                                          | Saint-Genest-Lerpt ⥋ Collège Grüner                                          | Saint-Genest-Lerpt ⥋ Collège Grüner                                          |
| 73    | Ouverture / Fermeture 30 août 2010 / — | Longueur 6,444 km                                                            | Durée 15 min                                                                 | Nb. d’arrêts 9 / 13                                                          | Matériel S 415 NF Intouro                                                    | Jours de fonctionnement L, Ma, Me, J, V                                      | Jour / Soir / Nuit / Fêtes O / N / N / N                                     | Voy. / an 26 514 (2 022)                                                     | Transporteur Trans-Roche                                                     |
| 73    | Desserte : - Villes et lieux desservis : Saint-Genest-Lerpt et Roche-la-Molière - Stations et gares desservies : Aucune. |                                                                              |                                                                              |                                                                              |                                                                              |                                                                              |                                                                              |                                                                              |                                                                              |
| 73    | Autre : - Arrêts non accessibles aux UFR : Vuns, Derhins, Saint-Exupéry, Rue Lamartine, Victor Hugo, Les Pruniers, Les Chênes, Les Cèdres, Maurice Ravel, Clos Châtaigniers, Le Royal. - Amplitudes horaires : La ligne fonctionne du lundi au vendredi en période scolaire de 6 h 55 à 17 h 35 environ. - Nouveauté 2023 : La ligne 75 est intégrée dans la ligne 73 à partir du 4 septembre 2023. - Date de dernière mise à jour : 24 décembre 2023. |                                                                              |                                                                              |                                                                              |                                                                              |                                                                              |                                                                              |                                                                              |                                                                              |
| 73    | Dernière actualisation : — |                                                                              |                                                                              |                                                                              |                                                                              |                                                                              |                                                                              |                                                                              |                                                                              |
| 74    | Laumière ⥋ Collège La Rive | Laumière ⥋ Collège La Rive                                                   | Laumière ⥋ Collège La Rive                                                   | Laumière ⥋ Collège La Rive                                                   | Laumière ⥋ Collège La Rive                                                   | Laumière ⥋ Collège La Rive                                                   | Laumière ⥋ Collège La Rive                                                   | Laumière ⥋ Collège La Rive                                                   | Laumière ⥋ Collège La Rive                                                   |
| 74    | Ouverture / Fermeture 29 août 2022 / — | Longueur —                                                                   | Durée 15 min                                                                 | Nb. d’arrêts 11                                                              | Matériel Intouro II L                                                        | Jours de fonctionnement L, Ma, Me, J, V                                      | Jour / Soir / Nuit / Fêtes O / N / N / N                                     | Voy. / an 9 233 (en 4 mois) (2 022)                                          | Transporteur Trans-Roche                                                     |
| 74    | Desserte : - Villes et lieux desservis : Unieux - Stations et gares desservies : Aucune. |                                                                              |                                                                              |                                                                              |                                                                              |                                                                              |                                                                              |                                                                              |                                                                              |
| 74    | Autre : - Arrêts non accessibles aux UFR : Tous, sauf Laumière et Collège La Rive. - Amplitudes horaires : La ligne fonctionne du lundi au vendredi en période scolaire à raison de deux à trois allers-retours par jour (un seul retour, à midi, le mercredi). - Date de dernière mise à jour : 24 décembre 2023. |                                                                              |                                                                              |                                                                              |                                                                              |                                                                              |                                                                              |                                                                              |                                                                              |
| 74    | Dernière actualisation : — |                                                                              |                                                                              |                                                                              |                                                                              |                                                                              |                                                                              |                                                                              |                                                                              |
| 76    | Collège Jules Romains - Saint-Galmier ⥋ Buissonnet | Collège Jules Romains - Saint-Galmier ⥋ Buissonnet                           | Collège Jules Romains - Saint-Galmier ⥋ Buissonnet                           | Collège Jules Romains - Saint-Galmier ⥋ Buissonnet                           | Collège Jules Romains - Saint-Galmier ⥋ Buissonnet                           | Collège Jules Romains - Saint-Galmier ⥋ Buissonnet                           | Collège Jules Romains - Saint-Galmier ⥋ Buissonnet                           | Collège Jules Romains - Saint-Galmier ⥋ Buissonnet                           | Collège Jules Romains - Saint-Galmier ⥋ Buissonnet                           |
| 76    | Ouverture / Fermeture 2 septembre 2019 / — | Longueur —                                                                   | Durée 37 min                                                                 | Nb. d’arrêts 20                                                              | Matériel Crossway Récréo II Lion's Intercity                                 | Jours de fonctionnement L, Ma, Me, J, V                                      | Jour / Soir / Nuit / Fêtes O / N / N / N                                     | Voy. / an 11 811 (2 022)                                                     | Transporteur Chazot                                                          |
| 76    | Desserte : - Villes et lieux desservis : Saint-Galmier, Chambœuf, Saint-Bonnet-les-Oules. - Stations et gares desservies : Aucune. |                                                                              |                                                                              |                                                                              |                                                                              |                                                                              |                                                                              |                                                                              |                                                                              |
| 76    | Autre : - Arrêts non accessibles aux UFR : Stade Lapra, Mairie St-Bonnet, Place Cumines, Terre Rouge, Mairie Chamboeuf, Bâtie Chamboeuf, La Richelande, Pont des Romains, Val de Coise, Route de Chevrières, Collège Sainte-Stéphanie. - Amplitudes horaires : La ligne fonctionne du lundi au vendredi en période scolaire de 7 h 10 à 17 h 10. - Date de dernière mise à jour : 24 décembre 2023. |                                                                              |                                                                              |                                                                              |                                                                              |                                                                              |                                                                              |                                                                              |                                                                              |
| 76    | Dernière actualisation : — |                                                                              |                                                                              |                                                                              |                                                                              |                                                                              |                                                                              |                                                                              |                                                                              |
| 77    | Bonzieux ⥋ Sainte-Marie | Bonzieux ⥋ Sainte-Marie                                                      | Bonzieux ⥋ Sainte-Marie                                                      | Bonzieux ⥋ Sainte-Marie                                                      | Bonzieux ⥋ Sainte-Marie                                                      | Bonzieux ⥋ Sainte-Marie                                                      | Bonzieux ⥋ Sainte-Marie                                                      | Bonzieux ⥋ Sainte-Marie                                                      | Bonzieux ⥋ Sainte-Marie                                                      |
| 77    | Ouverture / Fermeture 30 août 2010 / — | Longueur 7,39 km                                                             | Durée 21 min                                                                 | Nb. d’arrêts 21                                                              | Matériel Navigo U                                                            | Jours de fonctionnement L, Ma, Me, J, V                                      | Jour / Soir / Nuit / Fêtes O / N / N / N                                     | Voy. / an 11 108 (2 022)                                                     | Transporteur Thévenet/Cars de la Vallée                                      |
| 77    | Desserte : - Villes et lieux desservis : Saint-Chamond - Stations et gares desservies : Aucune. |                                                                              |                                                                              |                                                                              |                                                                              |                                                                              |                                                                              |                                                                              |                                                                              |
| 77    | Autre : - Arrêts non accessibles aux UFR : Bonzieux, Centre Équestre, Route de Fouay, J. Chirat, Stade Pachoa, Soulage, La Lande, L’Hermitage, Moulin Combat, Soie d’Izieux, Haute Garenne, Georges Clemenceau, Lycée C. Lebois, Coin Charmilles. - Amplitudes horaires : La ligne fonctionne du lundi au vendredi en période scolaire de 7 h 20 à 17 h 05 environ. - Date de dernière mise à jour : 24 décembre 2023. |                                                                              |                                                                              |                                                                              |                                                                              |                                                                              |                                                                              |                                                                              |                                                                              |
| 77    | Dernière actualisation : — |                                                                              |                                                                              |                                                                              |                                                                              |                                                                              |                                                                              |                                                                              |                                                                              |
| 78    | (Stélytec ou Bourdon) Clos Marquet ⥋ Gare de Saint-Chamond (ou Sainte-Marie) | (Stélytec ou Bourdon) Clos Marquet ⥋ Gare de Saint-Chamond (ou Sainte-Marie) | (Stélytec ou Bourdon) Clos Marquet ⥋ Gare de Saint-Chamond (ou Sainte-Marie) | (Stélytec ou Bourdon) Clos Marquet ⥋ Gare de Saint-Chamond (ou Sainte-Marie) | (Stélytec ou Bourdon) Clos Marquet ⥋ Gare de Saint-Chamond (ou Sainte-Marie) | (Stélytec ou Bourdon) Clos Marquet ⥋ Gare de Saint-Chamond (ou Sainte-Marie) | (Stélytec ou Bourdon) Clos Marquet ⥋ Gare de Saint-Chamond (ou Sainte-Marie) | (Stélytec ou Bourdon) Clos Marquet ⥋ Gare de Saint-Chamond (ou Sainte-Marie) | (Stélytec ou Bourdon) Clos Marquet ⥋ Gare de Saint-Chamond (ou Sainte-Marie) |
| 78    | Ouverture / Fermeture 31 août 2017 / — | Longueur —                                                                   | Durée 11 / 38 min                                                            | Nb. d’arrêts 6 (27)                                                          | Matériel Navigo U Crossway Line Citaro C2                                    | Jours de fonctionnement L, Ma, Me, J, V                                      | Jour / Soir / Nuit / Fêtes O / N / N / N                                     | Voy. / an 21 753 (2 022)                                                     | Transporteur Les Cars de la Vallée/ Thévenet Keolis Planche                  |
| 78    | Desserte : - Villes et lieux desservis : Saint-Chamond - Stations et gares desservies : Gare de Saint-Chamond |                                                                              |                                                                              |                                                                              |                                                                              |                                                                              |                                                                              |                                                                              |                                                                              |
| 78    | Autre : - Arrêts non accessibles aux UFR : Bourdon, Trémollet, Truzeau, La Bruyassière, La Glacière, Trémollet Bas, Peyrard Haut, Peyrard, La Donzelière, Le Colombier, Stélytec, Rond-point Stelytec, Clos Marquet, Magniolias, Font Rozet, Hôtel Dieu, Coin Charmilles, Croix Raisin, Véronnière, Moleyre. - Amplitudes horaires : La ligne fonctionne du lundi au vendredi en période scolaire de 7 h 10 à 18 h 25 environ. - Particularités : Des doublages scolaires sont exploités par la société Keolis Autocars Planche du lundi au vendredi en période scolaire, chaque matin pour un aller dans le sens Ste-Marie en provenance du Clos Marquet, ainsi que le mercredi midi sur le même itinéraire mais en sens inverse. - Date de dernière mise à jour : 24 décembre 2023. |                                                                              |                                                                              |                                                                              |                                                                              |                                                                              |                                                                              |                                                                              |                                                                              |
| 78    | Dernière actualisation : — |                                                                              |                                                                              |                                                                              |                                                                              |                                                                              |                                                                              |                                                                              |                                                                              |
| 79    | Crêt Œillet ⥋ La Fayette | Crêt Œillet ⥋ La Fayette                                                     | Crêt Œillet ⥋ La Fayette                                                     | Crêt Œillet ⥋ La Fayette                                                     | Crêt Œillet ⥋ La Fayette                                                     | Crêt Œillet ⥋ La Fayette                                                     | Crêt Œillet ⥋ La Fayette                                                     | Crêt Œillet ⥋ La Fayette                                                     | Crêt Œillet ⥋ La Fayette                                                     |
| 79    | Ouverture / Fermeture 30 août 2010 / — | Longueur 1,187 km                                                            | Durée 3 min                                                                  | Nb. d’arrêts 3                                                               | Matériel Crossway                                                            | Jours de fonctionnement L, Ma, J, V                                          | Jour / Soir / Nuit / Fêtes O / N / N / N                                     | Voy. / an 7 133 (2 022)                                                      | Transporteur Les Cars de la Vallée                                           |
| 79    | Desserte : - Villes et lieux desservis : Saint-Chamond - Stations et gares desservies : Aucune. |                                                                              |                                                                              |                                                                              |                                                                              |                                                                              |                                                                              |                                                                              |                                                                              |
| 79    | Autre : - Arrêts non accessibles aux UFR : Crêt Œillet, La Fayette. - Amplitudes horaires : La ligne fonctionne du lundi au mardi et du jeudi au vendredi en période scolaire de 8 h 20 à 17 h 40 environ à raison de deux départs par sens. - Date de dernière mise à jour : 24 décembre 2023. |                                                                              |                                                                              |                                                                              |                                                                              |                                                                              |                                                                              |                                                                              |                                                                              |
| 79    | Dernière actualisation : — |                                                                              |                                                                              |                                                                              |                                                                              |                                                                              |                                                                              |                                                                              |                                                                              |

#### Lignes 80 à 89
| Ligne | Caractéristiques | Caractéristiques                                                                                                  | Caractéristiques                                                                                                  | Caractéristiques                                                                                                  | Caractéristiques                                                                                                  | Caractéristiques                                                                                                  | Caractéristiques                                                                                                  | Caractéristiques                                                                                                  | Caractéristiques                                                                                                  |
| 80    | Bellevue ⥋ La Barbanche | Bellevue ⥋ La Barbanche                                                                                           | Bellevue ⥋ La Barbanche                                                                                           | Bellevue ⥋ La Barbanche                                                                                           | Bellevue ⥋ La Barbanche                                                                                           | Bellevue ⥋ La Barbanche                                                                                           | Bellevue ⥋ La Barbanche                                                                                           | Bellevue ⥋ La Barbanche                                                                                           | Bellevue ⥋ La Barbanche                                                                                           |
| ----- | --- | --- | --- | --- | --- | --- | --- | --- | --- |
| 80    | Ouverture / Fermeture 6 septembre 1999 / — | Longueur 10,367 km                                                                                                | Durée 23 min | Nb. d’arrêts 14                                                                                                   | Matériel Sprinter                                                                                                 | Jours de fonctionnement L, Ma, Me, J, V, S                                                                        | Jour / Soir / Nuit / Fêtes O / N / N / N                                                                          | Voy. / an 2 436 (2 022)                                                                                           | Transporteur Chazot                                                                                               |
| 80    | Desserte : - Villes et lieux desservis : Saint-Étienne dont Rochetaillée. - Stations et gares desservies : Gare de Saint-Étienne-Bellevue | | | | | | | | |
| 80    | Autre : - Arrêts non accessibles aux UFR : Portail Rouge , Route de la Vallée, Rue du Faubourg, Le Château-Rochetaillée, Charteloup, Font Mora, Les Essertines, Barbanche Village, Barbanche Plateau. - Amplitudes horaires : La ligne fonctionne du lundi au vendredi en période scolaire de 7 h 10 à 18 h 34. - Particularités : Certains départs fonctionnent en transport à la demande dont tous les départs durant les vacances scolaires et le samedi. - Date de dernière mise à jour : 24 décembre 2023. | | | | | | | | |
| 80    | Dernière actualisation : — | | | | | | | | |
| 81    | Gare Saint-Chamond (à l'aller) ou Poste Saint-Chamond (au retour) ⥋ Bourg Doizieux ou St Just en Doizieux - Bourg | Gare Saint-Chamond (à l'aller) ou Poste Saint-Chamond (au retour) ⥋ Bourg Doizieux ou St Just en Doizieux - Bourg | Gare Saint-Chamond (à l'aller) ou Poste Saint-Chamond (au retour) ⥋ Bourg Doizieux ou St Just en Doizieux - Bourg | Gare Saint-Chamond (à l'aller) ou Poste Saint-Chamond (au retour) ⥋ Bourg Doizieux ou St Just en Doizieux - Bourg | Gare Saint-Chamond (à l'aller) ou Poste Saint-Chamond (au retour) ⥋ Bourg Doizieux ou St Just en Doizieux - Bourg | Gare Saint-Chamond (à l'aller) ou Poste Saint-Chamond (au retour) ⥋ Bourg Doizieux ou St Just en Doizieux - Bourg | Gare Saint-Chamond (à l'aller) ou Poste Saint-Chamond (au retour) ⥋ Bourg Doizieux ou St Just en Doizieux - Bourg | Gare Saint-Chamond (à l'aller) ou Poste Saint-Chamond (au retour) ⥋ Bourg Doizieux ou St Just en Doizieux - Bourg | Gare Saint-Chamond (à l'aller) ou Poste Saint-Chamond (au retour) ⥋ Bourg Doizieux ou St Just en Doizieux - Bourg |
| 81    | Ouverture / Fermeture 30 août 2010 / — | Longueur — | Durée 38 min | Nb. d’arrêts 14                                                                                                   | Matériel Lion's Intercity                                                                                         | Jours de fonctionnement L, Ma, Me, J, V                                                                           | Jour / Soir / Nuit / Fêtes O / N / N / N                                                                          | Voy. / an 15 933 (2 022)                                                                                          | Transporteur SRT                                                                                                  |
| 81    | Desserte : - Villes et lieux desservis : Saint-Chamond, La Grand-Croix, Saint-Paul-en-Jarez, La Terrasse-sur-Dorlay et Doizieux - Stations et gares desservies : Gare de Saint-Chamond | | | | | | | | |
| 81    | Autre : - Arrêts non accessibles aux UFR : St-Just Bourg, Le Moulin Roue, Le Breuil, St-Just Bourg, Barrage, La Gaize, Moulin Payré, La Bachasse, Coin Charmilles. - Amplitudes horaires : La ligne fonctionne du lundi au vendredi de 7 h 05 à 18 h 15. - Date de dernière mise à jour : 24 décembre 2023. | | | | | | | | |
| 81    | Dernière actualisation : — | | | | | | | | |
| 82    | Le Bessy 2 ⥋ Collège C. Exbrayat | Le Bessy 2 ⥋ Collège C. Exbrayat                                                                                  | Le Bessy 2 ⥋ Collège C. Exbrayat                                                                                  | Le Bessy 2 ⥋ Collège C. Exbrayat                                                                                  | Le Bessy 2 ⥋ Collège C. Exbrayat                                                                                  | Le Bessy 2 ⥋ Collège C. Exbrayat                                                                                  | Le Bessy 2 ⥋ Collège C. Exbrayat                                                                                  | Le Bessy 2 ⥋ Collège C. Exbrayat                                                                                  | Le Bessy 2 ⥋ Collège C. Exbrayat                                                                                  |
| 82    | Ouverture / Fermeture 30 août 2010 / — | Longueur 3,774 km                                                                                                 | Durée 15 min | Nb. d’arrêts 9 | Matériel Crossway Line Crossway LE                                                                                | Jours de fonctionnement L, Ma, Me, J, V                                                                           | Jour / Soir / Nuit / Fêtes O / N / N / N                                                                          | Voy. / an 36 131 (2 022)                                                                                          | Transporteur Les Cars de la Vallée                                                                                |
| 82    | Desserte : - Villes et lieux desservis : Saint-Paul-en-Jarez et La Grand-Croix - Stations et gares desservies : Aucune. | | | | | | | | |
| 82    | Autre : - Arrêts non accessibles aux UFR : Le Bessy 2, Le Bessy 1, Hôtel Saint-Paul, Z.I. Les Fraries, École Maternelle, La Bachasse, Collège C. Exbrayat. - PAmplitudes horaires : La ligne fonctionne du lundi au vendredi de 7 h 35 à 17 h 10 environ. - Date de dernière mise à jour : 24 décembre 2023. | | | | | | | | |
| 82    | Dernière actualisation : — | | | | | | | | |
| 83    | (Gare de Saint-Étienne-Châteaucreux) ou Collège P.M. Curie - La Talaudière ⥋ Nelson Mandela | (Gare de Saint-Étienne-Châteaucreux) ou Collège P.M. Curie - La Talaudière ⥋ Nelson Mandela                       | (Gare de Saint-Étienne-Châteaucreux) ou Collège P.M. Curie - La Talaudière ⥋ Nelson Mandela                       | (Gare de Saint-Étienne-Châteaucreux) ou Collège P.M. Curie - La Talaudière ⥋ Nelson Mandela                       | (Gare de Saint-Étienne-Châteaucreux) ou Collège P.M. Curie - La Talaudière ⥋ Nelson Mandela                       | (Gare de Saint-Étienne-Châteaucreux) ou Collège P.M. Curie - La Talaudière ⥋ Nelson Mandela                       | (Gare de Saint-Étienne-Châteaucreux) ou Collège P.M. Curie - La Talaudière ⥋ Nelson Mandela                       | (Gare de Saint-Étienne-Châteaucreux) ou Collège P.M. Curie - La Talaudière ⥋ Nelson Mandela                       | (Gare de Saint-Étienne-Châteaucreux) ou Collège P.M. Curie - La Talaudière ⥋ Nelson Mandela                       |
| 83    | Ouverture / Fermeture 31 août 2017 / — | Longueur 9,5 km                                                                                                   | Durée 11 (26) min                                                                                                 | Nb. d’arrêts 10 (11)                                                                                              | Matériel S 415 NF Intouro Citaro C2                                                                               | Jours de fonctionnement L, Ma, Me, J, V                                                                           | Jour / Soir / Nuit / Fêtes O / N / N / N                                                                          | Voy. / an 21 090 (2 022)                                                                                          | Transporteur SRT                                                                                                  |
| 83    | Desserte : - Villes et lieux desservis : Saint-Étienne, La Talaudière et Sorbiers - Stations et gares desservies : Gare de Saint-Étienne-Châteaucreux | | | | | | | | |
| 83    | Autre : - Arrêts non accessibles aux UFR : La Longeagne, Mairie Sorbiers, Colombier, Prairie, Sapins. - Amplitudes horaires : La ligne fonctionne du lundi au vendredi en période scolaire de 6 h 50 à 18 h 25 environ. - Date de dernière mise à jour : 24 décembre 2023. | | | | | | | | |
| 83    | Dernière actualisation : — | | | | | | | | |
| 84    | Collège Pierre et Marie Curie ⥋ Mairie Valfleury | Collège Pierre et Marie Curie ⥋ Mairie Valfleury                                                                  | Collège Pierre et Marie Curie ⥋ Mairie Valfleury                                                                  | Collège Pierre et Marie Curie ⥋ Mairie Valfleury                                                                  | Collège Pierre et Marie Curie ⥋ Mairie Valfleury                                                                  | Collège Pierre et Marie Curie ⥋ Mairie Valfleury                                                                  | Collège Pierre et Marie Curie ⥋ Mairie Valfleury                                                                  | Collège Pierre et Marie Curie ⥋ Mairie Valfleury                                                                  | Collège Pierre et Marie Curie ⥋ Mairie Valfleury                                                                  |
| 84    | Ouverture / Fermeture 31 août 2017 / — | Longueur — | Durée 31 (52) min                                                                                                 | Nb. d’arrêts 20                                                                                                   | Matériel Intouro Lion's Intercity                                                                                 | Jours de fonctionnement L, Ma, Me, J, V, S                                                                        | Jour / Soir / Nuit / Fêtes O / N / N / N                                                                          | Voy. / an 43 133 (2 022)                                                                                          | Transporteur SRT                                                                                                  |
| 84    | Desserte : - Villes et lieux desservis : Saint-Étienne, La Talaudière, Sorbiers, Saint-Christo-en-Jarez et Valfleury - Stations et gares desservies : Aucune. | | | | | | | | |
| 84    | Autre : - Arrêts non accessibles aux UFR : La Longeagne, Follereau Sauzéa, Les Genêts, Albuzy, Urbain, Fayet, Borgia, Grange Flachon, Maisonneuve 1, Maisonneuve 2, La Berthassière, Le Recou, Le Grand Logis, Le Terrier, Valfleury Haut. - Amplitudes horaires : La ligne fonctionne du lundi au vendredi en période scolaire de 6 h 35 à 18 h 40, du lundi au vendredi en vacances scolaires de 13 h 50 à 18 h 50 et le samedi de 13 h 30 à 18 h 50 environ. - Particularités : Certains services viennent ou vont jusqu'à Saint-Étienne. - Date de dernière mise à jour : 12 mars 2024. | | | | | | | | |
| 84    | Dernière actualisation : — | | | | | | | | |
| 85    | Collège Pierre et Marie Curie ⥋ Bourg Marcenod, Bourg Saint-Christo-en-Jarez ou Bourg Fontanès | Collège Pierre et Marie Curie ⥋ Bourg Marcenod, Bourg Saint-Christo-en-Jarez ou Bourg Fontanès                    | Collège Pierre et Marie Curie ⥋ Bourg Marcenod, Bourg Saint-Christo-en-Jarez ou Bourg Fontanès                    | Collège Pierre et Marie Curie ⥋ Bourg Marcenod, Bourg Saint-Christo-en-Jarez ou Bourg Fontanès                    | Collège Pierre et Marie Curie ⥋ Bourg Marcenod, Bourg Saint-Christo-en-Jarez ou Bourg Fontanès                    | Collège Pierre et Marie Curie ⥋ Bourg Marcenod, Bourg Saint-Christo-en-Jarez ou Bourg Fontanès                    | Collège Pierre et Marie Curie ⥋ Bourg Marcenod, Bourg Saint-Christo-en-Jarez ou Bourg Fontanès                    | Collège Pierre et Marie Curie ⥋ Bourg Marcenod, Bourg Saint-Christo-en-Jarez ou Bourg Fontanès                    | Collège Pierre et Marie Curie ⥋ Bourg Marcenod, Bourg Saint-Christo-en-Jarez ou Bourg Fontanès                    |
| 85    | Ouverture / Fermeture 31 août 2017 / — | Longueur — | Durée 20/30 min                                                                                                   | Nb. d’arrêts 15 à 25                                                                                              | Matériel Citaro C2 Intouro Lion's Intercity                                                                       | Jours de fonctionnement L, Ma, Me, J, V, S                                                                        | Jour / Soir / Nuit / Fêtes O / N / N / N                                                                          | Voy. / an 47 029 (2 022)                                                                                          | Transporteur SRT                                                                                                  |
| 85    | Desserte : - Villes et lieux desservis : Saint-Étienne, La Talaudière, Sorbiers, Saint-Christo-en-Jarez, Marcenod et Fontanès - Stations et gares desservies : Aucune. | | | | | | | | |
| 85    | Autre : - Arrêts non accessibles aux UFR : Le Puyt, Vieil Albuzy, Le Rey, Le Grelon, Moulin Guichard, La Cordonnière, La Roche, Moulin Rivoirard, Le Feuillat, La Gachet, La Viare, St-Christo Bourg, Flaches du Plein, L’Hôpital, Marcenod Bourg, Église Grand Quartier, La Fougère, Le Joannet, Le Pilon, La Croix, Prajalas, Laurisse, Font Chevalier, Le Chevalard, Fontbonnond, Le Bouchut. - Amplitudes horaires : La ligne fonctionne du lundi au vendredi de 6 h 35 à 19 h 12 et du lundi au vendredi en vacances scolaires et le samedi à raison de trois allers-retours par jour. - Particularités : - Des allers-retours sont assurés sur réservation en semaine ; - Le samedi et durant les vacances scolaires, la ligne est assurée sur réservation uniquement. - Date de dernière mise à jour : 21 mars 2024. | | | | | | | | |
| 85    | Dernière actualisation : — | | | | | | | | |

#### Lignes 100 à 109
| Ligne | Caractéristiques | Caractéristiques                                    | Caractéristiques                                    | Caractéristiques                                    | Caractéristiques                                     | Caractéristiques                                    | Caractéristiques                                    | Caractéristiques                                    | Caractéristiques                                                   |
| 101   | Maison d'arrêt ⥋ René Cassin | Maison d'arrêt ⥋ René Cassin                        | Maison d'arrêt ⥋ René Cassin                        | Maison d'arrêt ⥋ René Cassin                        | Maison d'arrêt ⥋ René Cassin                         | Maison d'arrêt ⥋ René Cassin                        | Maison d'arrêt ⥋ René Cassin                        | Maison d'arrêt ⥋ René Cassin                        | Maison d'arrêt ⥋ René Cassin                                       |
| ----- | --- | --------------------------------------------------- | --------------------------------------------------- | --------------------------------------------------- | ---------------------------------------------------- | --------------------------------------------------- | --------------------------------------------------- | --------------------------------------------------- | ------------------------------------------------------------------ |
| 101   | Ouverture / Fermeture 31 août 2017 / — | Longueur 1,8 km                                     | Durée 4 min                                         | Nb. d’arrêts 2                                      | Matériel Sprinter Trafic II                          | Jours de fonctionnement L, Ma, Me, J, V, S          | Jour / Soir / Nuit / Fêtes O / N / N / N            | Voy. / an 946 (2 022)                               | Transporteur Chazot                                                |
| 101   | Desserte : - Villes et lieux desservis : La Talaudière et Saint-Jean-Bonnefonds - Stations et gares desservies : Aucune. |                                                     |                                                     |                                                     |                                                      |                                                     |                                                     |                                                     |                                                                    |
| 101   | Autre : - Arrêts non accessibles aux UFR : Maison d'arrêt. - Amplitudes horaires : La ligne fonctionne du lundi au samedi sur réservation de 6 h 45 à 18 h 35 environ. - Particularités : Cette ligne fonctionne afin d'assurer la desserte de la maison d'arrêt de La Talaudière au départ de l'arrêt René Cassin à Saint-Jean-Bonnefonds de la ligne 10 ; les horaires sont plus particulièrement adaptés pour une correspondance depuis la place Jean-Jaurès à Saint-Étienne. - Date de dernière mise à jour : 25 décembre 2023. |                                                     |                                                     |                                                     |                                                      |                                                     |                                                     |                                                     |                                                                    |
| 101   | Dernière actualisation : — |                                                     |                                                     |                                                     |                                                      |                                                     |                                                     |                                                     |                                                                    |
| 102   | Luzernod ⥋ Place du Moulin | Luzernod ⥋ Place du Moulin                          | Luzernod ⥋ Place du Moulin                          | Luzernod ⥋ Place du Moulin                          | Luzernod ⥋ Place du Moulin                           | Luzernod ⥋ Place du Moulin                          | Luzernod ⥋ Place du Moulin                          | Luzernod ⥋ Place du Moulin                          | Luzernod ⥋ Place du Moulin                                         |
| 102   | Ouverture / Fermeture 29 août 2022 / — | Longueur —                                          | Durée 21 min                                        | Nb. d’arrêts 6                                      | Matériel Boxer Daily Line                            | Jours de fonctionnement L, Ma, Me, J, V, S          | Jour / Soir / Nuit / Fêtes O / N / N / N            | Voy. / an 628 (En 4 mois) (2 022)                   | Transporteur Thévenet                                              |
| 102   | Desserte : - Villes et lieux desservis : La Valla-en-Gier et Saint-Chamond - Stations et gares desservies : Gare de Saint-Chamond. |                                                     |                                                     |                                                     |                                                      |                                                     |                                                     |                                                     |                                                                    |
| 102   | Autre : - Arrêts non accessibles aux UFR : Place du Moulin, Lamartine, Lycée C. Lebois, Villa Sainte-Mathilde, Barrage de La Rive, Mairie La Valla, L'Eytra, Luzernod. - Amplitudes horaires : La ligne fonctionne du lundi au samedi à raison de trois allers-retours sur réservation. - Date de dernière mise à jour : 28 janvier 2024. |                                                     |                                                     |                                                     |                                                      |                                                     |                                                     |                                                     |                                                                    |
| 102   | Dernière actualisation : — |                                                     |                                                     |                                                     |                                                      |                                                     |                                                     |                                                     |                                                                    |
| 103   | La Fléchette ⥋ Gare routière Rive-de-Gier | La Fléchette ⥋ Gare routière Rive-de-Gier           | La Fléchette ⥋ Gare routière Rive-de-Gier           | La Fléchette ⥋ Gare routière Rive-de-Gier           | La Fléchette ⥋ Gare routière Rive-de-Gier            | La Fléchette ⥋ Gare routière Rive-de-Gier           | La Fléchette ⥋ Gare routière Rive-de-Gier           | La Fléchette ⥋ Gare routière Rive-de-Gier           | La Fléchette ⥋ Gare routière Rive-de-Gier                          |
| 103   | Ouverture / Fermeture 29 août 2022 / — | Longueur —                                          | Durée 25 (34) min                                   | Nb. d’arrêts 16 (21)                                | Matériel Intouro Ducato Maxi Sprinter                | Jours de fonctionnement L, Ma, Me, J, V, S          | Jour / Soir / Nuit / Fêtes O / N / N / N            | Voy. / an 12 050 (en 4 mois) (2 022)                | Transporteur Cars Bierce                                           |
| 103   | Desserte : - Villes et lieux desservis : Dargoire, Tartaras et Rive-de-Gier - Stations et gares desservies : Gare de Rive-de-Gier. |                                                     |                                                     |                                                     |                                                      |                                                     |                                                     |                                                     |                                                                    |
| 103   | Autre : - Arrêts non accessibles aux UFR : Collège L. Michel, Lycée G. Brassens, Baldeyrou, Gare Routière (vers La Fléchette), Chipier, Émile Zola (vers Gare Routière), Combeplaine, La Valanière, Le Roule, Murigneux, Salle Polyvalente, École Dargoire, Puits St-Louis, Le But, La Fléchette. - Amplitudes horaires : La ligne fonctionne : - du lundi au vendredi en période scolaire à raison de six départs (dont trois sur réservation) vers Rive-de-Gier et cinq à six retours (dont deux sur réservation) ; - les samedis, vacances scolaires et l'été à raison de trois allers-retours sur réservation. - Date de dernière mise à jour : 25 décembre 2023.                                    |                                                     |                                                     |                                                     |                                                      |                                                     |                                                     |                                                     |                                                                    |
| 103   | Dernière actualisation : — |                                                     |                                                     |                                                     |                                                      |                                                     |                                                     |                                                     |                                                                    |
| 104   | Les Vignes ⥋ Gare routière Rive-de-Gier | Les Vignes ⥋ Gare routière Rive-de-Gier             | Les Vignes ⥋ Gare routière Rive-de-Gier             | Les Vignes ⥋ Gare routière Rive-de-Gier             | Les Vignes ⥋ Gare routière Rive-de-Gier              | Les Vignes ⥋ Gare routière Rive-de-Gier             | Les Vignes ⥋ Gare routière Rive-de-Gier             | Les Vignes ⥋ Gare routière Rive-de-Gier             | Les Vignes ⥋ Gare routière Rive-de-Gier                            |
| 104   | Ouverture / Fermeture 29 août 2022 / — | Longueur —                                          | Durée 27 min                                        | Nb. d’arrêts 8                                      | Matériel Ducato Maxi                                 | Jours de fonctionnement L, Ma, Me, J, V             | Jour / Soir / Nuit / Fêtes O / N / N / N            | Voy. / an 108 (en 4 mois) (2 022)                   | Transporteur Les Cars de la Vallée (Thévenet Autocars)             |
| 104   | Desserte : - Villes et lieux desservis : Saint-Romain-en-Jarez, Genilac et Rive-de-Gier - Stations et gares desservies : Gare de Rive-de-Gier. |                                                     |                                                     |                                                     |                                                      |                                                     |                                                     |                                                     |                                                                    |
| 104   | Autre : - Arrêts non accessibles aux UFR : Les Vignes, Grange Clarard, Bourg St-Romain, Salle Henri Poncet, Tarévieux, Gare Routière. - Amplitudes horaires : La ligne fonctionne du lundi au vendredi à raison de trois allers-retours sur réservation. - Date de dernière mise à jour : 25 décembre 2023. |                                                     |                                                     |                                                     |                                                      |                                                     |                                                     |                                                     |                                                                    |
| 104   | Dernière actualisation : — |                                                     |                                                     |                                                     |                                                      |                                                     |                                                     |                                                     |                                                                    |
| 105   | Mairie de Châteauneuf ⥋ Gare routière Rive-de-Gier | Mairie de Châteauneuf ⥋ Gare routière Rive-de-Gier  | Mairie de Châteauneuf ⥋ Gare routière Rive-de-Gier  | Mairie de Châteauneuf ⥋ Gare routière Rive-de-Gier  | Mairie de Châteauneuf ⥋ Gare routière Rive-de-Gier   | Mairie de Châteauneuf ⥋ Gare routière Rive-de-Gier  | Mairie de Châteauneuf ⥋ Gare routière Rive-de-Gier  | Mairie de Châteauneuf ⥋ Gare routière Rive-de-Gier  | Mairie de Châteauneuf ⥋ Gare routière Rive-de-Gier                 |
| 105   | Ouverture / Fermeture 29 août 2022 / — | Longueur —                                          | Durée 36 (38) min                                   | Nb. d’arrêts 19 (23)                                | Matériel Sprinter Ducato Maxi                        | Jours de fonctionnement L, Ma, Me, J, V, S          | Jour / Soir / Nuit / Fêtes O / N / N / N            | Voy. / an 674 (en 4 mois) (2 022)                   | Transporteur Cars Bierce Les Cars de la Vallée (Thévenet Autocars) |
| 105   | Desserte : - Villes et lieux desservis : Châteauneuf et Rive-de-Gier - Stations et gares desservies : Gare de Rive-de-Gier. |                                                     |                                                     |                                                     |                                                      |                                                     |                                                     |                                                     |                                                                    |
| 105   | Autre : - Arrêts non accessibles aux UFR : Gare Routière (vers Châteauneuf), Collège L. Michel, Chipier, Les Étaings, Bourg Châteauneuf, Cénas, Vaugelas, Rue de la Madonne, Route de Longes, Granger 1, Granger 2, Madinay, Limallière, Hameau de la Grange, Côte Barot, Rochebrune, Mairie Châteauneuf - Amplitudes horaires : La ligne fonctionne : - du lundi au vendredi en période scolaire à raison de quatre à sept départs (dont trois sur réservation) vers Rive-de-Gier et six à huit retours (dont trois sur réservation) vers Châteauneuf ; - les samedis, vacances scolaires et l'été à raison de trois allers-retours sur réservation. - Date de dernière mise à jour : 25 décembre 2023. |                                                     |                                                     |                                                     |                                                      |                                                     |                                                     |                                                     |                                                                    |
| 105   | Dernière actualisation : — |                                                     |                                                     |                                                     |                                                      |                                                     |                                                     |                                                     |                                                                    |
| 106   | Le Bajard ⥋ Gare routière Rive-de-Gier | Le Bajard ⥋ Gare routière Rive-de-Gier              | Le Bajard ⥋ Gare routière Rive-de-Gier              | Le Bajard ⥋ Gare routière Rive-de-Gier              | Le Bajard ⥋ Gare routière Rive-de-Gier               | Le Bajard ⥋ Gare routière Rive-de-Gier              | Le Bajard ⥋ Gare routière Rive-de-Gier              | Le Bajard ⥋ Gare routière Rive-de-Gier              | Le Bajard ⥋ Gare routière Rive-de-Gier                             |
| 106   | Ouverture / Fermeture 29 août 2022 / — | Longueur —                                          | Durée 10 (14) min                                   | Nb. d’arrêts 7 (8)                                  | Matériel Sprinter Ducato Maxi                        | Jours de fonctionnement L, Ma, Me, J, V, S          | Jour / Soir / Nuit / Fêtes O / N / N / N            | Voy. / an 599 (en 4 mois) (2 022)                   | Transporteur Cars Bierce Les Cars de la Vallée                     |
| 106   | Desserte : - Villes et lieux desservis : Châteauneuf et Rive-de-Gier - Stations et gares desservies : Gare de Rive-de-Gier. |                                                     |                                                     |                                                     |                                                      |                                                     |                                                     |                                                     |                                                                    |
| 106   | Autre : - Arrêts non accessibles aux UFR : Gare Routière (vers Le Bajard), Château Mollard, Croisement Vitty, Croix de Granay, Granay, Bajard Granay, Le Bajard - Amplitudes horaires : La ligne fonctionne du lundi au vendredi en période scolaire à raison de trois départs vers Rive-de-Gier (dont deux sur réservation) et de cinq départs vers Châteauneuf dont (trois sur réservation), et du lundi au vendredi en vacances scolaires ainsi que le samedi à raison de trois allers-retours sur réservation. - Date de dernière mise à jour : 25 décembre 2023. |                                                     |                                                     |                                                     |                                                      |                                                     |                                                     |                                                     |                                                                    |
| 106   | Dernière actualisation : — |                                                     |                                                     |                                                     |                                                      |                                                     |                                                     |                                                     |                                                                    |
| 107   | Cimetière Roche-la-Molière ⥋ Condamine | Cimetière Roche-la-Molière ⥋ Condamine              | Cimetière Roche-la-Molière ⥋ Condamine              | Cimetière Roche-la-Molière ⥋ Condamine              | Cimetière Roche-la-Molière ⥋ Condamine               | Cimetière Roche-la-Molière ⥋ Condamine              | Cimetière Roche-la-Molière ⥋ Condamine              | Cimetière Roche-la-Molière ⥋ Condamine              | Cimetière Roche-la-Molière ⥋ Condamine                             |
| 107   | Ouverture / Fermeture 29 août 2022 / — | Longueur —                                          | Durée 19 (23) min                                   | Nb. d’arrêts 17 à 19                                | Matériel Citaro C2 S 415 NF Intouro Traveller Trafic | Jours de fonctionnement L, Ma, Me, J, V, S          | Jour / Soir / Nuit / Fêtes O / N / N / N            | Voy. / an 14 858 (en 4 mois) (2 022)                | Transporteur Trans-Roche                                           |
| 107   | Desserte : - Villes et lieux desservis : Roche-la-Molière et Saint-Étienne (dont Saint-Victor-sur-Loire). - Stations et gares desservies : Aucune. |                                                     |                                                     |                                                     |                                                      |                                                     |                                                     |                                                     |                                                                    |
| 107   | Autre : - Arrêts non accessibles aux UFR : Collège Grüner, Le Royal, Bois Neyrette, Le Berland, Loriots, Pommerol, Croix des Sagnes, Le Mont, Route de Condamine, Grandes Côtes, Jardins, Rue de l'Iseron, Petit Bois, Rue du Bréat, Clinique Saint-Victor, Condamine - Amplitudes horaires : La ligne fonctionne du lundi au vendredi en période scolaire de 6 h 20 à 19 h 15 (dont un aller-retour sur réservation) et les samedis, vacances scolaires et l'été à raison de trois allers-retours sur réservation. - Date de dernière mise à jour : 25 décembre 2023. |                                                     |                                                     |                                                     |                                                      |                                                     |                                                     |                                                     |                                                                    |
| 107   | Dernière actualisation : — |                                                     |                                                     |                                                     |                                                      |                                                     |                                                     |                                                     |                                                                    |
| 108   | Cimetière Roche-la-Molière ⥋ Quéret | Cimetière Roche-la-Molière ⥋ Quéret                 | Cimetière Roche-la-Molière ⥋ Quéret                 | Cimetière Roche-la-Molière ⥋ Quéret                 | Cimetière Roche-la-Molière ⥋ Quéret                  | Cimetière Roche-la-Molière ⥋ Quéret                 | Cimetière Roche-la-Molière ⥋ Quéret                 | Cimetière Roche-la-Molière ⥋ Quéret                 | Cimetière Roche-la-Molière ⥋ Quéret                                |
| 108   | Ouverture / Fermeture 29 août 2022 / — | Longueur —                                          | Durée 31 à 43 min                                   | Nb. d’arrêts 22 à 24                                | Matériel Navigo U Traveller Trafic                   | Jours de fonctionnement L, Ma, Me, J, V, S          | Jour / Soir / Nuit / Fêtes O / N / N / N            | Voy. / an 1 861 (en 4 mois) (2 022)                 | Transporteur Trans-Roche Flouret                                   |
| 108   | Desserte : - Villes et lieux desservis : Roche-la-Molière et Saint-Étienne (dont Saint-Victor-sur-Loire). - Stations et gares desservies : Aucune. |                                                     |                                                     |                                                     |                                                      |                                                     |                                                     |                                                     |                                                                    |
| 108   | Autre : - Arrêts non accessibles aux UFR : Collège Grüner, Le Royal, Bois Neyrette, Le Berland, Parking Roseraie, Chichivieux, Relais des Roses, Faverange, Clos Manon, Au Combat, Les Coteaux Hauts, Croix de Barasson, Les Échauds, Le Ruisseau, La Grange d'Ant, Bécizieux, Allée du Verger, Babet, Trémas, Boulain, Quéret - Amplitudes horaires : La ligne fonctionne du lundi au vendredi en période scolaire de 7 h 09 à 18 h 30 (dont deux allers-retours sur réservation) et les samedis, vacances scolaires et l'été à raison de trois allers-retours sur réservation. - Date de dernière mise à jour : 5 janvier 2025.                                                                        |                                                     |                                                     |                                                     |                                                      |                                                     |                                                     |                                                     |                                                                    |
| 108   | Dernière actualisation : — |                                                     |                                                     |                                                     |                                                      |                                                     |                                                     |                                                     |                                                                    |
| 109   | Cimetière Roche-la-Molière ⥋ Saint-Victor-sur-Loire | Cimetière Roche-la-Molière ⥋ Saint-Victor-sur-Loire | Cimetière Roche-la-Molière ⥋ Saint-Victor-sur-Loire | Cimetière Roche-la-Molière ⥋ Saint-Victor-sur-Loire | Cimetière Roche-la-Molière ⥋ Saint-Victor-sur-Loire  | Cimetière Roche-la-Molière ⥋ Saint-Victor-sur-Loire | Cimetière Roche-la-Molière ⥋ Saint-Victor-sur-Loire | Cimetière Roche-la-Molière ⥋ Saint-Victor-sur-Loire | Cimetière Roche-la-Molière ⥋ Saint-Victor-sur-Loire                |
| 109   | Ouverture / Fermeture 29 août 2022 / — | Longueur —                                          | Durée 13 à 21 min                                   | Nb. d’arrêts 11 à 13                                | Matériel Intouro Navigo Traveller Trafic             | Jours de fonctionnement L, Ma, Me, J, V, S          | Jour / Soir / Nuit / Fêtes O / N / N / N            | Voy. / an 3 174 (en 4 mois) (2 022)                 | Transporteur Trans-Roche Flouret                                   |
| 109   | Desserte : - Villes et lieux desservis : Roche-la-Molière et Saint-Étienne (dont Saint-Victor-sur-Loire). - Stations et gares desservies : Aucune. |                                                     |                                                     |                                                     |                                                      |                                                     |                                                     |                                                     |                                                                    |
| 109   | Autre : - Arrêts non accessibles aux UFR : Bourg St-Victor, Presqu'île, La Pertière, Relais des Roses, Chichivieux, Parking Roseraie, Le Berland, Bois Neyrette, Le Royal, Collège Grüner - Amplitudes horaires : La ligne fonctionne du lundi au vendredi en période scolaire de 6 h 28 à 19 h 13 (dont deux allers-retours sur réservation) et les samedis, vacances scolaires et l'été à raison de trois allers-retours sur réservation. - Date de dernière mise à jour : 5 janvier 2025. |                                                     |                                                     |                                                     |                                                      |                                                     |                                                     |                                                     |                                                                    |
| 109   | Dernière actualisation : — |                                                     |                                                     |                                                     |                                                      |                                                     |                                                     |                                                     |                                                                    |

### Lignes de soirée
Ces lignes viennent en complément des trois lignes de tramway.
| Ligne | Caractéristiques | Caractéristiques               | Caractéristiques               | Caractéristiques               | Caractéristiques                                                       | Caractéristiques                           | Caractéristiques                         | Caractéristiques               | Caractéristiques               |
| S1    | Bellevue ⥋ Église Corbusier | Bellevue ⥋ Église Corbusier    | Bellevue ⥋ Église Corbusier    | Bellevue ⥋ Église Corbusier    | Bellevue ⥋ Église Corbusier                                            | Bellevue ⥋ Église Corbusier                | Bellevue ⥋ Église Corbusier              | Bellevue ⥋ Église Corbusier    | Bellevue ⥋ Église Corbusier    |
| ----- | --- | ------------------------------ | ------------------------------ | ------------------------------ | ---------------------------------------------------------------------- | ------------------------------------------ | ---------------------------------------- | ------------------------------ | ------------------------------ |
| S1    | Ouverture / Fermeture 23 août 1882 / — | Longueur 10,423 km             | Durée 26 min                   | Nb. d’arrêts 30                | Matériel Citelis 12 Articulés (uniquement sur le premier aller-retour) | Jours de fonctionnement L, Ma, Me, J, V, S | Jour / Soir / Nuit / Fêtes N / O / N / N | Voy. / an 40 762               | Dépôt Transparc (STAS)         |
| S1    | Desserte : - Villes et lieux desservis : Saint-Étienne, La Ricamarie, Le Chambon-Feugerolles et Firminy. - Stations et gares desservies : Gare de Saint-Étienne-Bellevue, Bellevue (T1 et T3), Hôpîtal Bellevue (T1), Solaure (T1), Gare de La Ricamarie, Gare du Chambon-Feugerolles et Gare de Firminy. |                                |                                |                                |                                                                        |                                            |                                          |                                |                                |
| S1    | Autre : - Arrêts non accessibles aux UFR : Delaynaud, Pontcharra, Trablaine, Eglise Chambon (vers Firminy), Lycée A. Testud, Les Platanes, Place du Breuil - Amplitudes horaires : La ligne fonctionne du lundi au samedi de 20 h 15 à 23 h 40 environ. - Date de dernière mise à jour : 25 décembre 2023. |                                |                                |                                |                                                                        |                                            |                                          |                                |                                |
| S1    | Dernière actualisation : — |                                |                                |                                |                                                                        |                                            |                                          |                                |                                |
| S3    | Terrenoire ⥋ Cotonne | Terrenoire ⥋ Cotonne           | Terrenoire ⥋ Cotonne           | Terrenoire ⥋ Cotonne           | Terrenoire ⥋ Cotonne                                                   | Terrenoire ⥋ Cotonne                       | Terrenoire ⥋ Cotonne                     | Terrenoire ⥋ Cotonne           | Terrenoire ⥋ Cotonne           |
| S3    | Ouverture / Fermeture 1er janvier 1999 / — | Longueur —                     | Durée 33 min                   | Nb. d’arrêts 32                | Matériel Trollino 12                                                   | Jours de fonctionnement L, Ma, Me, J, V, S | Jour / Soir / Nuit / Fêtes N / O / N / N | Voy. / an 29 485               | Dépôt Transparc (STAS)         |
| S3    | Desserte : - Villes et lieux desservis : Saint-Étienne - Stations et gares desservies : Centre Deux (T1 et T3) (à l'arrêt Jules Simon), Peuple Foy (T1 et T2), Hôtel de Ville (T1 et T2), Jean Moulin (T2 et T3), Fourneyron (T2 et T3) et Dalgabio (T2 et T3) |                                |                                |                                |                                                                        |                                            |                                          |                                |                                |
| S3    | Autre : - Arrêts non accessibles aux UFR : Cotonne, Palerne, Cité U, Isérable, Sainte-Marguerite, Albert Camus. - Amplitudes horaires : La ligne fonctionne du lundi au samedi de 20 h 35 à 23 h 5 environ. - Date de dernière mise à jour : 25 décembre 2023. |                                |                                |                                |                                                                        |                                            |                                          |                                |                                |
| S3    | Dernière actualisation : — |                                |                                |                                |                                                                        |                                            |                                          |                                |                                |
| S6    | Jean Moulin ⥋ Marandinière | Jean Moulin ⥋ Marandinière     | Jean Moulin ⥋ Marandinière     | Jean Moulin ⥋ Marandinière     | Jean Moulin ⥋ Marandinière                                             | Jean Moulin ⥋ Marandinière                 | Jean Moulin ⥋ Marandinière               | Jean Moulin ⥋ Marandinière     | Jean Moulin ⥋ Marandinière     |
| S6    | Ouverture / Fermeture 1er janvier 1999 / — | Longueur —                     | Durée 10 / 19 min              | Nb. d’arrêts 9 / 17            | Matériel Citaro Facelift Citaro C2                                     | Jours de fonctionnement L, Ma, Me, J, V, S | Jour / Soir / Nuit / Fêtes O / N / N / N | Voy. / an 30 452               | Dépôt Transpôle (STAS)         |
| S6    | Desserte : - Villes et lieux desservis : Saint-Étienne - Stations et gares desservies : Jean Moulin (T2 et T3). |                                |                                |                                |                                                                        |                                            |                                          |                                |                                |
| S6    | Autre : - Arrêts non accessibles aux UFR : Centre Congrès (vers Marandinière), Pierre Blachon, C.C. Montchovet. - Amplitudes horaires : La ligne fonctionne du lundi au samedi de 21 h 1 à 23 h 21. - Particularités : Ligne sous forme de boucle, arrêts en tronc commun entre Jean Moulin et Centre des Congrès. Possibilité d'emprunter la ligne au delà de son terminus de facto afin de se rendre aux arrêts situés après, qui ne sont pas desservis dans le sens aller. - Date de dernière mise à jour : 17 août 2025.                       |                                |                                |                                |                                                                        |                                            |                                          |                                |                                |
| S6    | Dernière actualisation : — |                                |                                |                                |                                                                        |                                            |                                          |                                |                                |
| S7    | Dorian/Hôtel de Ville ⥋ Michon | Dorian/Hôtel de Ville ⥋ Michon | Dorian/Hôtel de Ville ⥋ Michon | Dorian/Hôtel de Ville ⥋ Michon | Dorian/Hôtel de Ville ⥋ Michon                                         | Dorian/Hôtel de Ville ⥋ Michon             | Dorian/Hôtel de Ville ⥋ Michon           | Dorian/Hôtel de Ville ⥋ Michon | Dorian/Hôtel de Ville ⥋ Michon |
| S7    | Ouverture / Fermeture 1er janvier 1999 / — | Longueur —                     | Durée 15 min                   | Nb. d’arrêts 17                | Matériel Trollino 12                                                   | Jours de fonctionnement L, Ma, Me, J, V, S | Jour / Soir / Nuit / Fêtes O / N / N / N | Voy. / an 10 948               | Dépôt Transparc (STAS)         |
| S7    | Desserte : - Villes et lieux desservis : Saint-Étienne - Stations et gares desservies : Peuple Foy (T1 et T2), Hôtel de ville (T1 et T2), Jean Moulin (T2 et T3) et Gare de Saint-Étienne-Le Clapier. |                                |                                |                                |                                                                        |                                            |                                          |                                |                                |
| S7    | Autre : - Arrêts non accessibles aux UFR : Aucun. - Amplitudes horaires : La ligne fonctionne du lundi au samedi de 21 h à 23 h environ. - Date de dernière mise à jour : 25 décembre 2023. |                                |                                |                                |                                                                        |                                            |                                          |                                |                                |
| S7    | Dernière actualisation : — |                                |                                |                                |                                                                        |                                            |                                          |                                |                                |
| S9    | Jean Jaurès ⥋ Montreynaud | Jean Jaurès ⥋ Montreynaud      | Jean Jaurès ⥋ Montreynaud      | Jean Jaurès ⥋ Montreynaud      | Jean Jaurès ⥋ Montreynaud                                              | Jean Jaurès ⥋ Montreynaud                  | Jean Jaurès ⥋ Montreynaud                | Jean Jaurès ⥋ Montreynaud      | Jean Jaurès ⥋ Montreynaud      |
| S9    | Ouverture / Fermeture 1er janvier 1999 / — | Longueur —                     | Durée 16 min                   | Nb. d’arrêts 17 à 19           | Matériel Citaro Facelift Citelis 12                                    | Jours de fonctionnement L, Ma, Me, J, V, S | Jour / Soir / Nuit / Fêtes O / N / N / N | Voy. / an 7 365                | Dépôt Transpôle (STAS)         |
| S9    | Desserte : - Villes et lieux desservis : Saint-Étienne - Stations et gares desservies : Place Jean Jaurès (T1 et T2), Grand Gonnet (T1 et T2), Place Carnot (T1 et T2), Gare de Saint-Étienne-Carnot, Technopôle (T3) |                                |                                |                                |                                                                        |                                            |                                          |                                |                                |
| S9    | Autre : - Arrêts non accessibles aux UFR : Rue Jannequin, Saint-Saëns, Tennis, La Chèvre, La Girardière, Clos Fougeols - Amplitudes horaires : La ligne fonctionne du lundi au samedi de 21 h 10 à 23 h environ. - Particularités : Ligne sous forme de boucle, arrêts desservis dans les deux sens entre Jean Jaurès et Le Bessard. Possibilité d'emprunter la ligne au delà de son terminus de facto afin de se rendre aux arrêts situés après, qui ne sont pas desservis dans le sens aller. - Date de dernière mise à jour : 25 décembre 2023. |                                |                                |                                |                                                                        |                                            |                                          |                                |                                |
| S9    | Dernière actualisation : — |                                |                                |                                |                                                                        |                                            |                                          |                                |                                |

### Les lignes Noctambus
Les lignes fonctionnent entre minuit et 5 h en fin de semaine y compris les jours fériés et uniquement en direction de la périphérie afin d'assurer des retours pour les noctambules. Il n'y a qu'un seul véhicule par ligne et les lignes ne fonctionnent pas les mois de juillet et août.
En interne, ces lignes sont indicées respectivement 18 et 19.
| Ligne | Caractéristiques | Caractéristiques                                                                                    | Caractéristiques                                                                                    | Caractéristiques                                                                                    | Caractéristiques                                                                                    | Caractéristiques                                                                                    | Caractéristiques                                                                                    | Caractéristiques                                                                                    | Caractéristiques                                                                                    |
| N1    | Noctambus 1 | Noctambus 1                                                                                         | Noctambus 1                                                                                         | Noctambus 1                                                                                         | Noctambus 1                                                                                         | Noctambus 1                                                                                         | Noctambus 1                                                                                         | Noctambus 1                                                                                         | Noctambus 1                                                                                         |
| N1    | Hôtel de Ville ⥋ Terrasse (ou Montreynaud, sur demande) (sens centre-ville → périphérie uniquement) | Hôtel de Ville ⥋ Terrasse (ou Montreynaud, sur demande) (sens centre-ville → périphérie uniquement) | Hôtel de Ville ⥋ Terrasse (ou Montreynaud, sur demande) (sens centre-ville → périphérie uniquement) | Hôtel de Ville ⥋ Terrasse (ou Montreynaud, sur demande) (sens centre-ville → périphérie uniquement) | Hôtel de Ville ⥋ Terrasse (ou Montreynaud, sur demande) (sens centre-ville → périphérie uniquement) | Hôtel de Ville ⥋ Terrasse (ou Montreynaud, sur demande) (sens centre-ville → périphérie uniquement) | Hôtel de Ville ⥋ Terrasse (ou Montreynaud, sur demande) (sens centre-ville → périphérie uniquement) | Hôtel de Ville ⥋ Terrasse (ou Montreynaud, sur demande) (sens centre-ville → périphérie uniquement) | Hôtel de Ville ⥋ Terrasse (ou Montreynaud, sur demande) (sens centre-ville → périphérie uniquement) |
| ----- | --- | --------------------------------------------------------------------------------------------------- | --------------------------------------------------------------------------------------------------- | --------------------------------------------------------------------------------------------------- | --------------------------------------------------------------------------------------------------- | --------------------------------------------------------------------------------------------------- | --------------------------------------------------------------------------------------------------- | --------------------------------------------------------------------------------------------------- | --------------------------------------------------------------------------------------------------- |
| N1    | Ouverture / Fermeture 30 novembre 2017 / — | Longueur —                                                                                          | Durée 19 (27) min                                                                                   | Nb. d’arrêts 17 (31)                                                                                | Matériel Sprinter                                                                                   | Jours de fonctionnement V, S, D                                                                     | Jour / Soir / Nuit / Fêtes N / N / O / O                                                            | Voy. / an 413                                                                                       | Transporteur Flouret (Chazot)                                                                       |
| N1    | Desserte : - Villes et lieux desservis : Saint-Étienne (Zénith, Comédie de Saint-Étienne, Châteaucreux, Hôtel de Ville, Place Jean Jaurès, Cité du design, Stade Geoffroy-Guichard, Terrasse. (Et Montreynaud sur demande auprès du chauffeur). - Stations et gares desservies : Gare de Saint-Étienne-Châteaucreux, Fourneyron (T2 et T3), Hôtel de Ville (T1 et T2), Place Jean Jaurès (T1 et T2), Grand Gonnet (T1 et T2), Place Carnot (T1 et T2), Cité du Design (T1 et T2), Chaléassière (T1), Rue Barra (T1), Roger Rocher - Allez les Verts (T1 et T3), Quartier Grouchy (T1 et T3) et Gare de Saint-Étienne-La Terrasse. | | | | | | | | |
| N1    | Autre : - Arrêts non accessibles aux UFR : Patinoire, La Méarie, Montyon, Rue de la Tour, P. De Coubertin, Saint-Saëns, Rue Jannequin. - Amplitudes horaires : La ligne fonctionne les vendredis, samedis et dimanches matin de 0 h à 5 h à raison d'un départ par heure. La ligne ne fonctionne que dans le sens centre-ville → périphérie. - Date de dernière mise à jour : 25 décembre 2023. | | | | | | | | |
| N1    | Dernière actualisation : — | | | | | | | | |
| N2    | Noctambus 2 | Noctambus 2                                                                                         | Noctambus 2                                                                                         | Noctambus 2                                                                                         | Noctambus 2                                                                                         | Noctambus 2                                                                                         | Noctambus 2                                                                                         | Noctambus 2                                                                                         | Noctambus 2                                                                                         |
| N2    | Hôtel de Ville ⥋ Marandinière (ou Terrenoire, sur demande) (sens centre-ville → périphérie uniquement) | | | | | | | | |
| N2    | Ouverture / Fermeture 30 novembre 2017 / — | Longueur 7,9 (14,3) km                                                                              | Durée 22 (38) min                                                                                   | Nb. d’arrêts 20 (36)                                                                                | Matériel MD9 LE                                                                                     | Jours de fonctionnement V, S, D                                                                     | Jour / Soir / Nuit / Fêtes N / N / O / O                                                            | Voy. / an 3 013                                                                                     | Transporteur Chazot                                                                                 |
| N2    | Desserte : - Villes et lieux desservis : Saint-Étienne (Hôtel de ville de Saint-Étienne, Bourse du travail de Saint-Étienne, Campus de Tréfilerie, Centre Deux, Place Bellevue, Métare, Campus de la Métare, Marandinière. (Quartiers Cotonne, Montplaisir, Monthieu et Terrenoire sur demande auprès du chauffeur). - Stations et gares desservies : Hôtel de Ville (T1 et T2), Peuple Foy (T1 et T2), Bourse du Travail (T1 et T3), Anatole France (T1 et T3), Campus Tréfilerie (T1 et T3), Centre Deux (T1 et T3), Bicentenaire (T1 et T3), Gare de Saint-Étienne-Bellevue et Hôpital Bellevue (T1).                          | | | | | | | | |
| N2    | Autre : - Arrêts non accessibles aux UFR : Cotonne, Palerne, Cité U, Sainte-Marguerite, Albert Camus. - Amplitudes horaires : La ligne fonctionne les vendredis, samedis et dimanches matin de 0 h à 5 h à raison d'un départ par heure. La ligne ne fonctionne que dans le sens centre-ville → périphérie. - Date de dernière mise à jour : 21 mars 2024. | | | | | | | | |
| N2    | Dernière actualisation : — | | | | | | | | |

### Lignes taxi
| Ligne  | Caractéristiques | Caractéristiques        | Caractéristiques        | Caractéristiques        | Caractéristiques        | Caractéristiques                           | Caractéristiques                         | Caractéristiques        | Caractéristiques                   |
| Taxi 3 | They ⥋ Place du Dorlay | They ⥋ Place du Dorlay  | They ⥋ Place du Dorlay  | They ⥋ Place du Dorlay  | They ⥋ Place du Dorlay  | They ⥋ Place du Dorlay                     | They ⥋ Place du Dorlay                   | They ⥋ Place du Dorlay  | They ⥋ Place du Dorlay             |
| ------ | --- | ----------------------- | ----------------------- | ----------------------- | ----------------------- | ------------------------------------------ | ---------------------------------------- | ----------------------- | ---------------------------------- |
| Taxi 3 | Ouverture / Fermeture — / — | Longueur —              | Durée 10 min            | Nb. d’arrêts 3          | Matériel Taxi           | Jours de fonctionnement L, Ma, Me, J, V, S | Jour / Soir / Nuit / Fêtes O / N / N / N | Voy. / an 23 (2 022)    | Transporteur Les Cars de la Vallée |
| Taxi 3 | Desserte : - Villes et lieux desservis : Saint-Paul-en-Jarez et La Terrasse-sur-Dorlay - Stations et gares desservies : Aucune. |                         |                         |                         |                         |                                            |                                          |                         |                                    |
| Taxi 3 | Autre : - Arrêts non accessibles aux UFR : They et Le Maigre. - Amplitudes horaires : La ligne fonctionne du lundi au samedi à raison d'un départ par sens. - Date de dernière mise à jour : 25 décembre 2023.                                                 |                         |                         |                         |                         |                                            |                                          |                         |                                    |
| Taxi 3 | Dernière actualisation : — |                         |                         |                         |                         |                                            |                                          |                         |                                    |
| Taxi 4 | Merley ⥋ Mairie Villars | Merley ⥋ Mairie Villars | Merley ⥋ Mairie Villars | Merley ⥋ Mairie Villars | Merley ⥋ Mairie Villars | Merley ⥋ Mairie Villars                    | Merley ⥋ Mairie Villars                  | Merley ⥋ Mairie Villars | Merley ⥋ Mairie Villars            |
| Taxi 4 | Ouverture / Fermeture 6 septembre 1999 / — | Longueur —              | Durée 6 min             | Nb. d’arrêts 5          | Matériel Opel Vivaro E  | Jours de fonctionnement L, Ma, Me, J, V    | Jour / Soir / Nuit / Fêtes O / N / N / N | Voy. / an 5 595 (2 022) | Transporteur SRT                   |
| Taxi 4 | Desserte : - Villes et lieux desservis : Villars - Stations et gares desservies : Aucune. |                         |                         |                         |                         |                                            |                                          |                         |                                    |
| Taxi 4 | Autre : - Arrêts non accessibles aux UFR : Bourgeat, Rochefoy, Torredambarra, Merley - Amplitudes horaires : La ligne fonctionne du lundi au vendredi à raison d'un à cinq départs par sens, selon le jour. - Date de dernière mise à jour : 25 décembre 2023. |                         |                         |                         |                         |                                            |                                          |                         |                                    |
| Taxi 4 | Dernière actualisation : — |                         |                         |                         |                         |                                            |                                          |                         |                                    |

### Handi'Stas
Handi'Stas est un service de transport de personnes à mobilité réduite accessible aux personnes souffrant de certains handicap et nécessitant de passer devant une commission d'attribution. Des minibus adaptés assurent les déplacements en porte à porte sur le périmètre de Saint-Étienne Métropole (hors trajets scolaires, professionnels et sanitaires).
Le service fonctionne tous les jours et est accessible avec un titre de transport Stas 1H30 ; l'accompagnateur peut voyager gratuitement si la personne transportée a la mention besoin d'accompagnement sur sa carte d'invalidité.

### Les arrêts

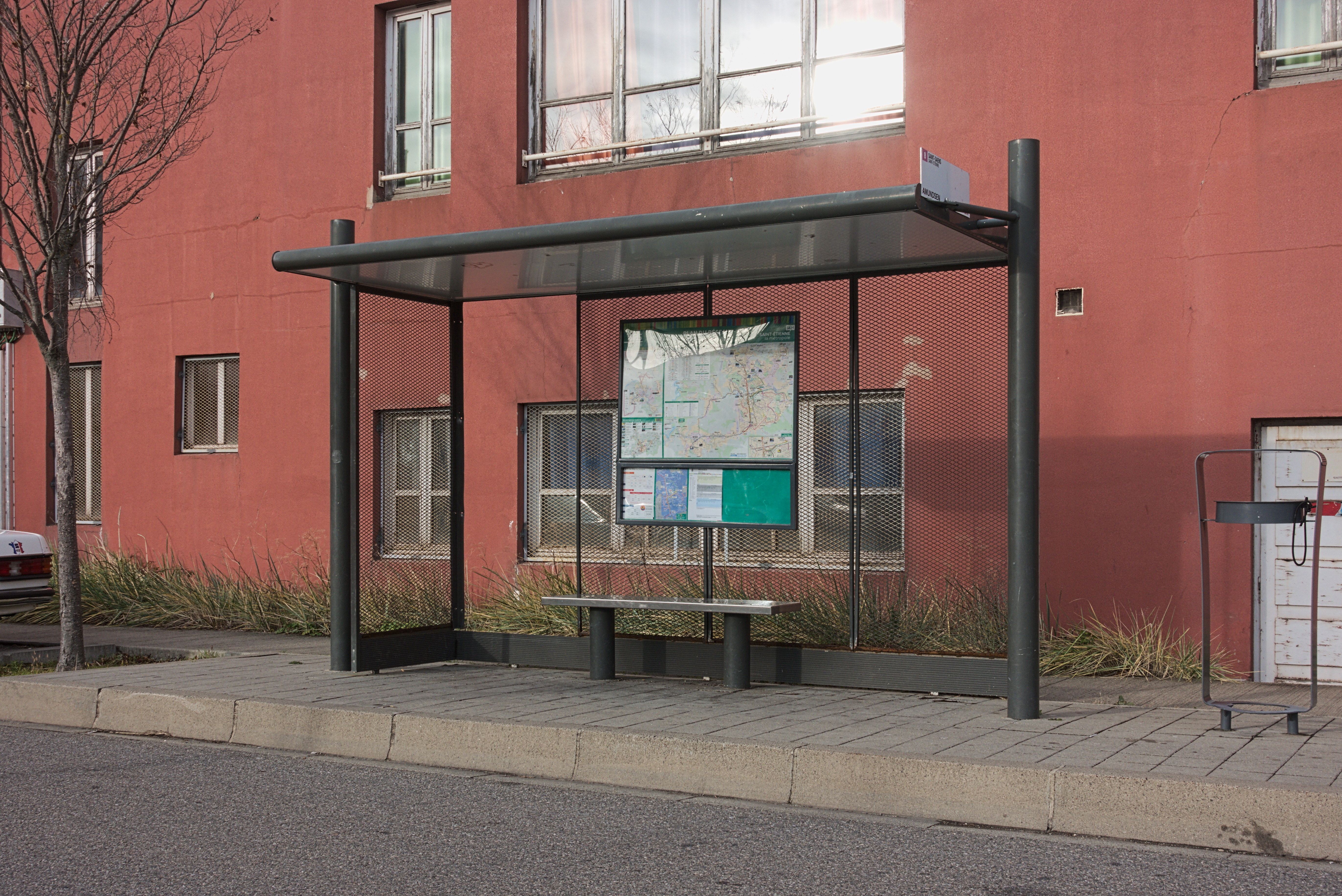
L'arrêt Amundsen, un arrêt type équipé d'un abribus, des grilles remplacent ici les vitres à cause des dégradations.

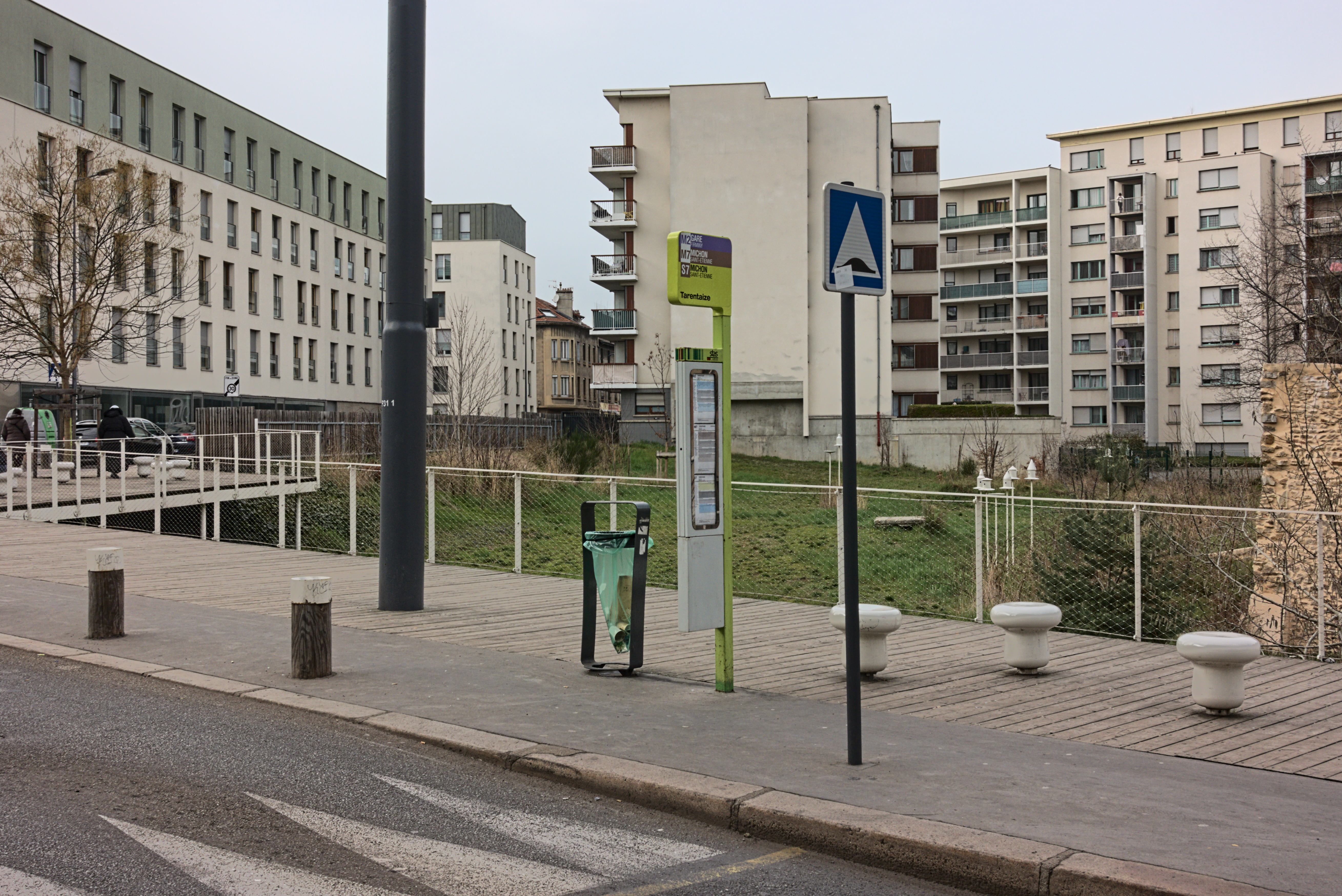
Le modèle unique de poteau d'arrêt de la STAS, ici l'arrêt Tarentaize.

Les arrêts du réseau STAS sont matérialisés à Saint-Étienne par des abribus de couleur grise de marque Védiaud Publicité depuis 2017, en remplacement du mobilier de JCDecaux. Quand le trottoir est trop étroit, des abris sans panneau publicitaire sont installés.
En dehors de Saint-Étienne, d'autres modèles existent, parfois avec une signalétique minimaliste voire sans aucune vitre, sans plan de réseau avec juste une planchette où sont affichés les horaires. Enfin, dans des quartiers dit sensibles comme Montreynaud, des abribus sont équipés de grilles en lieu et place des vitres pour éviter les dégradations.
Aux arrêts les plus importants, des bornes d'information en temps réel sont présentes, voire de distributeurs de titres de transport. Les arrêts moins fréquentés disposent d'un poteau d'arrêt reprenant les mêmes informations que les abris, sans plan.

### Les sites propres
Quelques couloirs pour bus existent sur le réseau, même s'ils sont très peu répandus. En voici une liste exhaustive :
- À Saint-Étienne : 
  - Sur la ligne M1 entre Solaure et Hôpital Bellevue dans le sens Bellevue ;
  - Cours Hyppolyte-Sauzéa, sur les lignes M2, M6, M7 et 13 ;
  - Rue de la Montat, du carrefour avec la rue Jean-Claude Revollier jusque l'arrêt Châteaucreux sur les lignes M3, M5, 11, 12, 16 et S3, prolongé une première fois le 20 septembre 2017 jusque l'arrêt Pont Blanc sur les lignes M5 et 16, puis prolongé quelques mois après jusqu'à l'arrêt Rond-Point-Pinay ;
  - Sur les lignes M3, M5, 12, 15 et 16 entre Grand Moulin et Fourneyron (hormis sur le tronçon entre la Rue Claude Lebois et la rue Chantegrillet) ;
  - Autour de la Gare de Saint-Étienne-Châteaucreux pour les lignes M4, 14, 29 et 83 ;
  - Sur les lignes M3 et S3 entre les arrêts Martin Bernard et Jules Simon (dans le sens Cotonne) ;
  - Sur les lignes M3 et S3 entre les arrêts Raspail et Saint-Ennemond (dans le sens Terrenoire) ;
  - Rue des Alliés, sur les lignes M3, 12, 16, 21 et S3 entre l'intersection avec la Rue Étienne Mimard et l'intersection avec la rue de la République ;
  - Rue des Aciéries, sur les lignes M9 et S9 entre le carrefour avec le Boulevard Thiers et celui avec la rue Scheurer-Kestner ;
  - Rue Buffon, sur la ligne 22 entre la rue de l'Égalerie et la rue du Mont ;
- À Saint-Chamond :
  - Rue du Rivage sur les lignes M5, 29, 40, 42, 43, 44, 45 et 102 entre le Square de la Poésie et la Place Dorian.

## Exploitation

### Matériel roulant
Au 11 décembre 2024, le parc d'autobus et de trolleybus de Transdev est composé de 134 véhicules dont 91 véhicules standards, 32 véhicules articulés, 10 midibus et 1 minibus. À cela il faut rajouter les véhicules utilisés par les compagnies affrétées du réseau qui sont très nombreux.
Notes importantes :
- Les affectations référencées dans les colonnes des tableaux ci-dessous représentent les affectations courantes et sont susceptibles d'être différentes et d'évoluer fréquemment.

#### Transdev Saint-Étienne
L'ensemble de ces véhicules appartient à l'agglomération.

##### Trolleybus standards
- Solaris Trollino 12  (23 véhicules)

Les nos 131 à 141 ont été mis en service en février 2020, les nos 141 à 147 en février 2021 et les nos 148 à 153 en août 2021. Ces véhicules circulent sur les lignes M3 M7 S3 S7.
| Articulés | Articulés                            | Articulés                            | Articulés |
| Irisbus Citelis 18 (17 véhicules) | Irisbus Citelis 18 (17 véhicules)    | Irisbus Citelis 18 (17 véhicules)    | Irisbus Iveco Citelis 18, no 791 au terminus de la ligne M4, Bellevue. · Irisbus Citelis 18 qui arrive à son terminus, Bellevue de la M1. |
| --- | ------------------------------------ | ------------------------------------ | --- |

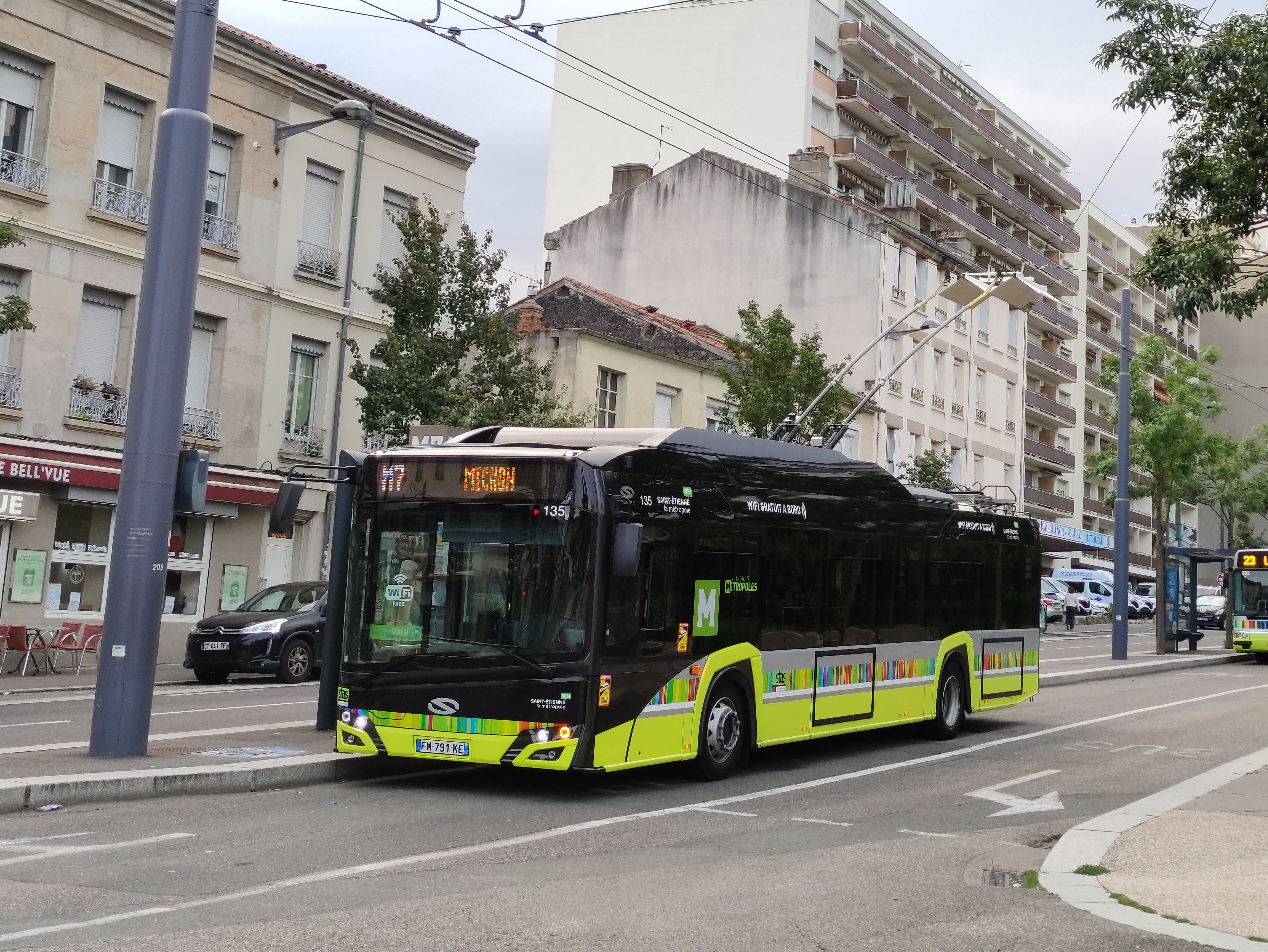
Solaris Trollino 12 à Bellevue

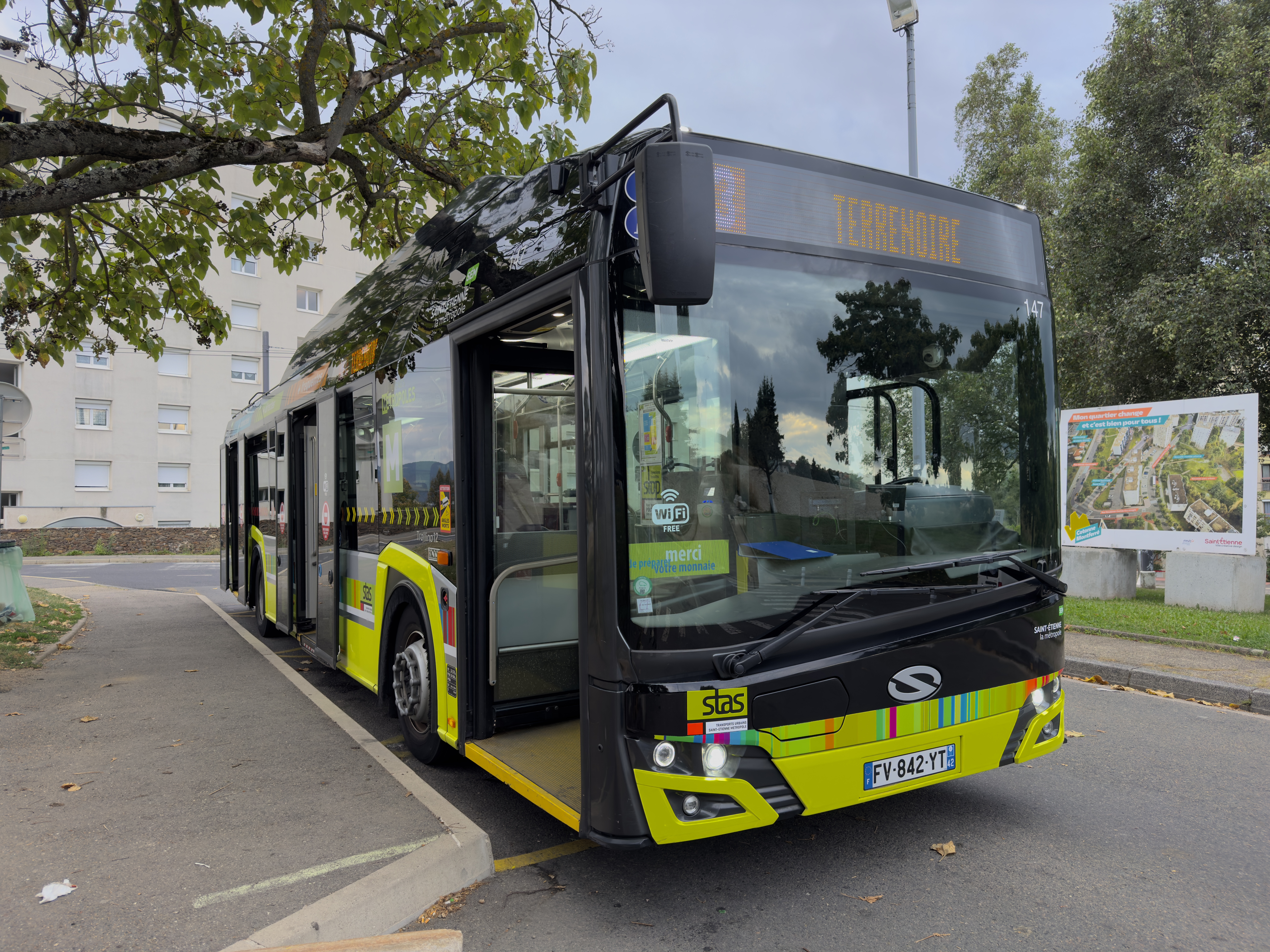
Solaris Trollino 12 IMC no 147 sur la ligne M3 au terminus Cotonne.

| Les nos 781 à 794 ont été mis en service en mars 2011 et les nos 795 à 798 en mars 2012. Ces véhicules circulent sur les lignes M1 M4 M6 M9 et 8 mais seulement pour les renforts scolaires. Le 784 a été réformé suite à un incendie survenu le 8 juillet 2025 au Chambon-Feugerolles. Les différences entre les deux séries sont : - Les feux arrière ; - Le capot moteur ; - Un freinage différent. |                                      |                                      | Irisbus Iveco Citelis 18, no 791 au terminus de la ligne M4, Bellevue. · Irisbus Citelis 18 qui arrive à son terminus, Bellevue de la M1. |
| Iveco Bus Urbanway 18 (15 véhicules) | Iveco Bus Urbanway 18 (15 véhicules) | Iveco Bus Urbanway 18 (15 véhicules) | Iveco Bus Urbanway 18 au terminus de la ligne M1 à Eglise Corbusier · Iveco Urbanway 18, no 709 au terminus de la ligne M1, Bellevue.     |
| Les nos 701 à 712 ont été mis en service en février 2017 et les nos 713 à 715 en janvier 2018. Ces véhicules circulent sur les lignes M1 M4 M6 M9 et 8 mais seulement pour les renforts scolaires. |                                      |                                      | Iveco Bus Urbanway 18 au terminus de la ligne M1 à Eglise Corbusier · Iveco Urbanway 18, no 709 au terminus de la ligne M1, Bellevue.     |

##### Standards
- Mercedes-Benz Citaro C1 Facelift  (33 véhicules)

-Les nos 315 à 325 ont été mis en service en janvier 2008. Cette série est équipée d'une climatisation intégrale.
-Les nos 326 à 333 et 335 à 348 ont été mis en service en juillet 2009. (Le 334 étant un trou de numérotation, attribué au Bus Info)    

Ces véhicules circulent généralement sur les lignes  10 13 15 16 17 37 40 41 42 43 44 45 S6 S9.
- Irisbus Citelis 12  (12 véhicules)

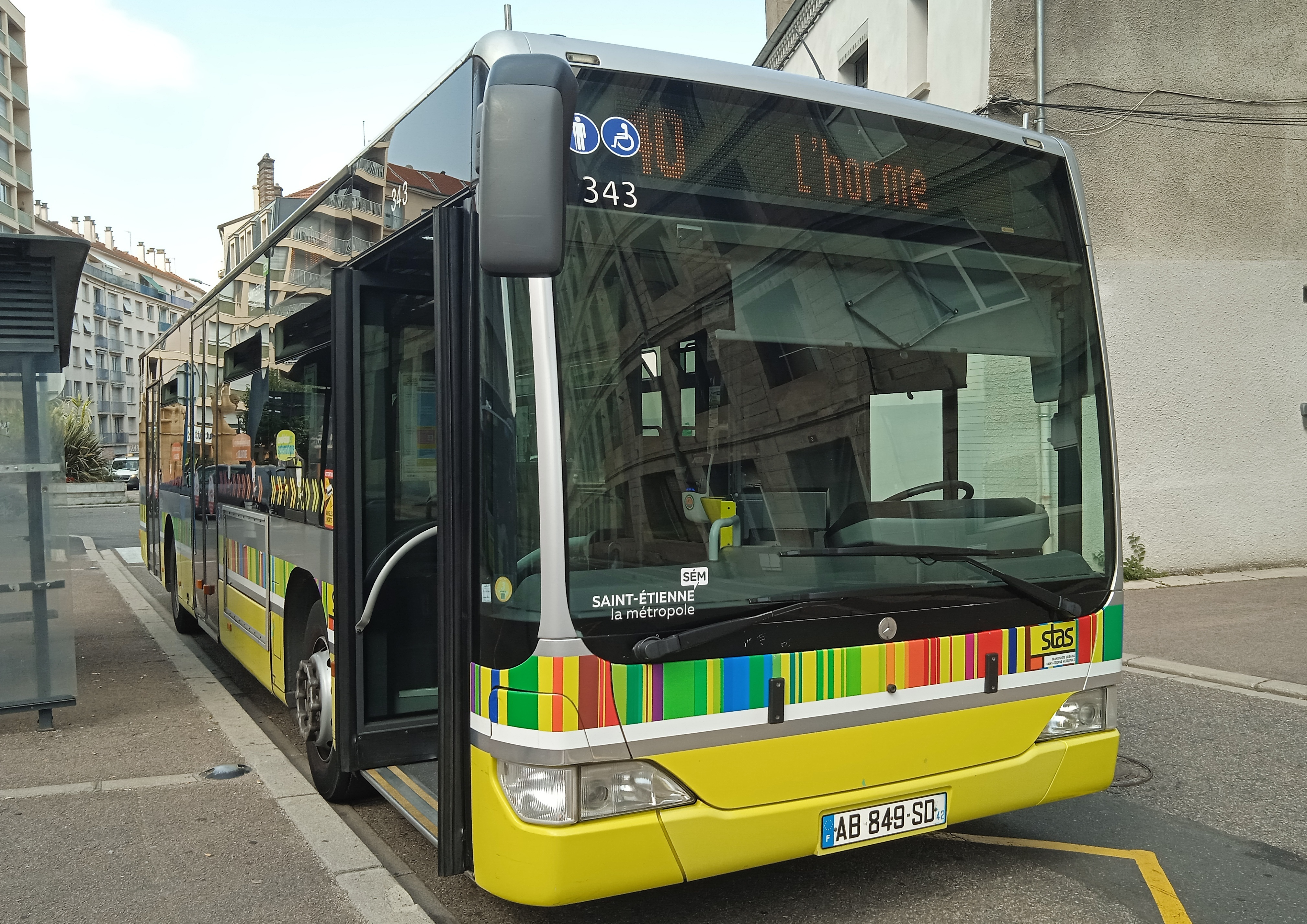
Mercedes Benz Citaro C1 Facelift, n°343 sur la ligne 40 (C.C. Maladière-Piscine Couderc)

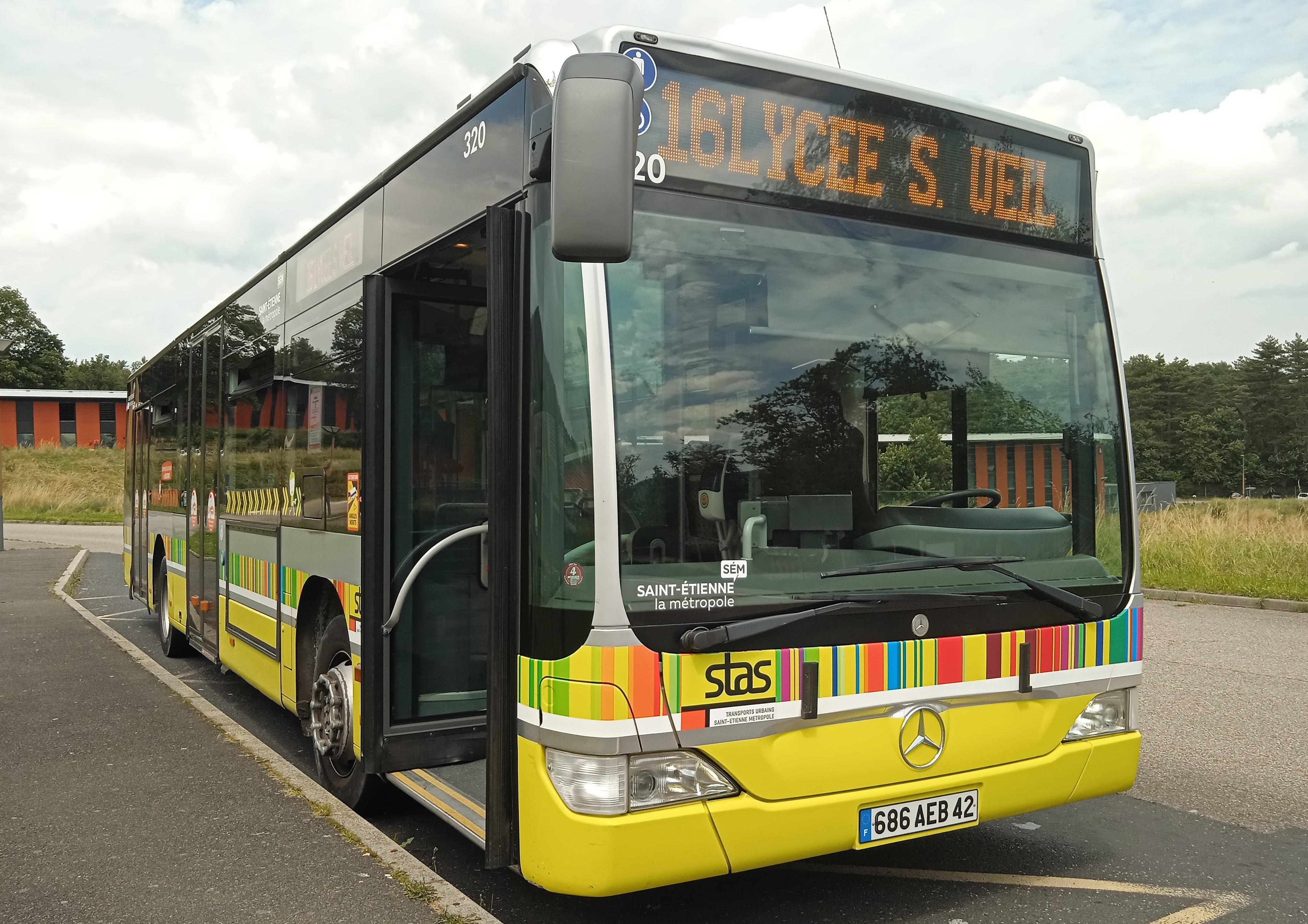
Mercedes Benz Citaro C1 Facelift, n°320 au terminus de la ligne 16 (Métrotech-Lycée Simone Weil)

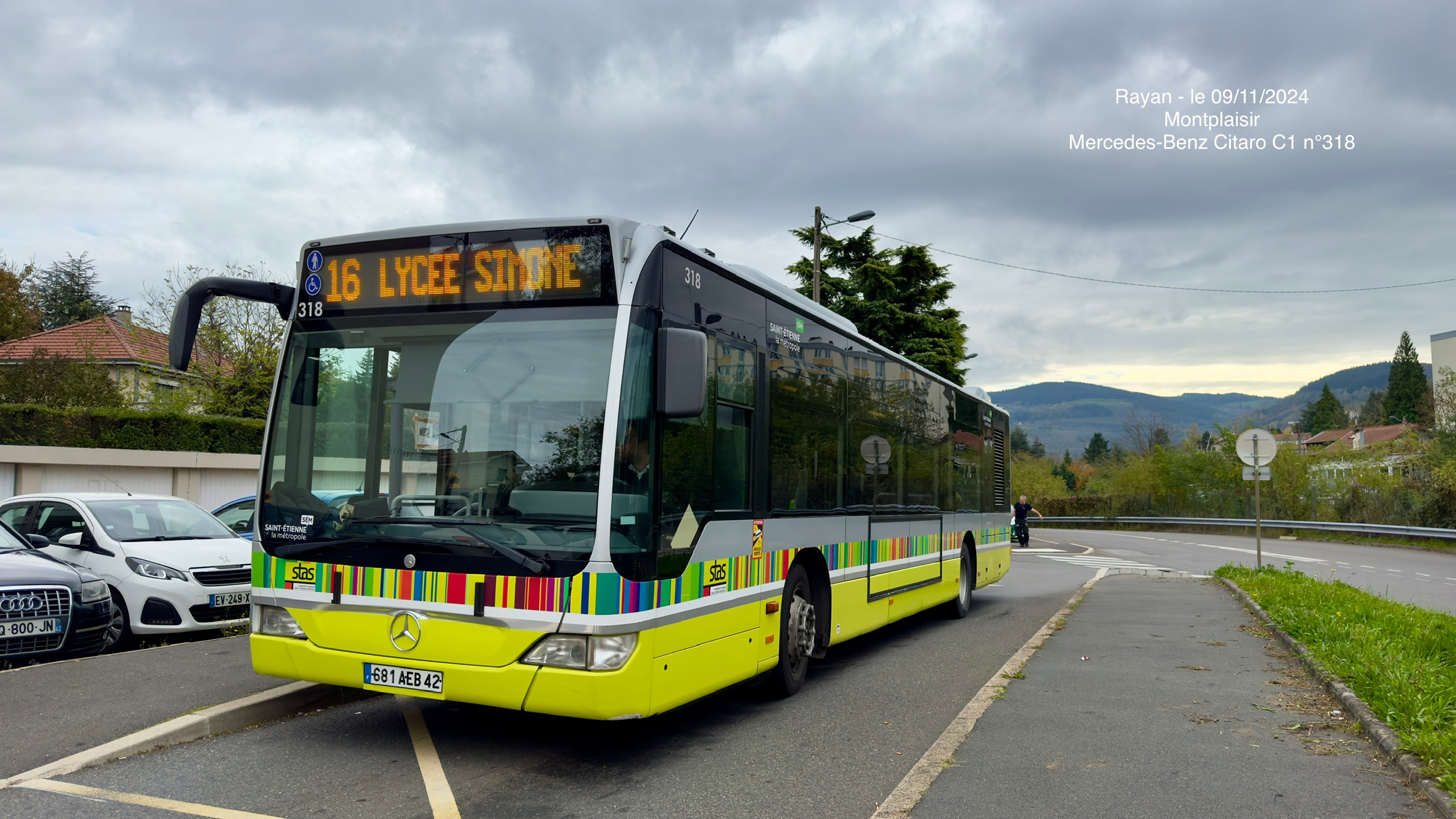
Mercedes-Benz Citaro C1 Facelift n°318 au terminus Montplaisir de la ligne 16. (Montplaisir-Lycée Simone Weil)

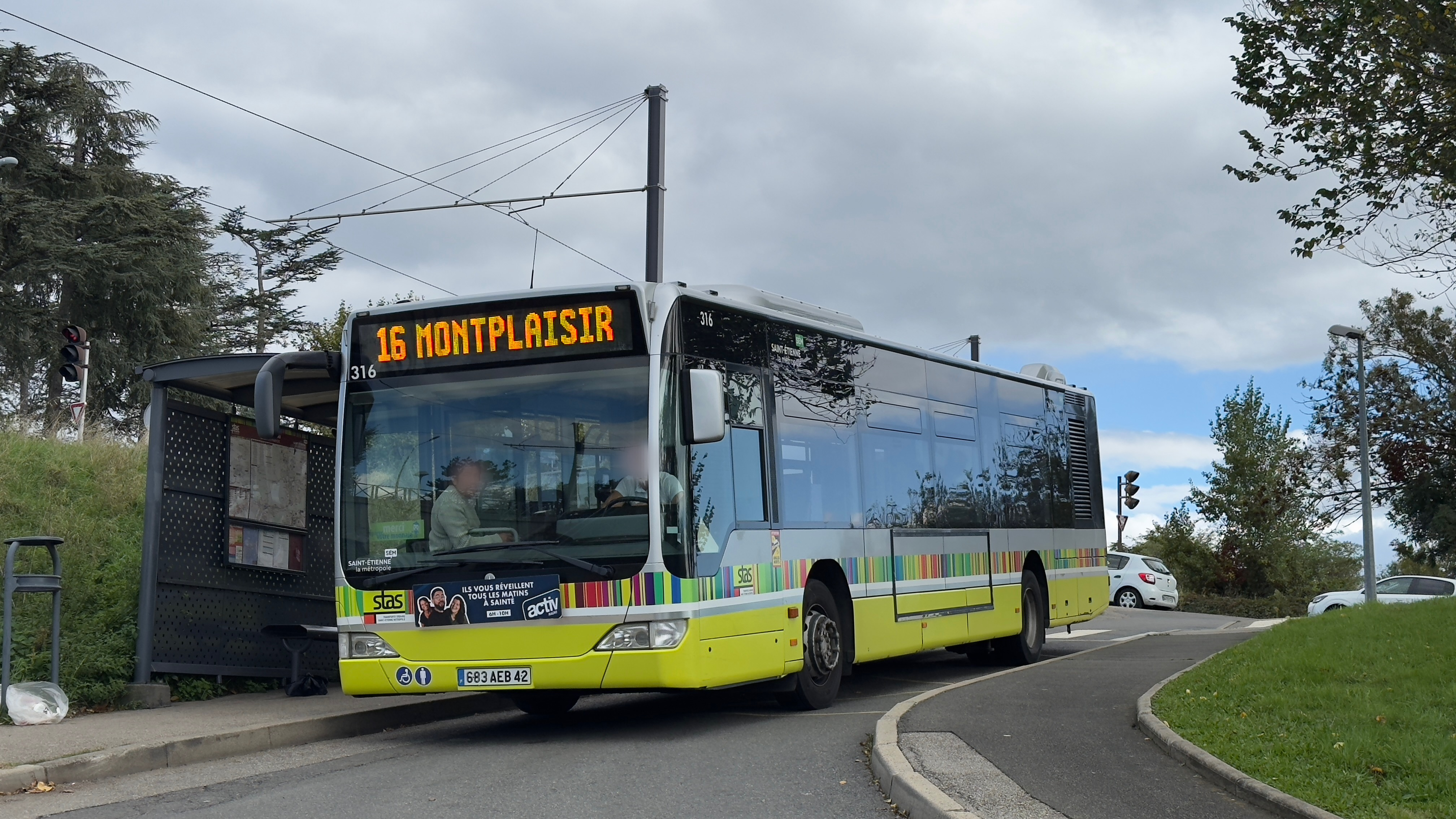
Mercedes-Benz Citaro Facelift n°316 au terminus Lycée Simone Weil de la ligne 16.

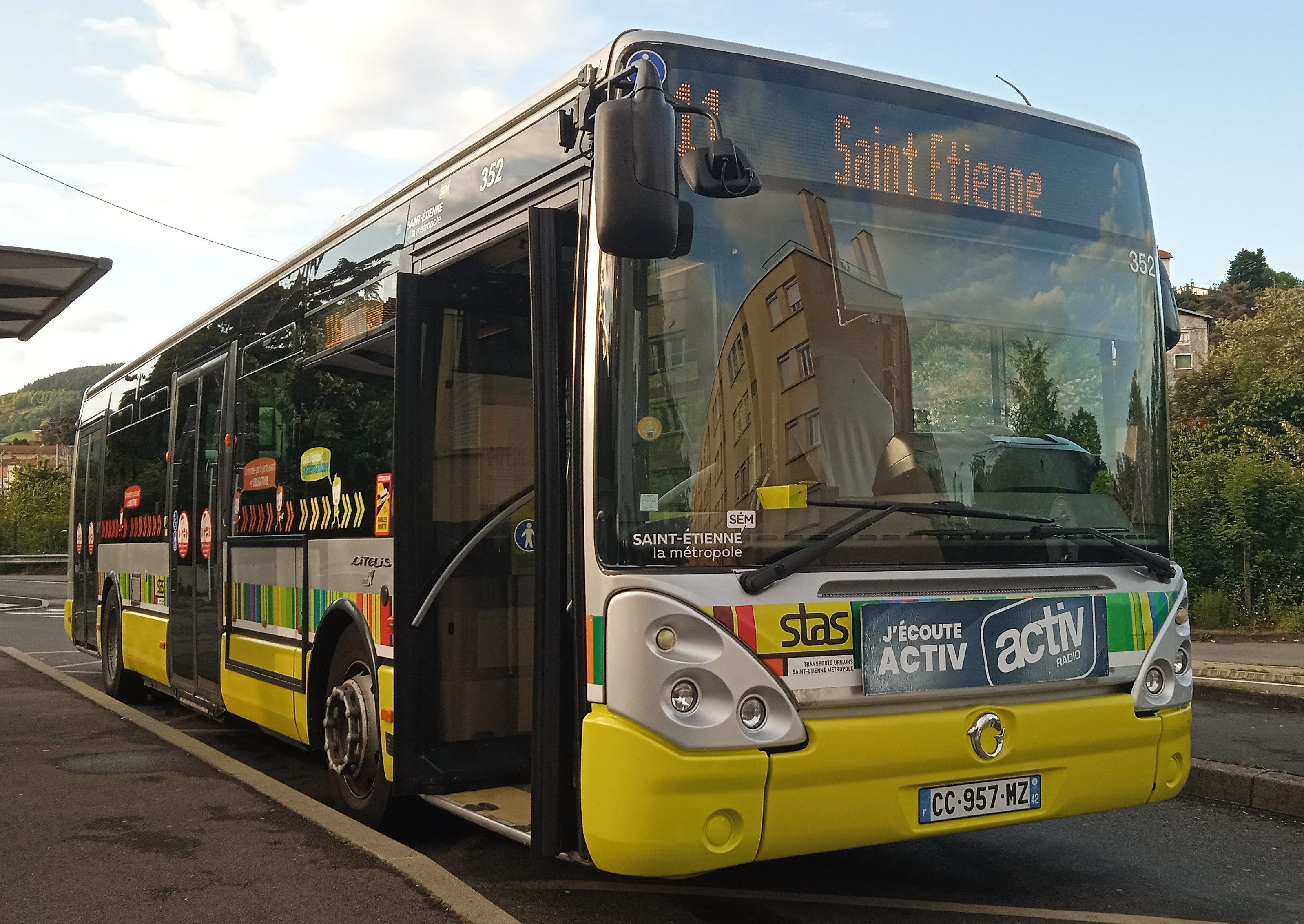
Irisbus Iveco Citelis 12, n°352 sur la ligne 11 (Montplaisir-Square Violette)

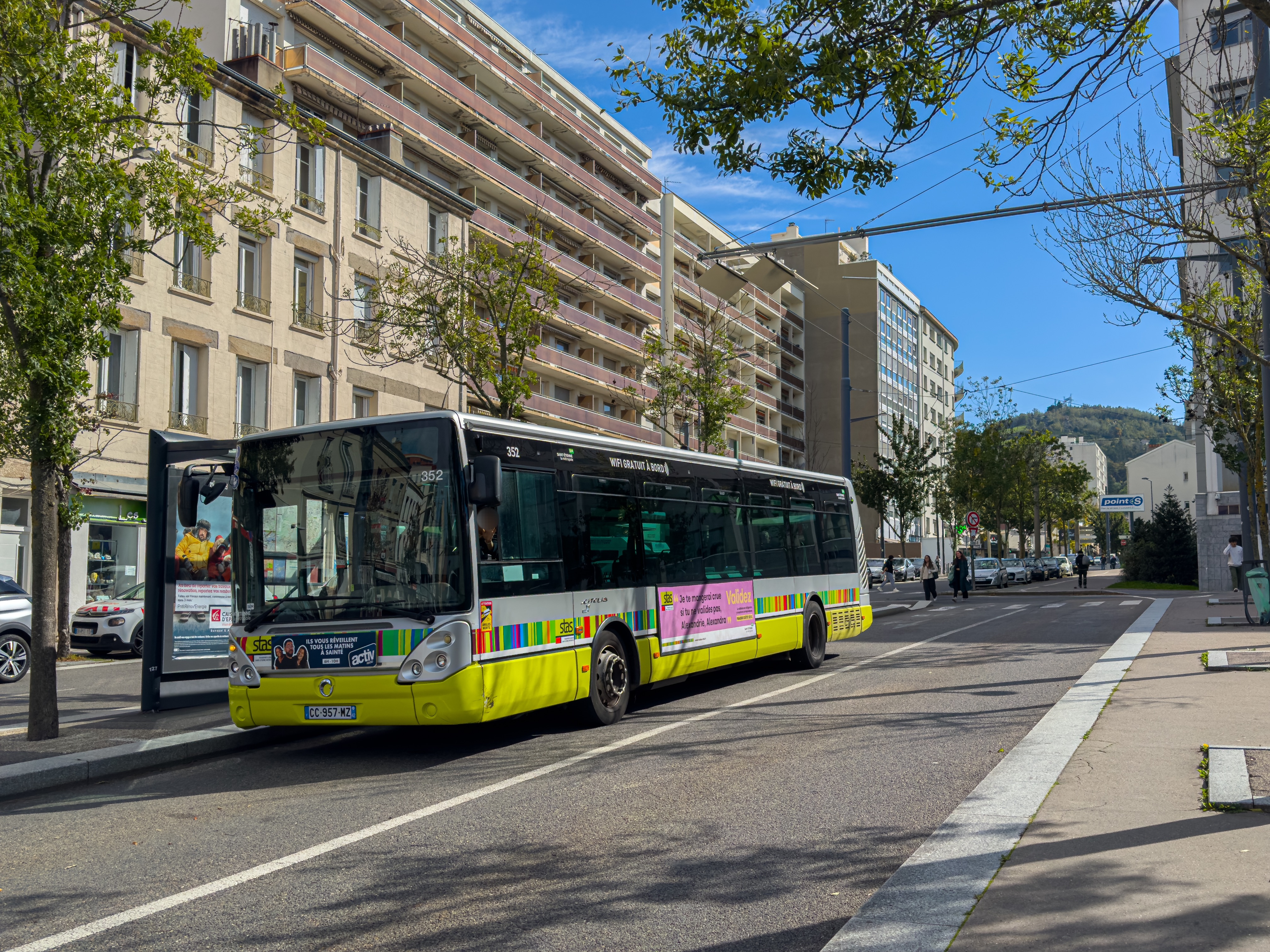
Irisbus Iveco Citelis 12 EEV au terminus de la 23 à Bellevue.

Les nos 351 à 362 ont été mises en service en mars 2012. Ces véhicules circulent généralement sur les lignes M1 S1 M4 8 15 16 17 22 23

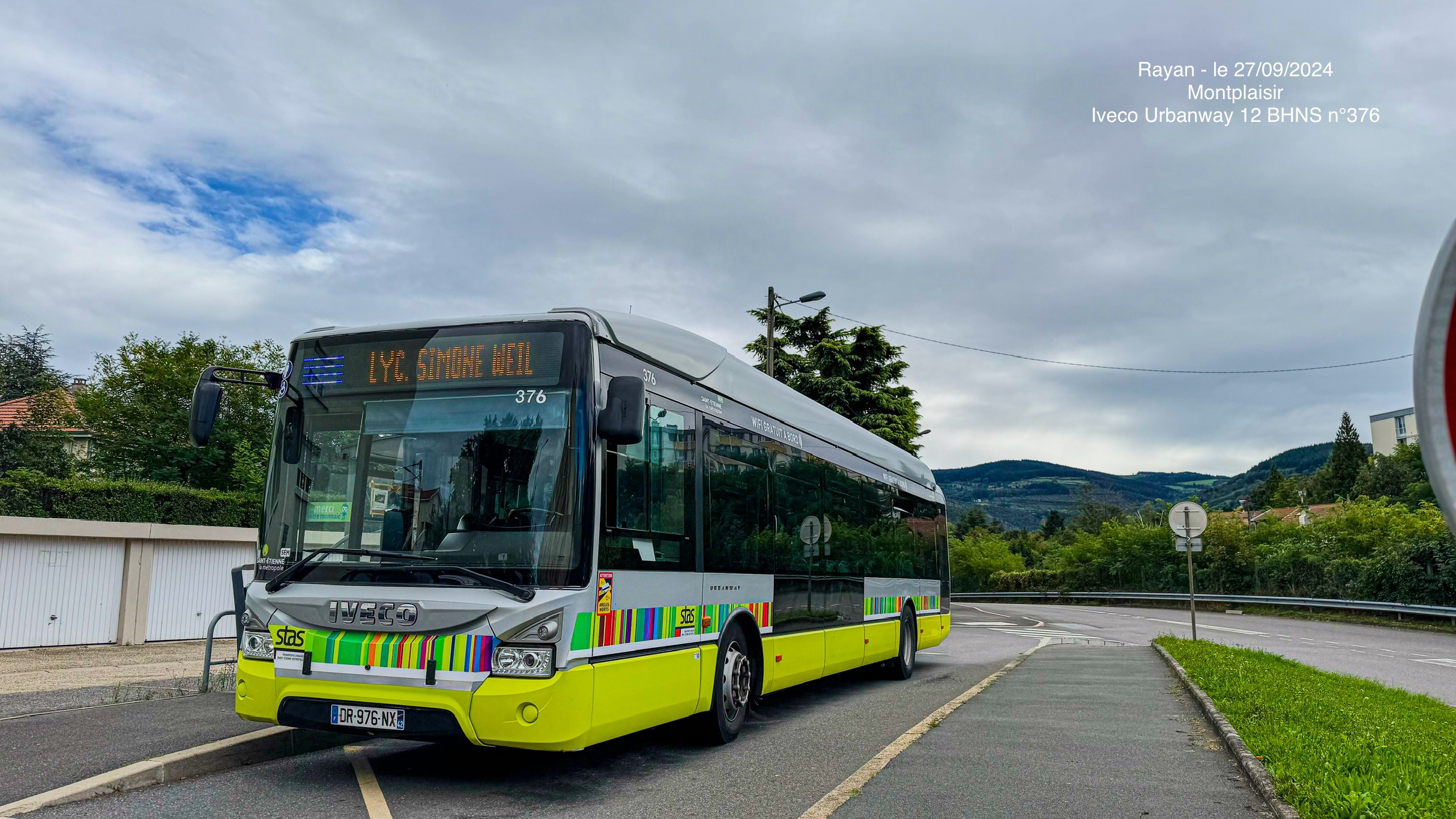
Iveco Bus Urbanway 12 BHNS, n°376 au terminus de la ligne 16, Montplaisir.

- Heuliez Bus GX 327  (12 véhicules)

Les nos 680 à 691 ont été mises en service en mars 2012, ces véhicules appartenaient à l'ex-affrété Flouret et ont été rapatriés à Transdev Saint-Étienne en janvier 2018. Le 690 a été victime d'un accident le 12 février 2021, puis il a été remis en service en juillet 2021. Ces véhicules circulent généralement sur les lignes 13 15 16 17 22 23 40 41 42 43 44 45.

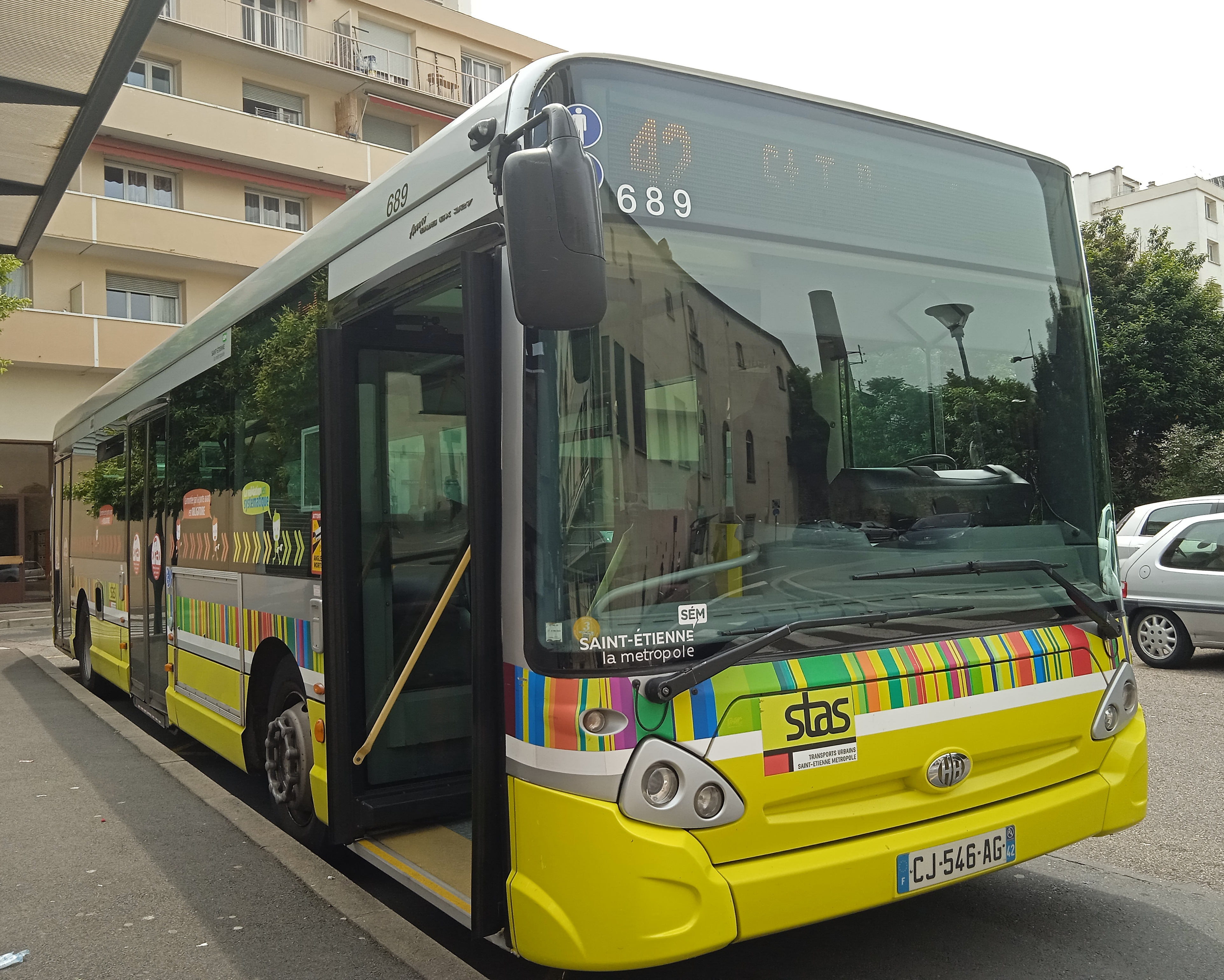
Heuliez Bus GX 327, n°689 sur la ligne 42 (Place du Moulin-Le Poyet)

- Mercedes-Benz Citaro C2  (6 véhicules)

Les nos 294 à 299 ont été mis en service en février 2014. Ces véhicules circulent généralement sur les lignes S6 S9 10  15 16 17 et M6 13 le dimanche.

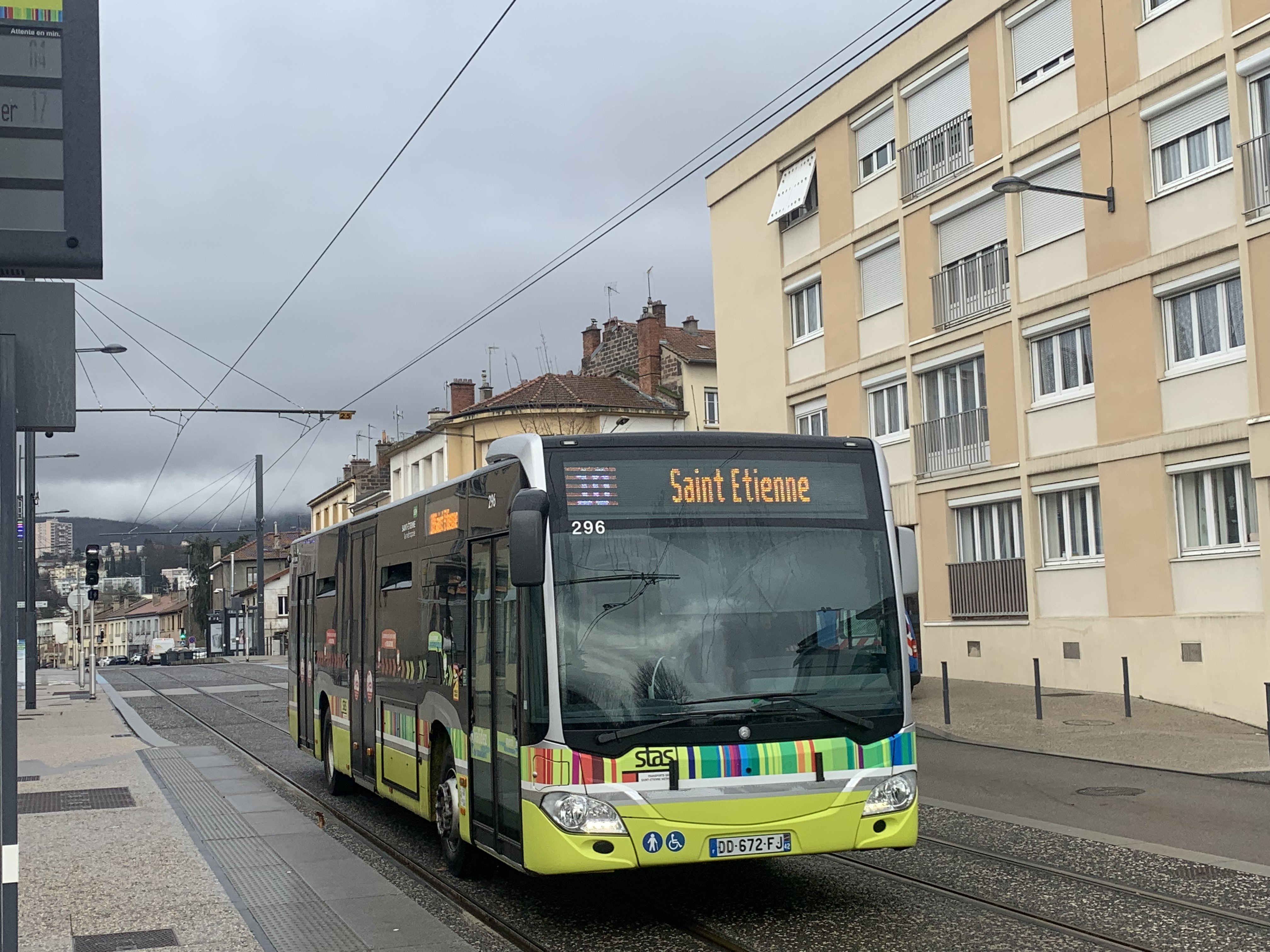
Mercedes Benz Citaro C2 n°296, sur la ligne 10 du réseau STAS direction Place Jean Jaurès. En déviation.

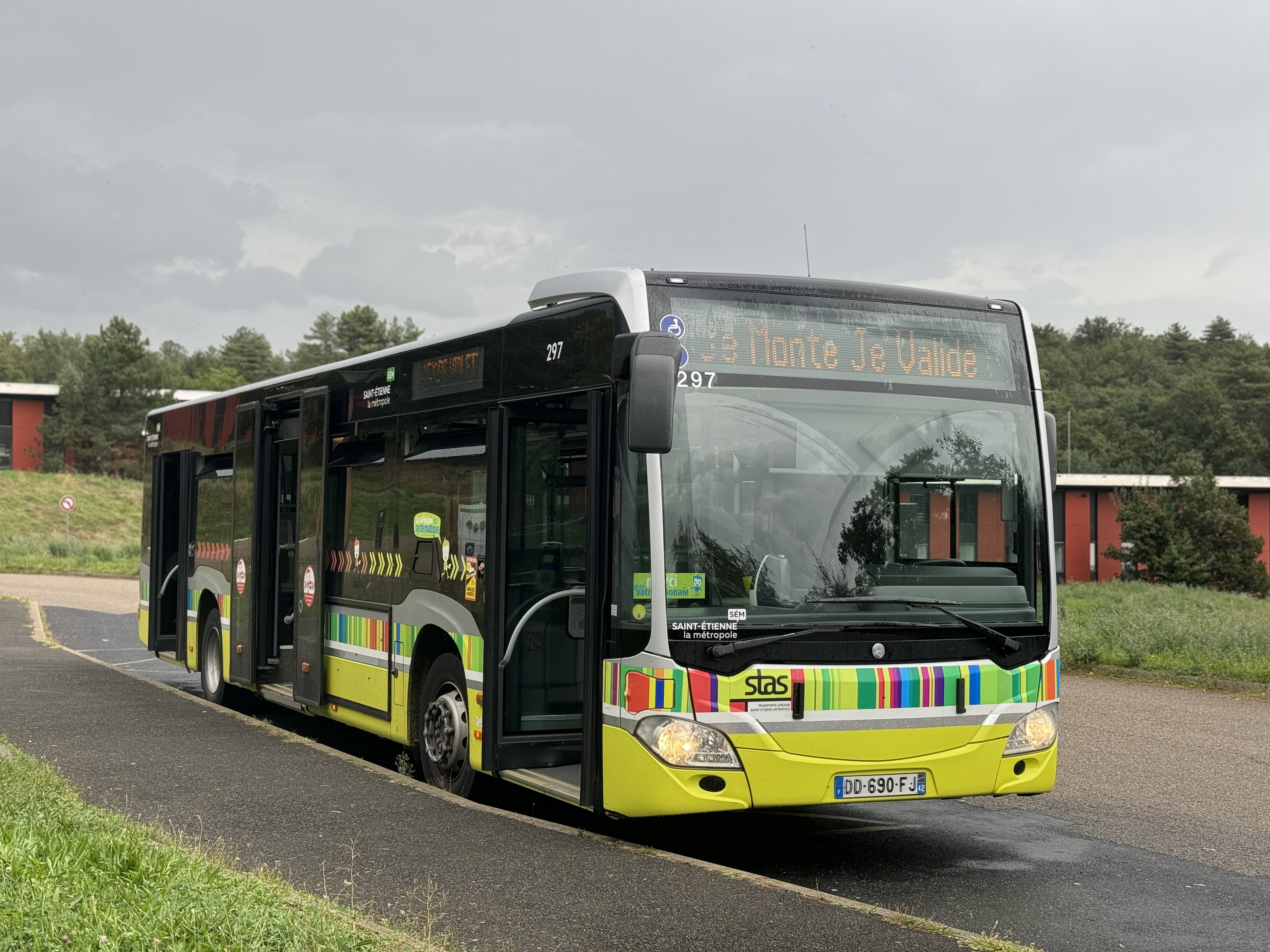
Mercedes-Benz Citaro C2 n°297 au terminus de la ligne 15, Metrotech.

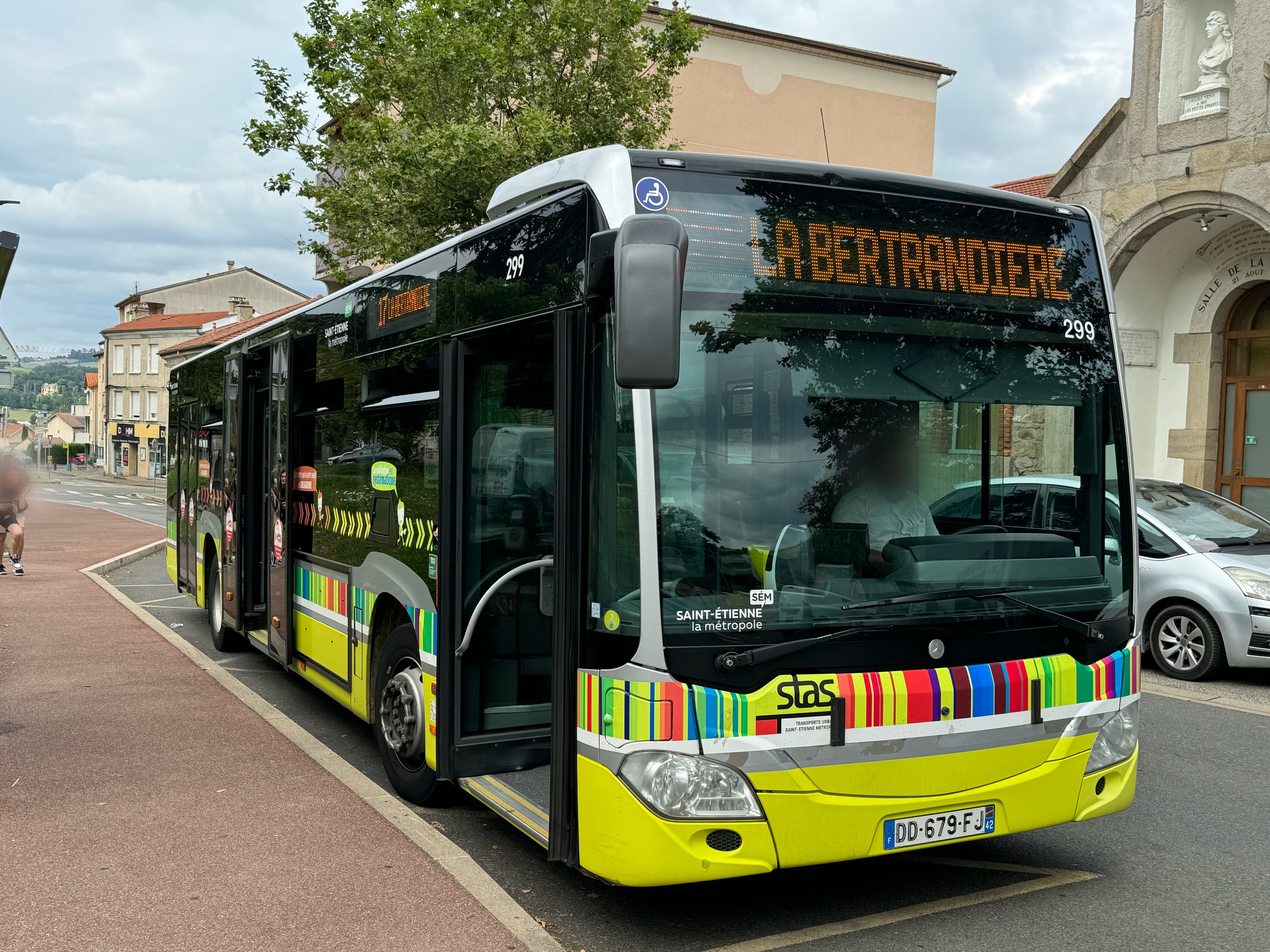
Mercedes-Benz Citaro C2 n°299 au terminus Mairie Villars de la ligne 17.

- Iveco Bus Urbanway 12 BHNS  (6 véhicules)

Les nos 371 à 376 ont été mis en service en février 2015. Ces véhicules circulent généralement sur les lignes  M9 15 16 17 et M6 13 le dimanche.

#### Midibus
- Heuliez Bus GX 117  (1 véhicule)

Le 612 a été mis en service en septembre 2006 sur le réseau Lignes d'Azur (Nice), et il a été rapatrié sur le réseau STAS en juillet 2017. Le 612 circule principalement sur les lignes 12 21 24 et plus rarement sur les lignes  13 17 le dimanche.
- Heuliez Bus GX 127  (8 véhicules)

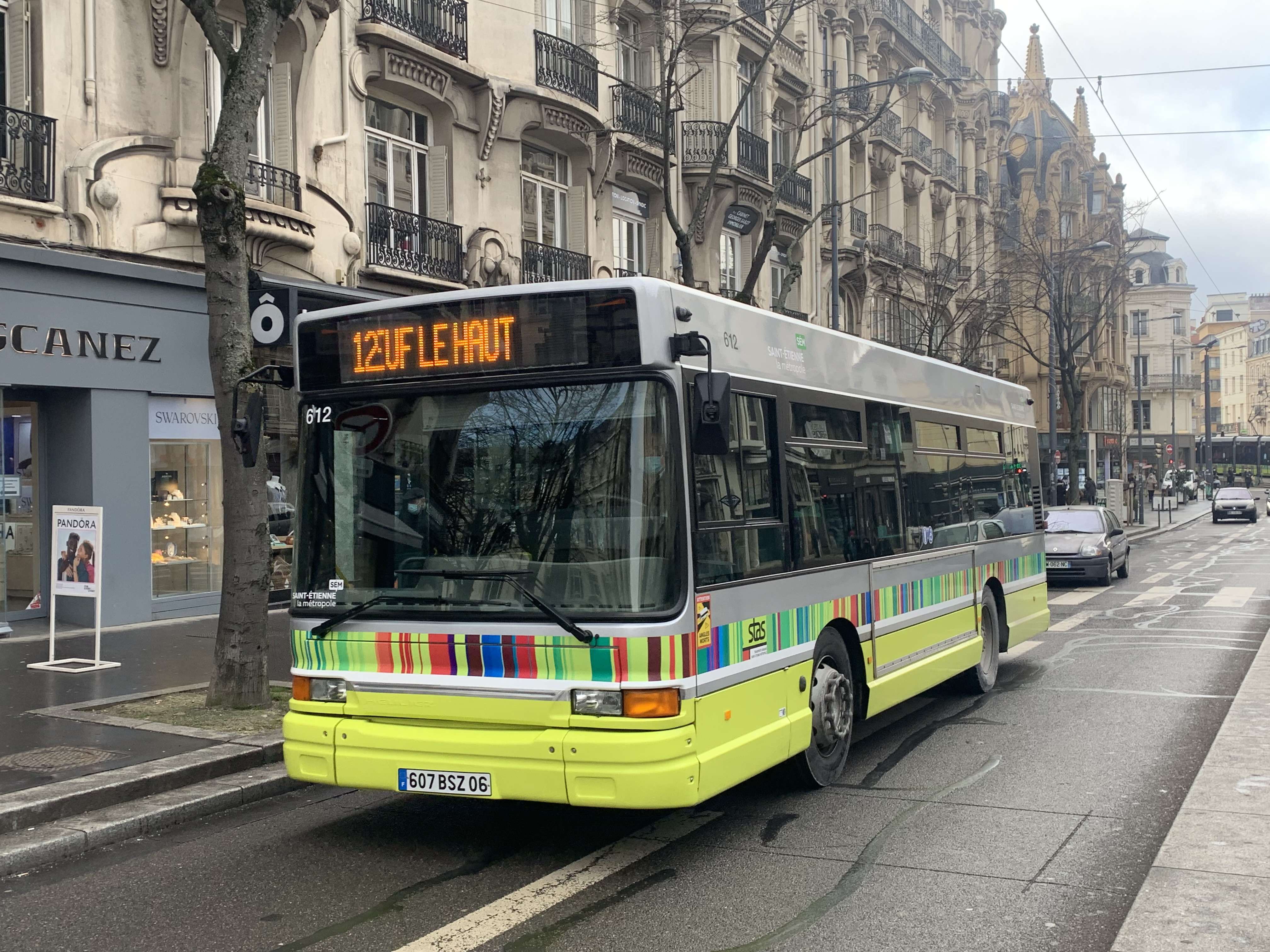
Heuliez Bus Gx 117 €3 vu ici sur la ligne 12 du réseau STAS.

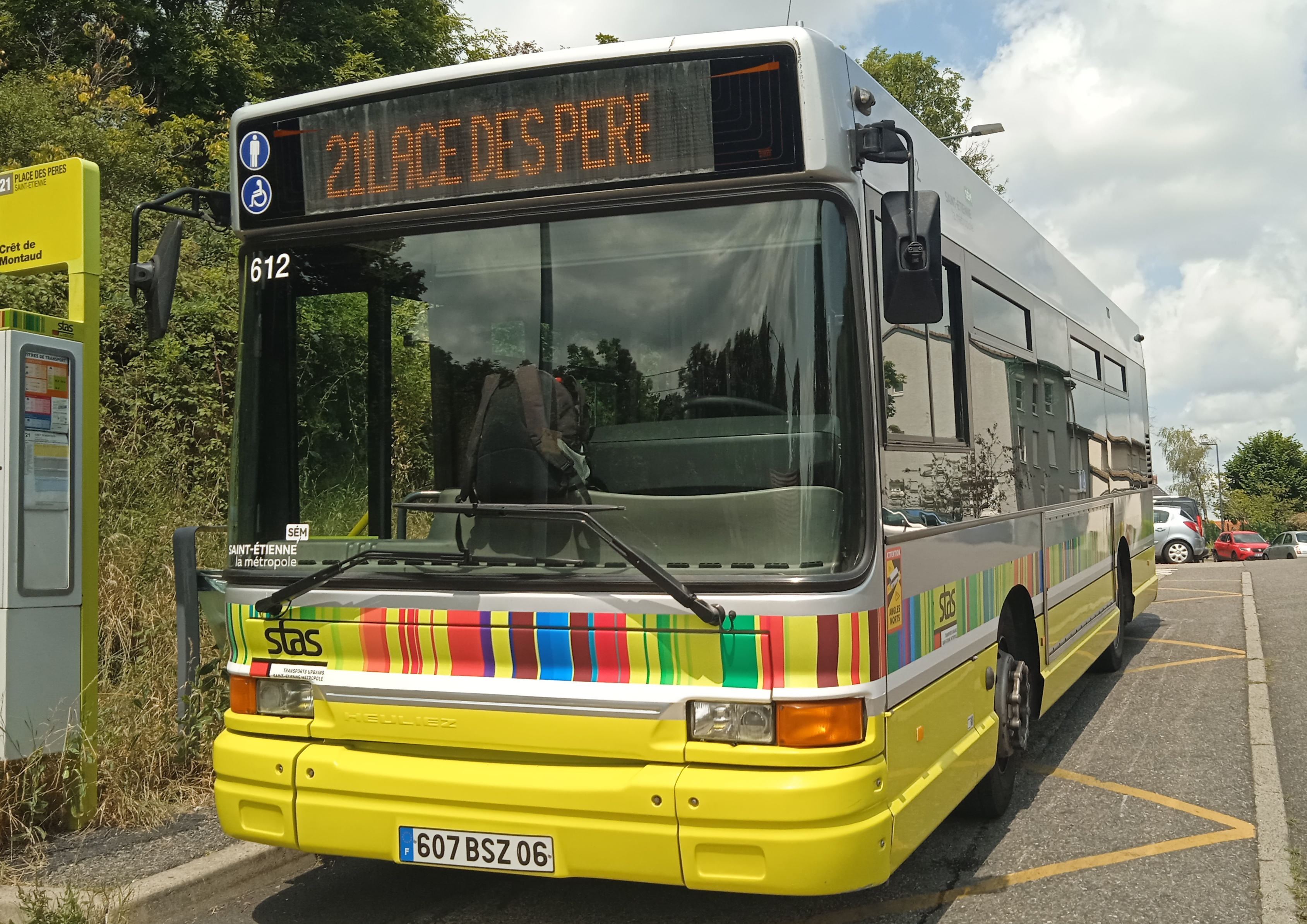
Heuliez Bus GX 117, n°612 au terminus de la ligne 21, Place des Pères.

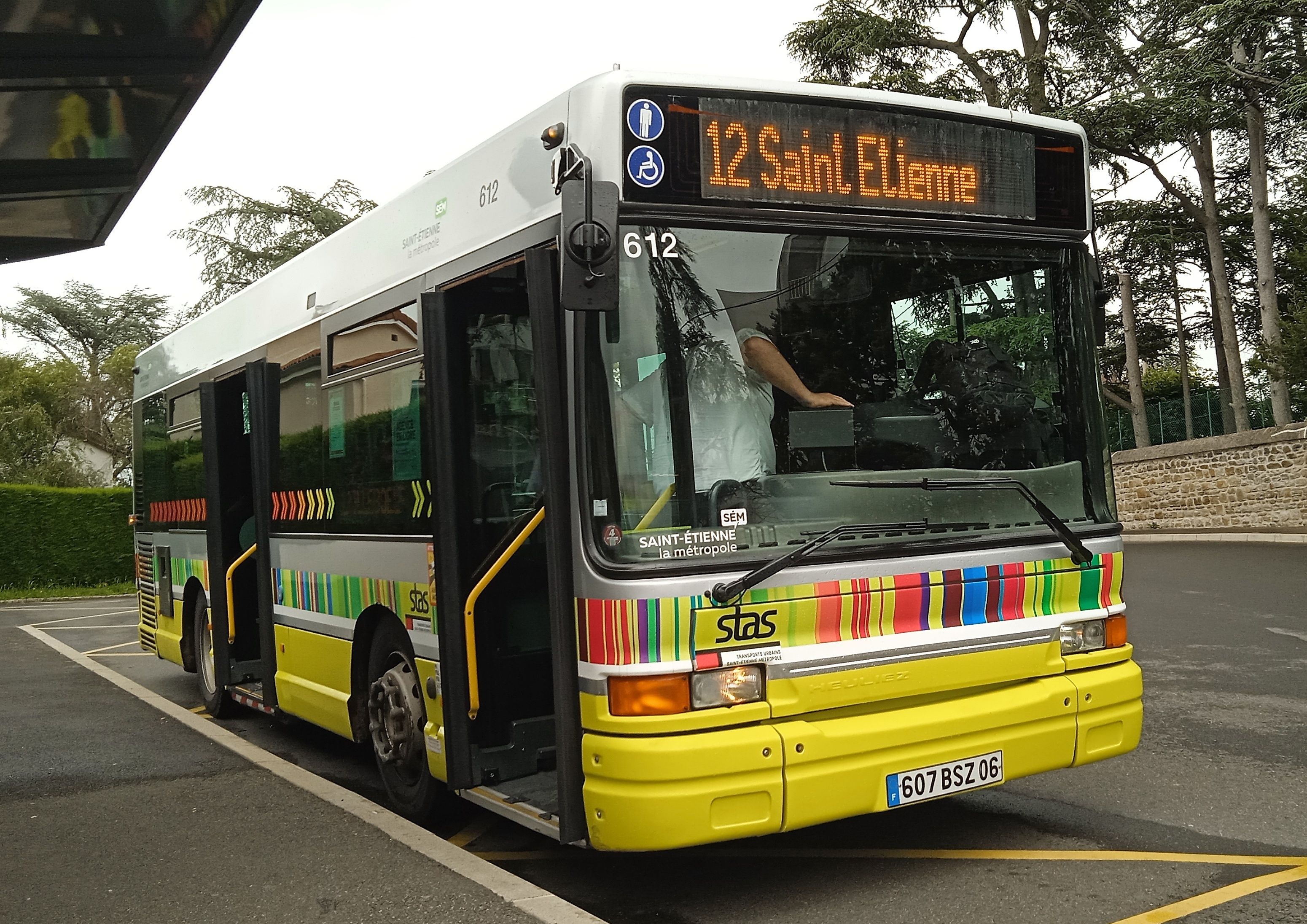
Heuliez Bus GX 117, n°612 au terminus de la ligne 12, Bel Air

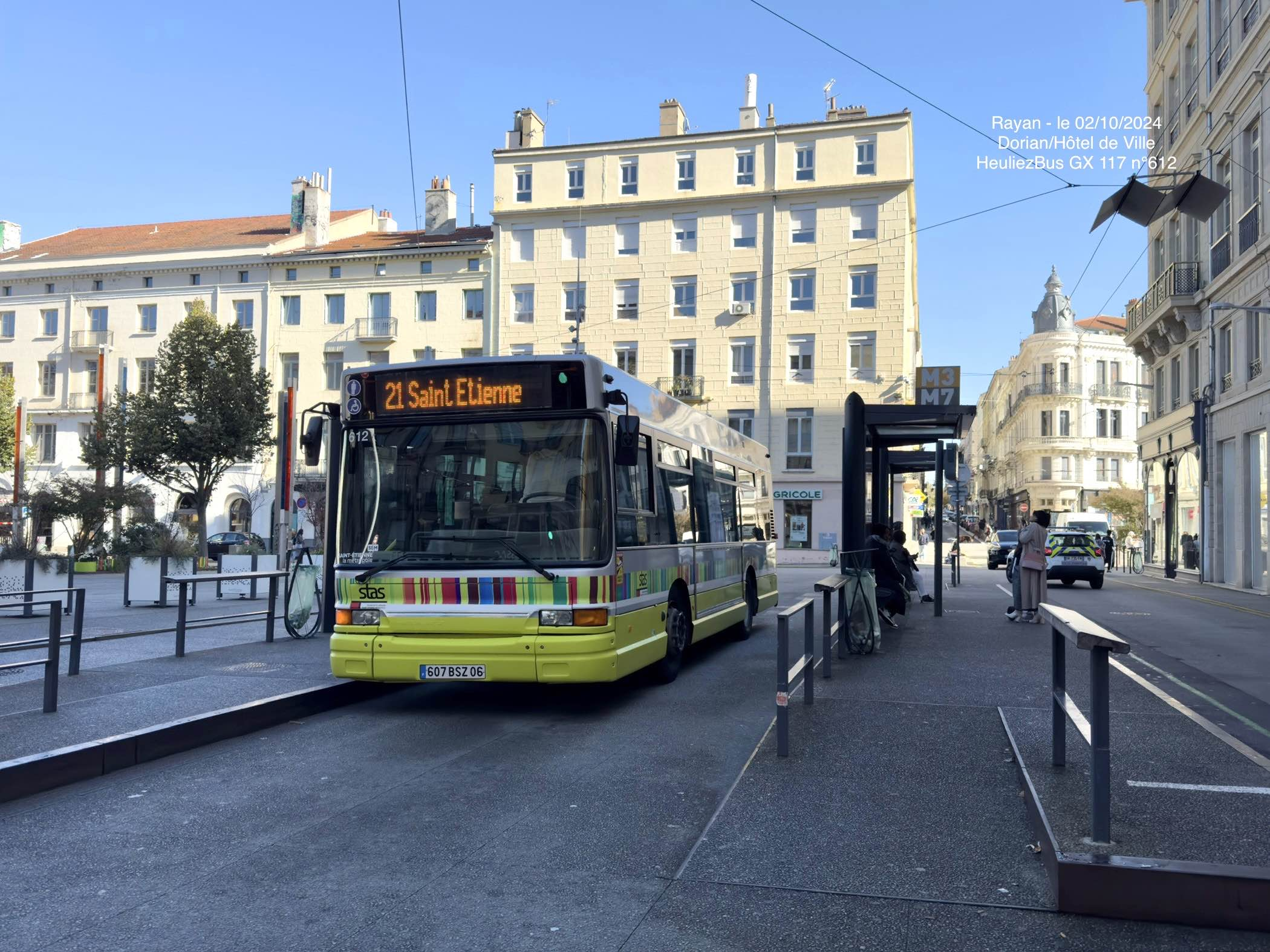
Heuliez Bus GX 117 n°612 à Dorian/Hôtel de Ville sur la ligne 21.

-Les  ont été mis en service en février 2010.

#### Différence entre lesnos623 à 627et lesnos628 à 631
- Éclairage intérieur.

-Les nos 628 et 629 ont été mis en service en 2008 (629) et 2010 (628) sur le réseau Sillages, et ont été rapatriés sur le réseau en 2017. Le 628 a été réformé en avril 2024, à la suite d'une grosse panne moteur, mais le 17 janvier 2025 il est réapparu, et depuis il circule sur les lignes 21 24. Quant au 629, il n'a pas roulé depuis que le 628 a été remis en service.

#### Différences entre lesnos623 à 627et lesnos628 et 629
- Trappe de toit manuelle ;
- Porte arrière battante ;
- Rétroviseurs manuels ;
- Pas de DEV ;
- Climatisation intégrale ;
- Pas de chauffage auxiliaire ;
- Format de girouette (plus grande), seulement pour le 629 ;

-Les nos 630 et 631 ont été mis en service en mars 2011 et en juin 2012, ces véhicules appartenaient au sous-traitant Flouret Tourisme et ont été repris par Transdev Saint-Étienne en janvier 2018.

#### Différences entre lesnos623 à 627et lesnos630 et 631
- Écran central, identique à ceux des Heuliez Bus GX 327 ;
- Porte arrière battante ;
- Catadioptre LED ;
- Pas de compte tours ;
- Format de girouette (plus grande) ;
- Deux trappes de toit ;
- Sellerie différente.

Ces véhicules circules sur les lignes 12 21 24 et  17 le dimanche.
- Heuliez Bus GX 137 E  (2 véhicules)

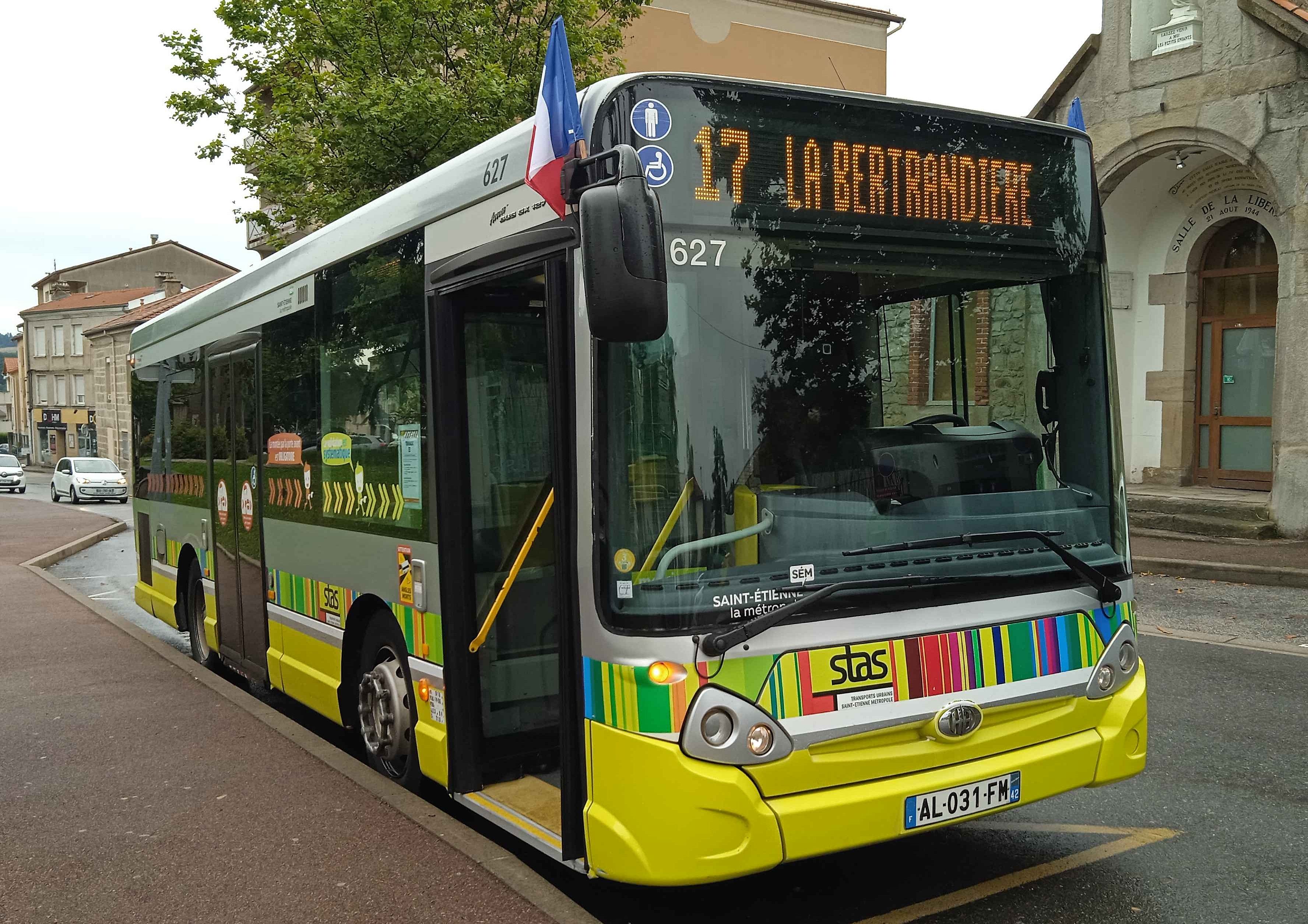
Heuliez Bus GX 127, n°627 sur la ligne 17 (Mairie Villars-La Bertrandière).

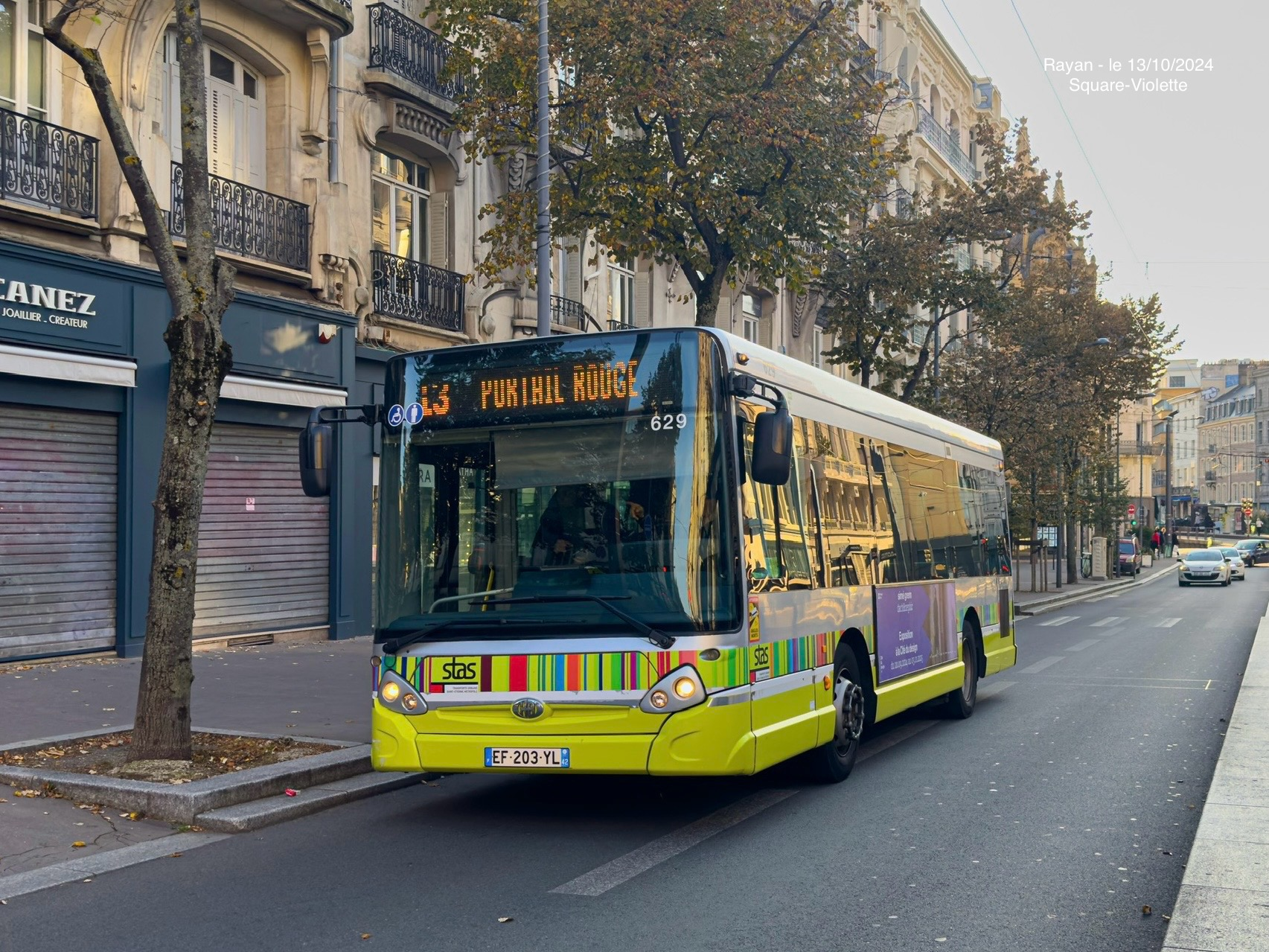
Heuliez Bus GX 127 n°629 sur la ligne 13 à Square-Violette

Les nos 6004 et 6005 ont été mis en service en décembre 2023 et circulent exclusivement sur la ligne 12, sauf le 17 mars 2025, où le 6005 a été affecté à la ligne 17, le 22 juin 2025, où le 6005 a été affecté à la ligne 16

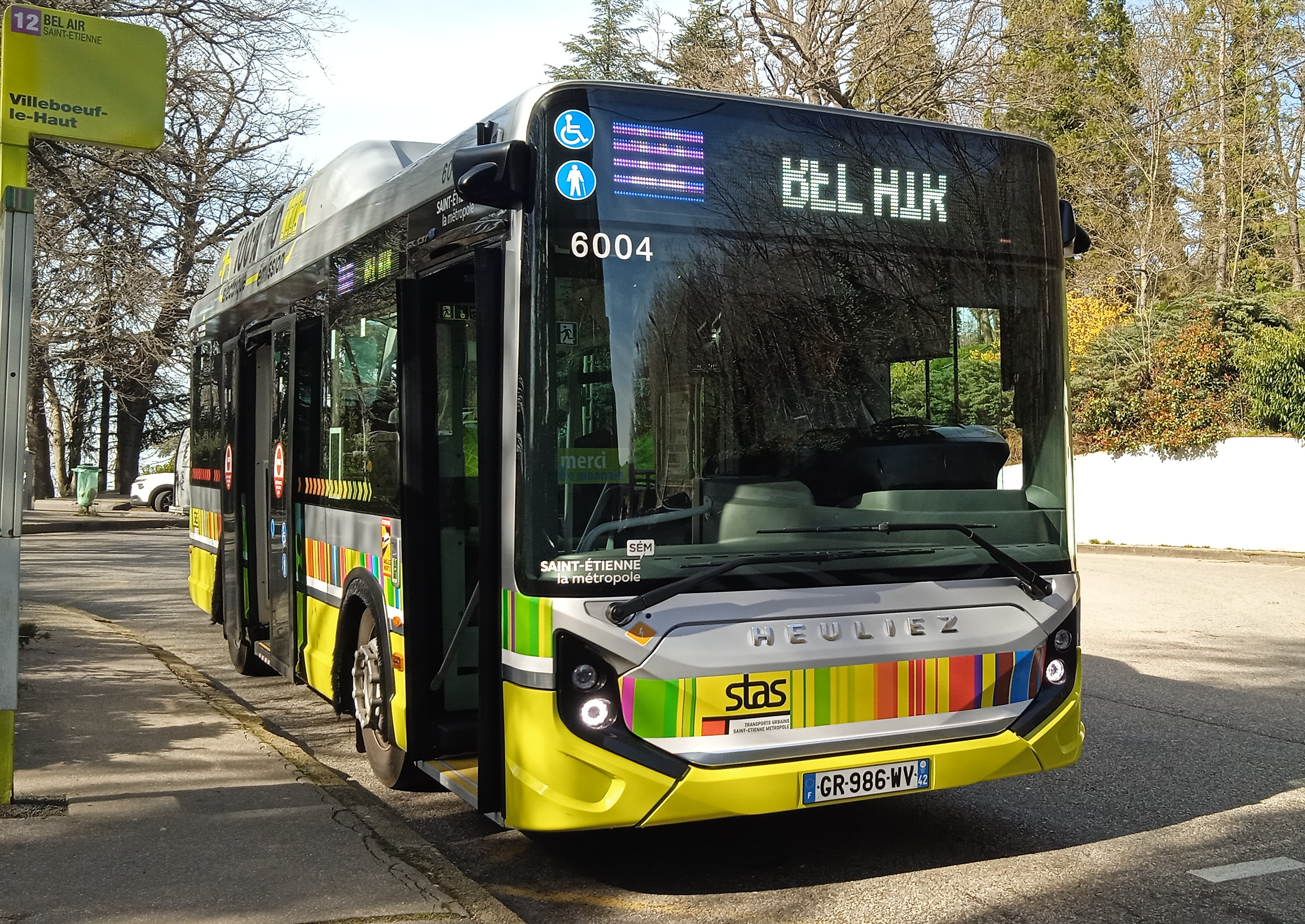
HeuliezBus GX 137 ELEC, n°6004 sur la ligne 12 (Bel Air-Villebœuf-le-Haut)

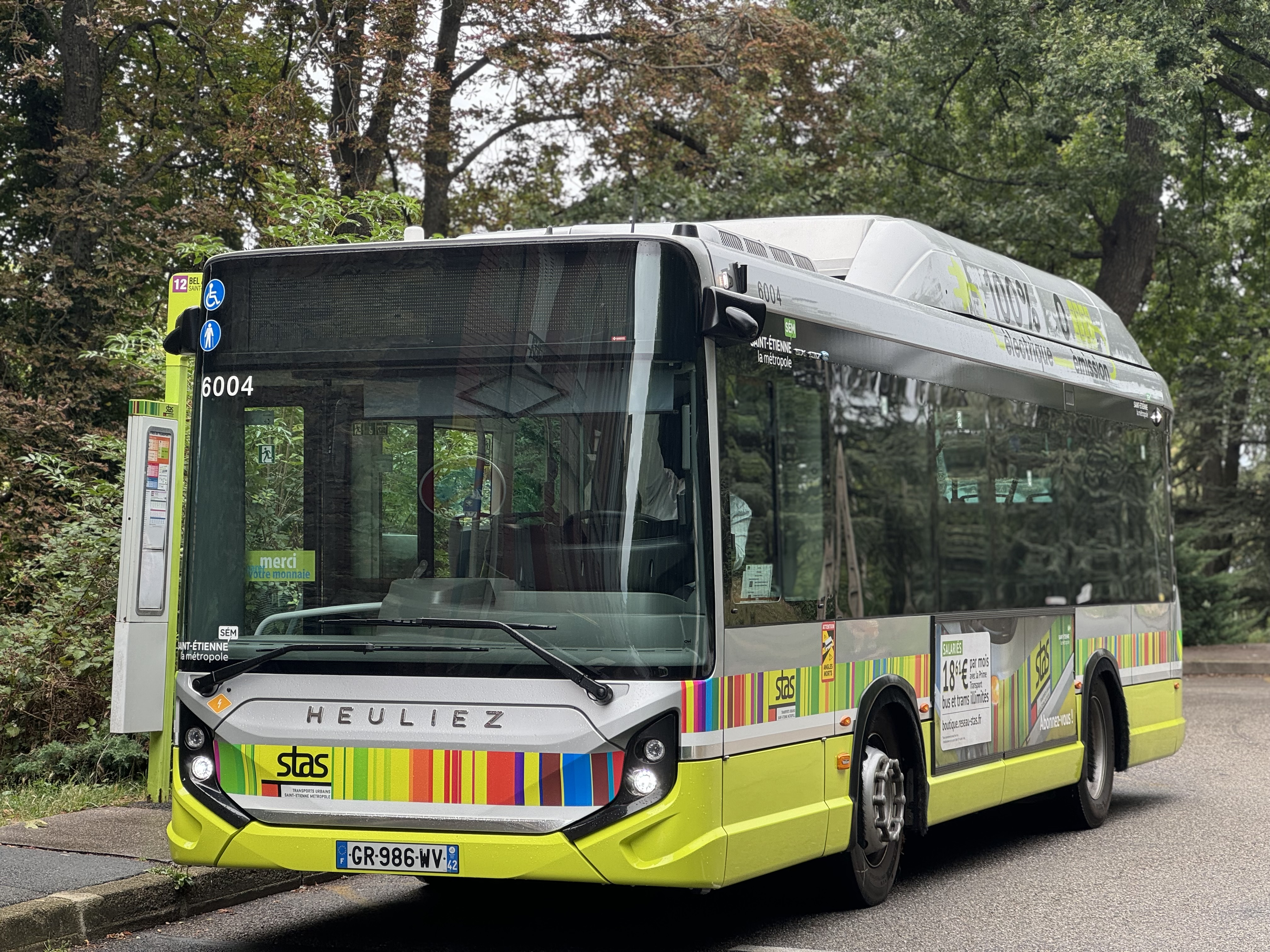
Heuliez Bus GX 137 ELEC n°6004 au terminus Villebœuf-le-Haut de la ligne 12.

 et aussi le 22 juin 2025, où le 6004 aurait probablement été affecté sur la ligne 37.

##### Minibus
- Dietrich Noventis 420  : no 611

| Modèle             | Constructeur(s) | Nombre | Numéros de parc et remarques             | Affectations | Photo |
| ------------------ | --------------- | ------ | ---------------------------------------- | --- | ----- |
| Dietrich véhicules | Noventis 420    | 1      | Mise en service en janvier 2008 - no 611 | Formation CFA Transdev - Utilisé pour des usages spéciaux, notamment pour le CFA Transdev et lors de matchs au Stade Geoffroy-Guichard. |       |

##### Véhicule destiné aux services spéciaux
| Modèle     | Constructeur(s) | Nombre | Numéros de parc et remarques | Affectations |
| ---------- | --------------- | ------ | --- | ------------ |
| Agora S €2 | Renault V.I.    | 1      | - Portait le numéro G30 sur l'ancien réseau de transports urbains Belfort Delle et Territoire. - Puis ce bus portait le numéro 204 sur le réseau Astuce de Rouen. - Actuellement, cet Agora S ne porte pas de numéro dans le territoire stéphanois. - A été utilisé en tant que centre de dépistage du Covid-19 en 2020 et 2021. | Aucune.      |

#### Parc des affrétés

##### Cars Bierce
| Constructeur  | Modèle       | Type     | Nombre | Numéros de parc et remarques                                                                          | Affectations |
| ------------- | ------------ | -------- | ------ | --- | ------------ |
| Mercedes-Benz | Sprinter III | Minibus  | 3      | Mise en service en 2014 et 2018 et rapatriés sur le réseau en 2022 - Numéro(s) inconnu(s)             | 103 105 106  |
| Mercedes-Benz | Intouro      | Autocars | 4      | Mise en service en 2011, 2014, 2016 et 2017 et rapatriés sur le réseau en 2022 - Numéro(s) inconnu(s) | 103 106      |

##### SRT
- Opel eVivaro (1 véhicule) Minibus

Le 211 (numéro de parc de SRT) a été mis en service en 2023, il roule sur la ligne Taxi 4

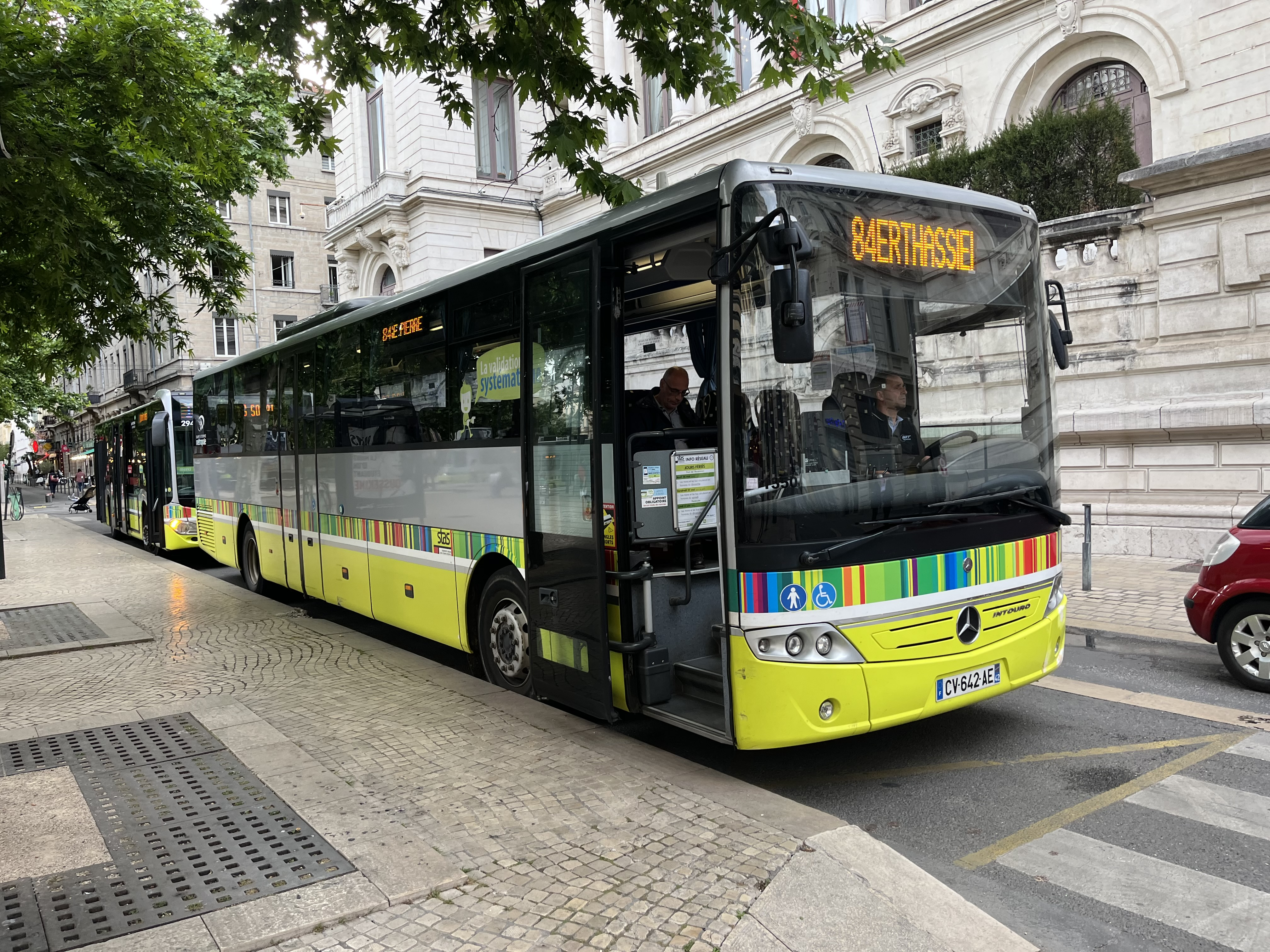
Mercedes Intouro n°1350 sur la ligne 84 du réseau STAS vu ici Place Jean Jaurès. Véhicule appartenant au sous-traitant SRT (numéro 152)

- Mercedes-Benz Intouro  (4 véhicules) Autocar standard

Les n°1340 et 1348 à 1350 ont été mises en services entre 2013 et 2017. Ces véhicules circule sur les lignes  83 84 85.
Numéros de parc SRT
- 151 (1349)
- 152 (1350)
- 153 (1348)
- 178 (1340)Mercedes Intouro n°1350 sur la ligne 84 du réseau STAS vu ici Place Jean Jaurès. Véhicule appartenant au sous-traitant SRT (numéro 152)

- MAN Lion's Intercity  (4 véhicules) Autocar standard

Les n°1352 à 1353 ont été mises en services entre 2023. Ces véhicules circule sur les lignes  81 84 85.
Numéros de parc SRT
- 201 (1353)
- 202 (1352)Man Lion's Intercity, à Chateaucreux

| Constructeur  | Modèle        | Type      | Nombre | Numéros de parc et remarques                                                                     | Affectations                   | Photo(s) |
| ------------- | ------------- | --------- | ------ | ------------------------------------------------------------------------------------------------ | ------------------------------ | --- |
| Setra         | S 415 NF      | Standards | 1      | Mise en service en 2012 - no 1345 - Numéros de parc SRT : 147 (1345) - En cours de remplacement. | M2 83 84 85 et 10 durant l'été | Setra S 415 NF n.1341 sur la ligne 14 du réseau STAS au terminus Sorbiers Grand Quartier attendant son départ pour la gare de St Étienne Châteaucreux. Véhicule du sous traitant SRT, ayant quitté le réseau fin 2023. |

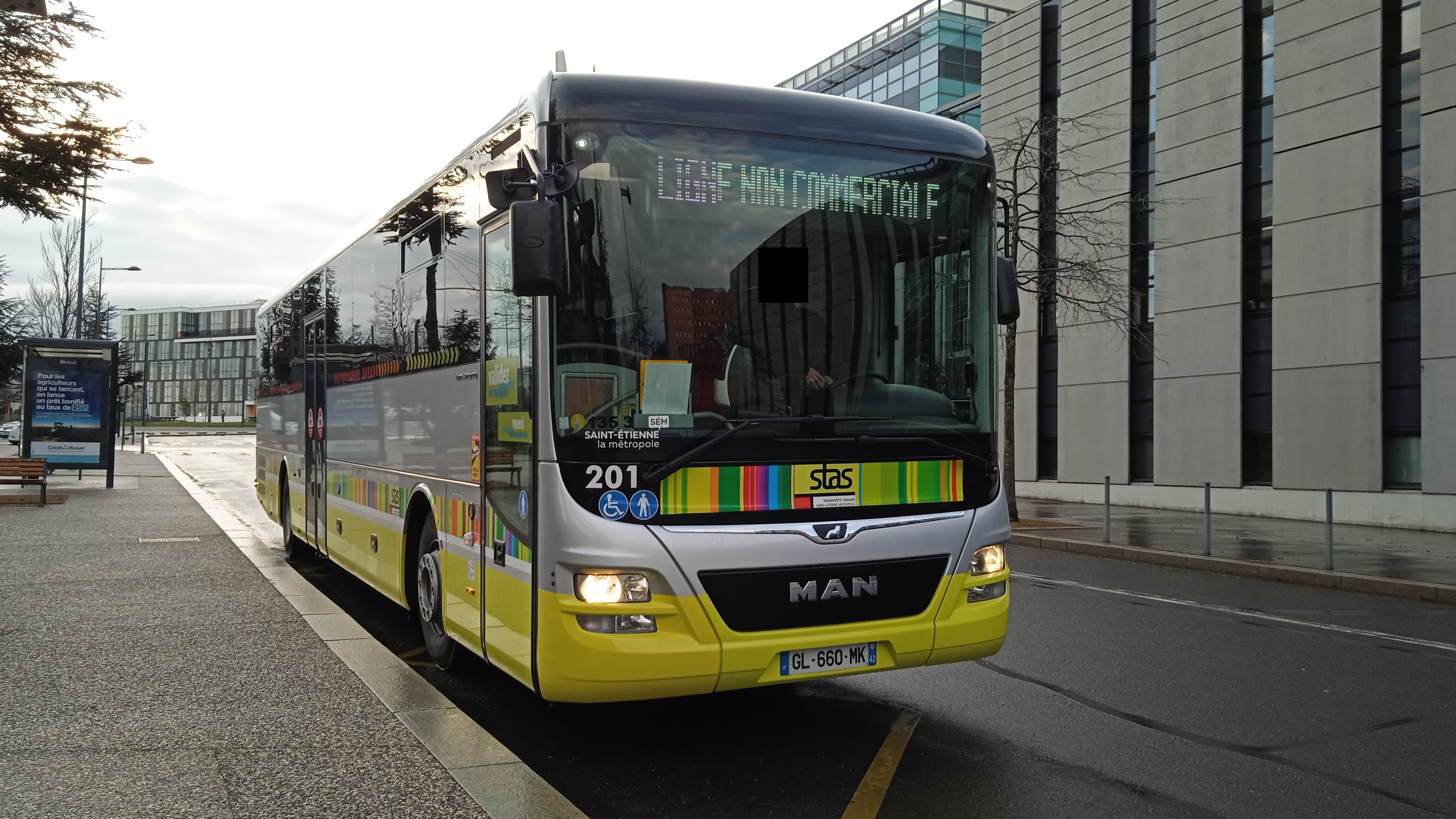
Man Lion's Intercity, à Chateaucreux

| Iveco Bus     | Urbanway 12   | Standards | 2      | Mise en service en 2017 - nos 1300 et 1301 - Numéros de parc SRT : 179 (1300) et 180 (1301)      | M2                             | Iveco Bus Urbanway 12 n°1300 sur la ligne M2 du réseau STAS vu ici au terminus Gare de Firminy attendant son départ pour La Metare. Véhicule appartenant au sous-traitant SRT.                                         |
| Mercedes-Benz | Citaro C2     | Standards | 4      | Mise en service en 2023 - nos 1341, 1342 et 1346, 1347 - Numéros de parc SRT : 203 à 206         | 14 83 84 85 et 10 durant l'été | Mercedes Benz Citaro C2, sur la ligne 14 |
| Mercedes-Benz | Intouro III M | Autocars  | 2      | Mise en service en 2023 - nos 1343 et 1344 - Numéros de parc SRT : 207 et 208                    | 83 84 85                       | |

##### Trans'Roche
| Constructeur  | Modèle                | Type      | Nombre | Numéros de parc et remarques | Affectations                                  | Photo(s)                                                                                     |
| ------------- | --------------------- | --------- | ------ | --- | --------------------------------------------- | -------------------------------------------------------------------------------------------- |
| Setra         | S 415 NF              | Standards | 3      | Mise en service en 2012 - nos 1313 et 1314 - Le n° 1315, numéroté Trans'Roche 104, est l'ex-n° 139 SRT datant de janvier 2011 racheté par Trans'Roche en 2015, il quitte le réseau fin 2023. - Les n° 1313 et 1314 portent les numéros de parc Trans'Roche 102 et 103. | 73 107 109 et M2 (Réserve) et 36 Durant l'été | Setra S 415 Nf n°1313 (trans'roche)                                                          |
| Mercedes-Benz | Mercedes-Benz Intouro | Autocars  | 2      | Mise en service en 2013 et 2022 - nos 1317 et 169 - Le n° 169 (nomenclature de la SRT) a été mis en service en 2016 et est un ex-SRT qui a roulé sur le réseau Cars Région Loire jusqu'en 2022. - Le n° 1317 portent le numéro de parc Trans'Roche 106. Le n° 1318, réformé en juin 2023, portait le numéro de parc Trans'Roche 107.                                                         | 73 74 107 109                                 |                                                                                              |
| Iveco Bus     | Urbanway 12           | Standards | 3      | - Mise en service en 2017. - nos 1302, 1306 et 1307 - Les Urbanway 12 de la ligne M2 sont les 1300-1311 et sont exploités en groupement entre SRT, Trans'Roche et Philibert Transport. Le 1302 a le numéro de parc Trans'Roche n°112 ; les 1306, 1307 et 1308, 113, 114 et 115. - L'Urbanway 12 n°1308 (115) a été retiré du service fin 2022 à la suite d'un problème de boîte de vitesses. | M2 et 36 Durant l'été                         | Iveci Bus Urbanway 12, n°114 sur la ligne M2 · Iveci Bus Urbanway 12 BHNS STAS (Trans'Roche) |
| Peugeot       | Traveller             | Minibus   | 1      | - Mise en service en 2021. - no 1324 (122) | 107 108 109                                   |                                                                                              |
| Renault       | Trafic                | Minibus   | 1      | - Mise en service en 2009. - no 1325 (105) | 107 108 109                                   |                                                                                              |
| Mercedes-Benz | Citaro C2             | Standard  | 2      | - Mise en service en 2023 et 2024. - nos 1308 et 1315 (125 et 124) | M2 107                                        |                                                                                              |

- Mercedes Benz Intouro III M Hybrid  (1 véhicule)

Le no 1316 (no 242) a été mis en service en février 2025. il circule sur les lignes 73 107 et  M2 mais seulement pour un renfort scolaire entre Cimetière et Gare Firminy.

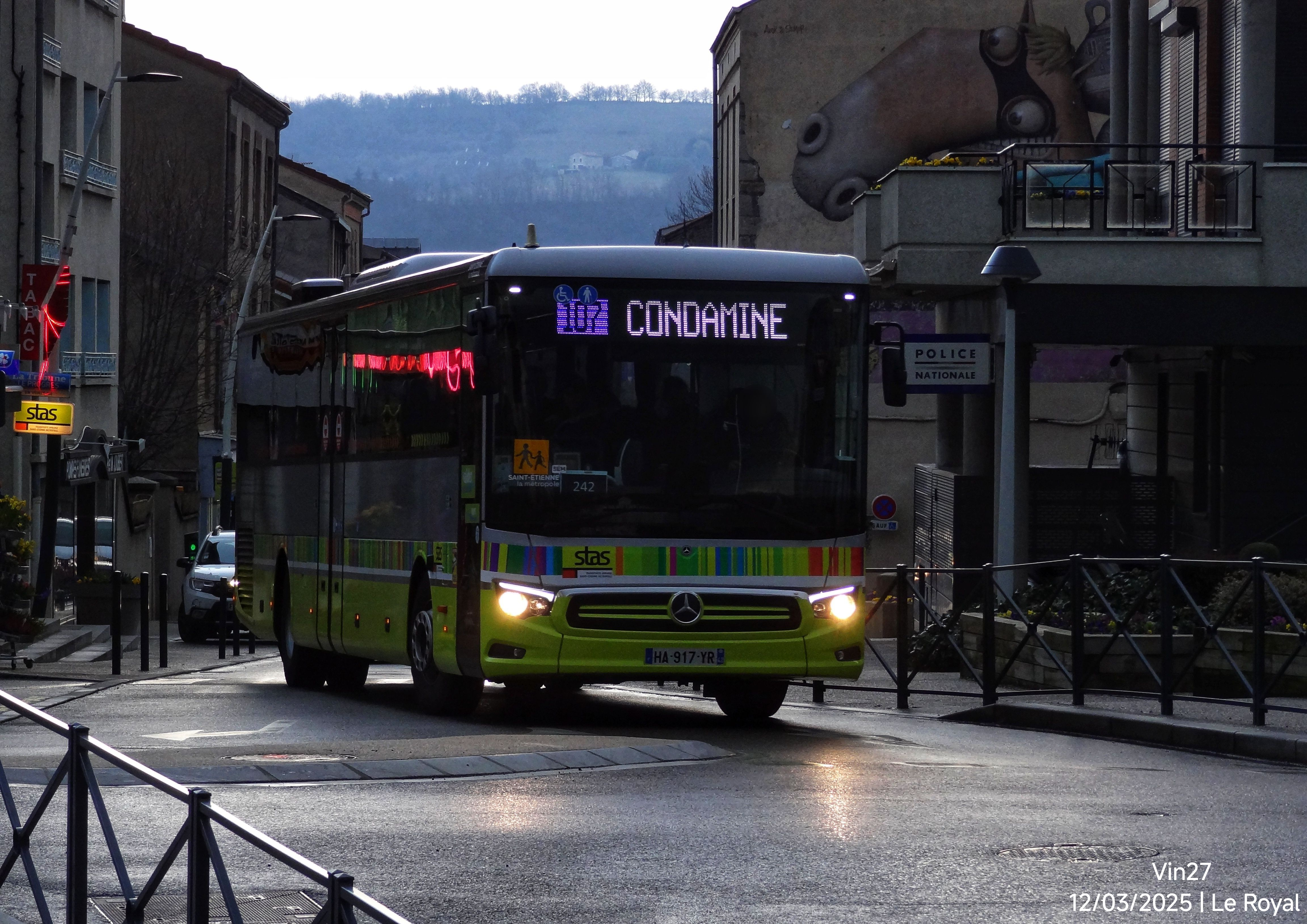
Mercedes Benz Intouro III M Hybrid, n°1316, sur la ligne 107, en direction de Condamine.

##### KeolisPays du Forez
| Constructeur  | Modèle                   | Type             | Nombre | Numéros de parc et remarques | Affectations                                  | Photo(s) |
| ------------- | ------------------------ | ---------------- | ------ | --- | --------------------------------------------- | --- |
| Mercedes-Benz | Citaro C2                | Standards        | 24     | Mise en service en 2017 - nos 1000 à 1023 | M5 25 40 78 (doublages scolaires ou renforts) | Mercedes Benz Citaro C2, n°1021 au terminus de la ligne 30                                                             |
| Heuliez Bus   | GX 337                   | Standards        | 3      | Mise en service en 2017 - Le no 1100 sert de réserve au dépôt du Chambon-Feugerolles, pour les lignes 30 et 32; - Les nos 1101 et 1102 sont affectés au dépôt de Saint-Étienne pour rouler sur la ligne M5. | M5                                            | Heuliez Bus GX 337 du réseau STAS n°1100 au terminus Michalière de la ligne 30 attendant son départ pour Le Pertuiset. |
| Heuliez Bus   | GX 337 ELEC              | Standards        | 8      | Mise en service en 2024 - nos 5001 à 5008 | 30 32                                         | |
| Heuliez Bus   | GX 137                   | Midibus          | 1      | Mise en service en 2017 - n°1110 - Le no 1108 a été victime d'un incendie criminel en juillet 2023. - Les nos 1107 et 1109 ont quitté le réseau en janvier 2024 afin de rejoindre le réseau TCL.            | 32 33 34 70                                   | |
| Heuliez Bus   | GX 127                   | Midibus          | 1      | Mise en service en 2013 et rapatriés sur le réseau en 2022. - n°1112 - Midibus climatisés provenant du réseau Libébus de Salon-de-Provence. - Le no 1111 est parti chez RLV Mobilités en mai 2024.          | 33 34 70                                      | Heuliez Bus GX 127, n°1111 sur la ligne 70                                                                             |
| Heuliez Bus   | GX 137 E                 | Midibus          | 2      | Mise en service en novembre 2023 (Le no 6001 a été définitivement retiré du service, à la suite d'un accident survenu le 4 mars 2024). - nos 6002 et 6003                                                   | 33 34 70                                      | |
| Mercedes-Benz | Citaro G Facelift        | Articulé         | 1      | Mise en service en 2012 - no 1024 | M5                                            | Mercedes-Benz Citaro G Facelift n°1024 du réseau STAS de la compagnie Keolis sur l’ancienne ligne 58 à Rive-de-Gier.   |
| Irisbus       | Irisbus Crossway LE City | Autocar standard | 1      | Mise en service en 2011, rapatrié sur le réseau en 2022 - no 1113 | 57 25 (renfort)                               | |
| Mercedes-Benz | Citaro K C2              | Midibus          | 1      | Mise en service en 2015 et rapatrié sur le réseau en 2024. - no 1114 | En réserve                                    | |
| Mercedes-Benz | Intouro                  | Standards        | 2      | Mise en service en 2009 et rapatriés sur le réseau en 2024. - nos 1115 et 1116 | 57                                            | |

##### Philibert
| Constructeur | Modèle           | Type      | Nombre | Numéros de parc et remarques | Affectations |
| ------------ | ---------------- | --------- | ------ | --- | ------------ |
| Iveco Bus    | Urbanway 12      | Standards | 6      | - nos 1303 à 1305, 1309 à 1311 - Ligne exploitée en groupement entre SRT, Trans'Roche et Philibert Transport avec les Urbanway 12 1300 à 1311 partagés entre les trois compagnies. - Mise en service en 2017 | M2           |
| Setra        | S 415 NF         | Standards | 1      | - no 1312 - Ancien véhicule de l'affrété Trans'Roche mis en service en 2011. | M2           |
| Iveco Bus    | Crossway Line NP | Autocar   | 2      | - Mis en service en 2021 - Numérotés 1474 et 1475 Philibert. Livrée Cars Région/STAS. Véhicules au gaz naturel.                                                                                              | C2           |

##### Maisonneuve
| Constructeur  | Modèle            | Type     | Nombre | Numéros de parc et remarques | Affectations | Photo(s)                                                          |
| ------------- | ----------------- | -------- | ------ | --- | ------------ | ----------------------------------------------------------------- |
| Mercedes-Benz | Intouro           | Autocars | 5      | - Mise en service en 2012 - nos 1403, 1405 et 1407 à 1409 - Le n°1404 a été victime d'un incendie criminel à Saint-Chamond en novembre 2023.                                                | 46 47        |                                                                   |
| Iveco Bus     | Crossway LE       | Autocar  | 3      | - Mise en service en 2017 - nos 1400 à 1402 | 47           |                                                                   |
| Volvo         | 8700 RLE          | Autocar  | 1      | - Mise en service en 2008 - no 1406 | 46 47        |                                                                   |
| Van Hool      | T 915 TL          | Autocar  | 1      | - Mise en service en 2010 et rapatrié sur le réseau en 2023 - no 332 | 46 47        |                                                                   |
| Iveco Bus     | Crossway Pro      | Autocar  | 1      | - Mise en service en 2016 et rapatrié sur le réseau en octobre 2019 - no 1410 - Véhicule de réserve qui faisait partie de la série de Crossway Pro 1410 à 1414. Seul celui-ci est conservé. | C1           |                                                                   |
| Iveco Bus     | Crossway Line GNV | Autocar  | 6      | - Mise en service en 2020 - nos 1411 à 1414 et 1416 | C1           | Iveco Bus Crossway Line NP au dépôt de Saint-Symphorien-sur-Coise |
| Iveco Bus     | Crossway Pop      | Autocar  | 1      | - Mise en service en 2014 et rapatrié sur le réseau en octobre 2019 - no 1415 | C1           |                                                                   |

##### Groupe Les Cars de la Vallée / Thévenet Autocars
| Constructeur | Modèle        | Type     | Nombre | Numéros de parc et remarques                                     | Affectations   |
| ------------ | ------------- | -------- | ------ | ---------------------------------------------------------------- | -------------- |
| Iveco Bus    | Crossway Line | Autocar  | 4      | - Mise en service en 2017 et 2023 - nos 1430, 1431, 1434 et 1435 | 48 78 79 81 82 |
| Iveco Bus    | Crossway LE   | Standard | 1      | - Mise en service en 2017 - no 1432                              | 41 48 82       |
| Otokar       | Navigo U      | Autocar  | 2      | - Mise en service en 2023 - nos 1440 et 1441                     | 77 78          |
| Fiat         | Ducato Maxi   | Minibus  | 1      | - Mise en service en 2019                                        | 104 Taxi 3     |
| Iveco        | Daily Line    | Minibus  | 2      | - Mise en service en 2018 et rapatriés sur le réseau en 2022     | 102            |

##### Voyages Sessiecq
| Constructeur  | Modèle    | Type     | Nombre | Numéros de parc et remarques                                                    | Affectations | Photo(s) |
| ------------- | --------- | -------- | ------ | ------------------------------------------------------------------------------- | ------------ | -------- |
| Mercedes-Benz | Intouro L | Autocars | 2      | - Mise en service en 2016 et rapatriés sur le réseau en 2020 - nos 1701 et 1702 | 68 69        |          |

##### Chazot (+ Flouret)
| Constructeur  | Modèle                | Type      | Nombre | Numéros de parc et remarques | Affectations                                 | Photo(s)                |
| ------------- | --------------------- | --------- | ------ | --- | -------------------------------------------- | ----------------------- |
| Mercedes-Benz | Sprinter              | Minibus   | 2      | - Mise en service en 2011 et 2023 - no 1221 et numéro inconnu | 80 101 N1 85 (services en TAD)               |                         |
| Temsa         | MD9LE                 | Midibus   | 1      | - no 1210 - Le no 1210 est un ex-GEM'BUS (sous-traitant du réseau TPG de Genève) mis en service en 2013 et rapatrié sur le réseau en juin 2020 pour remplacer le 1210 mis en service en 2017 qui est tombé dans le Janon le 2 février 2020. - Le no 1213 était issu d'un exploitant inconnu, mis en service en 2012 et rapatrié sur le réseau en 2017. Il est réformé en avril 2024 après un problème mécanique majeur. | 20 71 N2                                     |                         |
| Iveco Bus     | Crossway LE           | Standards | 4      | - Mise en service en 2017 et 2023 - nos 1212, 1217 et 1232-1233 | 29 49                                        |                         |
| Iveco Bus     | Crossway LE 10.8m     | Midibus   | 1      | - Mise en service en 2023 - no 1231 | 20                                           |                         |
| Irisbus       | Crossway LE           | Standards | 2      | - Mise en service entre 2011 et 2013 - nos 1215 et 1216 - Le 1220 a pris feu accidentellement en novembre 2021. | 20 28 48 49 71 72 13 16 (doublages)          |                         |
| Irisbus       | Récréo Pop            | Autocars  | 3      | - Mise en service en 2010 et rapatriés sur le réseau en 2018 et 2019 - nos 1209, 1226 et 1228 - Le no 1224 a pris feu accidentellement le 8 novembre 2022 à Saint-Étienne. Il avait rejoint le parc STAS en 2021. | 28 31 39 68 69 71 72 76 37 (doublages)       | Irisbus Récréo Pop      |
| Mercedes-Benz | Intouro ME            | Autocar   | 2      | - Mis en service en 2011, rapatriés sur le réseau en 2017 (1214) et en 2020 (1603). - nos 1214 et 1603 | 31 68 69                                     |                         |
| Iveco Bus     | Crossway Line         | Autocars  | 10     | - Mise en service en 2017 - nos 1200 à 1208 et 1211 | 25 27 28 39 71 72 C1 C2 76 17 37 (doublages) | Iveco Bus Crossway Line |
| MAN           | MAN Lion's Intercity  | Autocar   | 1      | - Mise en service en 2019 - no 1229 | 39 76 17 (doublages)                         |                         |
| Renault       | Trafic II             | Minibus   | 1      | - Mise en service en 2014 et rapatrié sur le réseau en 2017 - Sans livrée - no 303 | 101 85 (services en TAD)                     |                         |
| Irisbus       | Crossway Pop          | Autocar   | 5      | - Mise en service en 2023 - nos 1233 à 1238 - Le n°1601 a vu son châssis être endommagé après le vol du véhicule en avril 2023. Il a été vendu, comme le n°1602, à un exploitant du Loir-et-Cher fin 2023. Ces véhicules, mis en service en 2014, ont été rapatriés sur le réseau STAS en 2020. | 25 27 28 C1 39 76                            |                         |
| Otokar        | Navigo U              | Midibus   | 2      | - Mise en service en 2017 et rapatrié sur le réseau en 2022 (1604) et 2023 (1605) - nos 1604 et 1605 | 108 109                                      |                         |
| Iveco Bus     | Crossway Line Hybride | Autocar   | 1      | - Mise en service en 2025 - no 1601 |                                              |                         |

### Bus réformé
| Constructeur        | Modèle                 | Type     | Nombre | Numéros de parc et remarques | Photo(s) |
| ------------------- | ---------------------- | -------- | ------ | --- | -------- |
| Heuliez Bus         | GX 117                 | Midibus  | 2      | - nos 621 et 622 - Mis en service en janvier 2000 et réformés en septembre 2018 (no 622) et juillet 2021 (no 621) |          |
| Heuliez Bus         | GX 77H                 | Midibus  | 5      | - nos 613-614 et 618 à 620 - Les coquilles 618 et 619 ont été mises en service en 1992 et réformées en avril 2010. La coquille 620, mise en service en 1997, a été vendue en juillet 2010. Les deux autres possédaient la livrée STAS blanche et multicolore et non la livrée blanche et verte. Les nos 613 et 614 ont été mis en service à une date inconnue, le premier a été rapatrié sur le réseau STAS en 2005 et provenait du réseau Maélis de Montluçon, il est réformé en août 2017, et le deuxième appartenait à l'ancien réseau TVG absorbé par la STAS en septembre 2006, il est réformé en juillet 2014. |          |
| Renault             | R-212                  | Midibus  | 1      | - n°316 et 317, puis renumérotés 616 et 617 en 1991 - Le 317 a été mis en service en 1988 et réformé en septembre 2007. |          |
| Mercedes Benz       | Citaro Mk.1            | Standard | 14     | - nos 301 à 314 - Mis en service en janvier 2000 et réformés en janvier 2021 pour les coquilles 301, 302, 306 et 309, novembre 2021 pour les nos 307 et 308, mars 2022 pour les 303, 310, 311 et 313, juillet 2022 pour le no 312, mars 2023 pour le no 304 qui a connu une longue période d'immobilisation entre 2009 et 2013, septembre 2023 pour le no 305 et octobre 2024 pour le dernier restant, le no 314. |          |
| Heuliez Bus / Volvo | GX 217                 | Standard | ?      | 505, 511... |          |
| Renault             | Agora S                | Standard | 32     | 251 à 280, 507 et 509 |          |
| Irisbus             | Agora S                | Standard | 10     | 281 à 291 |          |
| Renault             | Agora L                | Articulé | 10     | 771 à 780 |          |
| Mercedes Benz       | O 405 GN               | Articulé | 20     | |          |
| Renault             | PR 180                 | Articulé | 8      | - n°601 à 608, puis renumérotés 701 et 708 en 1991 - Les n°601 à 608 ont été mis en service entre 1981, et ils ont été retirés de services entre 1999 et 2003 |          |
| Renault             | PR 180.2               | Articulé | 2      | - n°609 et 610, puis renumérotés 709 et 710 en 1991 - Les n°609 et 610 ont été mis en services en 1983, et ils ont été retirés de services en 2005 après avoir été cédés à Flouret en 2000. |          |
| Heuliez bus         | O 305 G                | Articulé | 8      | |          |
| Renault             | PER 180 H (trolleybus) | Articulé | 11     | ? |          |
| Irisbus             | Cristalis (trolleybus) | Standard | 11     | 111 à 121 |          |
| Berliet             | ER 100 (trolleybus)    | Standard | 31     | - n°401 à 425 - Les n°401 à 425 ont été mis en services en 1979, et ils ont été retirés de services entre 1996 et 2001 - n°461 à 466 (ex Grenoble) - Les n°461 à 466 ont été mis en services en 1987, et ils ont été retirés de services en 2001 |          |
| Renault             | ER 100 R (trolleybus)  | Standard | 25     | - n°426 à 450 - Les n°426 à 450 ont été mis en services en 1989, et ils ont été retirés de services entre 2007 et 2011. |          |
| Renault             | R-312                  | Standard | 40     | - nos 201 à 240 - Mis en service en 1992, et retirés du service entre 2009 et 2015. |          |
| Renault             | PR 100                 | Standard | 41     | - n°368 à 370 - Les n°368 à 370 ont été mis en services en 1980, et ils ont été retirés de services en 1992. - n°372 à 391 - Les n°372 à 391 ont été mis en services en 1980, et ils ont été retirés de services en ? - n°335 à 350 - Les n°335 à 350 ont été mis en services en 1986, et ils ont été retirés de services en ? - n°333 et 334 - Les n°333 et 334 ont été mis en services en 1987, et ils ont été retirés de services en ? |          |
| Berliet             | ER 100                 | Standard | 17     | - n°351 à 358 - Les n°351 à 358 ont été mis en services en 1979, et ils ont été retirés de services en 1992. - n°359 à 367 - Les n°359 à 367 ont été mis en services en 1980, et ils ont été retirés de services en 1992. |          |
| Renault             | PR 100.2               | Standard | 29     | - n°651 à 673 - Les n°359 à 673 ont été mis en services en 1986, et ils ont été retirés de service en ? - n°674 à 679 - Les n°461 à 466 ont été mis en services en 1987, et ils ont été retirés de service en ? |          |

### Livrées des véhicules

#### Livrée «Métropole»
Depuis la rentrée 2017, certains véhicules sont pourvus d'une livrée spécifique valorisant leur caractère de Bus à Haut Niveau de Service (BHNS) et la présence du WIFI gratuit à bord. Ils sont affectés majoritairement aux lignes « Métropoles » désignées par la lettre M, mais peuvent exceptionnellement circuler sur d'autres lignes.
Modèles concernés : 
- Iveco Bus Urbanway 12 (dont affrétés)
- Mercedes-Benz Citaro C2 (affrétés)
- Irisbus Citelis 18
- Iveco Bus Urbanway 18
- Solaris Trollino 12

Remarque : les Irisbus Citelis 12 étaient également équipés de cette livrée, mais ont été déséquipés en septembre 2020 puis en janvier 2021 pour les derniers. Idem pour les Iveco Bus Urbanway 12 nos 374 à 376 qui ont perdu cette livrée Lignes Métropoles.
Les Irisbus Cristalis ETB 12 auront eu cette livrée d'août 2017 à leur réforme, qui pour la grande majorité est intervenue le 5 juin 2021 (à quelques exceptions près : deux d’entre eux seront réformés en août 2017, un autre en janvier 2021 et un quatrième en mars 2021, sans oublier les coquilles 111, 112 et 117 qui seront réformées plus tard dans le mois de juin 2021).

### Dépôts

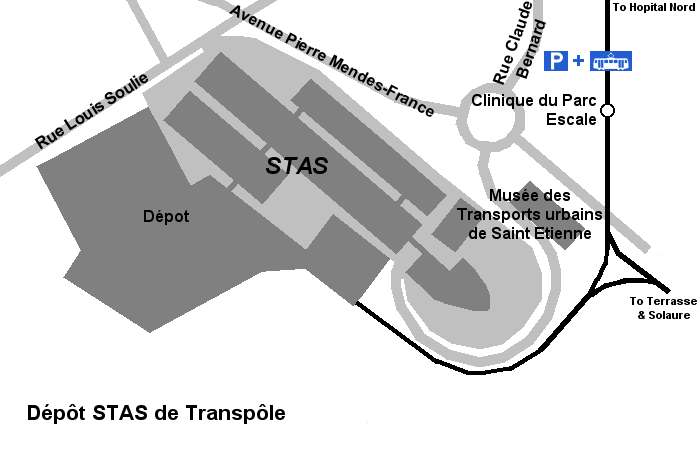
Transpôle à Saint-Priest-en-Jarez.

| Exploitant                        | Dépôt                                   | Adresse                                              | Lignes                                                    |
| --------------------------------- | --------------------------------------- | ---------------------------------------------------- | --------------------------------------------------------- |
| STAS                              | Transpôle (TPL) (9 ha)                  | Saint-Priest-en-Jarez, 1 Avenue Pierre Mendès France | T1 T2 T3 - M6 M9 8 10 12 13 15 16 17 21 24 37 S6 S9       |
| STAS                              | Transparc (TPC) (2 ha)                  | Saint-Étienne, 17 Rue Pierre Copel                   | M1 M3 M4 M7 15 22 23 S1 S3 S7                             |
| STAS                              | Saint-Chamond                           | Saint-Chamond, 16 Rue de la Constituante             | 40 41 42 43 44 45                                         |
| Philibert Transport               | Roche-la-Molière (dépôt de Trans-Roche) | 32 Boulevard Maréchal Leclerc, Roche-la-Molière      | M2                                                        |
| Philibert Transport               | Andrézieux-Bouthéon                     | Rue Edouard Garet, Andrézieux-Bouthéon               | C2                                                        |
| Keolis Pays du Forez              | Saint-Étienne                           | 1 Boulevard de l'Étivallière, Saint-Étienne          | M5 25 40                                                  |
| Keolis Pays du Forez              | Rive-de-Gier                            | 1 Route de Longes, Rive-de-Gier                      | M5 57 78                                                  |
| Keolis Pays du Forez              | Le Chambon-Feugerolles                  | 20 Rue Marcel Dassault, Le Chambon-Feugerolles       | 30 32 33 34 70                                            |
| SRT Autocars                      | Saint-Étienne                           | 10 Rue d'Outre-Furan, Saint-Étienne                  | M2 14 81 83 84 85 Taxi 4                                  |
| Trans'Roche                       | Roche-la-Molière                        | 32 boulevard Maréchal Leclerc, Roche-la-Molière      | M2 36 73 74 107 108 109                                   |
| Chazot Autocars                   | Saint-Étienne                           | Chemin des Chaléyères, Saint-Étienne                 | 20 25 27 28 29 37 39 48 49 71 72 76 80 85 101 C1 C2 N1 N2 |
| Cars Bierce                       | Saint-Chamond                           | Rue de la Constituante, Saint-Chamond                | 103 105 106                                               |
| Autocars Maisonneuve              | Mornant                                 | 71 Rue Barthélémy Thimonnier, Mornant                | 46 47                                                     |
| Autocars Maisonneuve              | Saint-Symphorien-sur-Coise              | 551 Rue de Givors, Saint-Symphorien-sur-Coise        | C1                                                        |
| Les Cars de la Vallée (+Thévenet) | Lorette                                 | 3 Rue Lavoisier, Lorette                             | 41 48 77 78 79 81 82 104 Taxi 3                           |
| Thévenet Autocars                 | Saint-Chamond                           | 47 rue Marcellin Champagnat, Saint-Chamond           | 102                                                       |
| Flouret Tourisme (groupe Chazot)  | Roche-la-Molière                        | 53 Boulevard Louis Braille, Roche-la-Molière         | 31 68 69 108 109                                          |
| Voyages Sessiecq                  | Périgneux                               | 199 Route de Saint-Marcellin, Périgneux              | 68 69                                                     |

### Affectation des dépôts

#### Transdev Saint-Étienne

##### Transpôle
- Irisbus Citelis 12

- Irisbus Citelis 18

- Iveco Bus Urbanway 12 BHNS

- Iverco Bus Urbanway 18

- Mercedes-Benz Citaro Mk.1

- Mercedes-Benz Citaro C1 Facelift  (Générations 1 et 2)

- Mercedes-Benz Citaro C2

- Heuliez GX 117

- Heuliez GX 127

- Heuliez GX 137 ELEC

- Heuliez GX 327

- Dietrich Noventis 420

##### Transparc
- Irisbus Citelis 12

- Irisbus Citelis 18

- Iveco Bus Urbanway 18

- Solaris Trollino 12

- Heuliez GX 327

##### Dépôt deSaint-Chamond
- Mercedes-Benz Citaro C1 Facelift (Générations 1 et 2)

- Heuliez GX 327

#### Affrétés

##### Keolis Pays du Forez

###### Dépôt duChambon-Feugerolles
- Heuliez GX 127

- Heuliez GX 137

- Heuliez GX 137 ELEC

- Heuliez GX 337

- Heuliez GX 337 ELEC

###### Dépôt deRive-de-Gier
- Mercedes-Benz Citaro C2

- Mercedes-Benz Citaro G Facelift

- Irisbus Crossway LE City

###### Dépôt deSaint-Étienne
- Mercedes-Benz Citaro C2

##### Chazot/Flouret

###### Dépôt deSaint-Étienne
- Iveco Bus Crossway Line

- Iveco Bus Crossway Pop

- Irisbus Crossway LE City

- Iveco Bus Crossway LE City (10.8m et 12m)

- Irisbus Récréo II

- TEMSA MD9 LE

- Mercedes-Benz Sprinter II

- Mercedes-Benz Sprinter III

- Mercedes-Benz Intouro II

- MAN Lion's Intercity

###### Dépôt deVeauche
- Iveco Bus Crossway Line

- Irisbus Récréo II

###### Dépôt deRoche-la-Molière(Flouret Tourisme)
- Mercedes-Benz Intouro II

- Récréo II

- Otokar Navigo U

- Irisbus Crossway LE City

##### SRT Autocars

###### Dépôt deSaint-Étienne
- Mercedes-Benz Citaro C2

- Setra S 415 NF

- Mercedes-Benz Intouro II M

- Mercedes-Benz Intouro III M

- Iveco Bus Urbanway 12

- MAN Lion's Intercity

- Opel Vivaro-e

##### Trans-Roche

###### Dépôt deRoche-la-Molière
- Setra S 415 NF
- Mercedes-Benz Intouro II EL
- Iveco Bus Urbanway 12 BHNS
- Iveco Bus Urbanway 12
- Mercedes-Benz Intouro II L
- Mercedes-Benz Citaro C2
- Peugeot Traveller

##### Autocars Maisonneuve

###### Dépôt deMornant
- Iveco Bus Crossway LE City

- Volvo 8700 RLE

- Mercedes-Benz Intouro E

###### Dépôt deSaint-Symphorien-sur-Coise
- Iveco Bus Crossway Line NP

- Iveco Bus Crossway Pro

- Iveco Bus Crossway Pop

##### Les Cars de la Vallée/Thévenet

###### Dépôt deLorette(Les Cars de la Vallée + Thévenet)
- Iveco Bus Crossway Line

- Otokar Navigo U

- Iveco Bus Crossway LE City

###### Dépôt deSaint-Chamond(Thévenet)
- Iveco Daily Line

##### Cars Bierce

###### Dépôt deSaint-Chamond
- Mercedes-Benz Intouro II ME

- Mercedes-Benz Intouro II

- Mercedes-Benz Intouro II E

- Mercedes-Benz Sprinter Transfer 35

##### Philibert Transport

###### Dépôt d'Andrézieux-Bouthéon
- Iveco Bus Crossway Pop NP

###### Dépôt deRoche-la-Molière(Trans-Roche)
- Iveco Bus Urbanway 12

- Setra S 415 NF

##### Voyages Sessiecq

###### Dépôt dePérigneux
- Mercedes-Benz Intouro L

### Les accidents et incendies
Des véhicules ont été victimes d’accidents ces dernières années. C’est le cas du Renault Agora L Euro 2 n°779 à la Métare sur la ligne 6 en janvier 2017 [réf. nécessaire], du TEMSA MD9 LE n°1210 à Terrenoire sur la ligne 20 en janvier 2020, de l’Heuliez GX 327 n°690 dans le secteur de Chavassieux sur la ligne 16 le 12 février 2021 et de l'Heuliez GX 137 ELEC n°6001 le 4 mars 2024 qui fut victime d'un accident rue de Saint-Just-Malmont à Firminy sur la ligne 33 (Verte Colline <> Chazeau).
Des bus ont été victimes d’incendies accidentels : le Mercedes-Benz O 405 G n°748, qui a été en grande partie calciné sur la ligne 9 à Montreynaud en juillet 2007[réf. nécessaire], le Renault Agora L n°772, qui a pris feu en février 2012 sur la ligne 6 cours Fauriel [réf. nécessaire], l’Irisbus Crossway LE n°1220 du sous-traitant Chazot sur la ligne 49 en novembre 2021 à La Grand-Croix, l'Irisbus Récréo II n°1224 du même sous-traitant à Terrenoire en novembre 2022  ou encore le Mercedes Intouro EL n°1318 de Trans-Roche sur la ligne 107 à Roche-la-Molière, victime d'un incendie moteur en juin 2023. Et le 8 juillet 2025 au Chambon-Feugerolles, alors que l'Irisbus Citelis 18, n°784 est sur la ligne M1, le 784 est victime d'un incendie moteur.

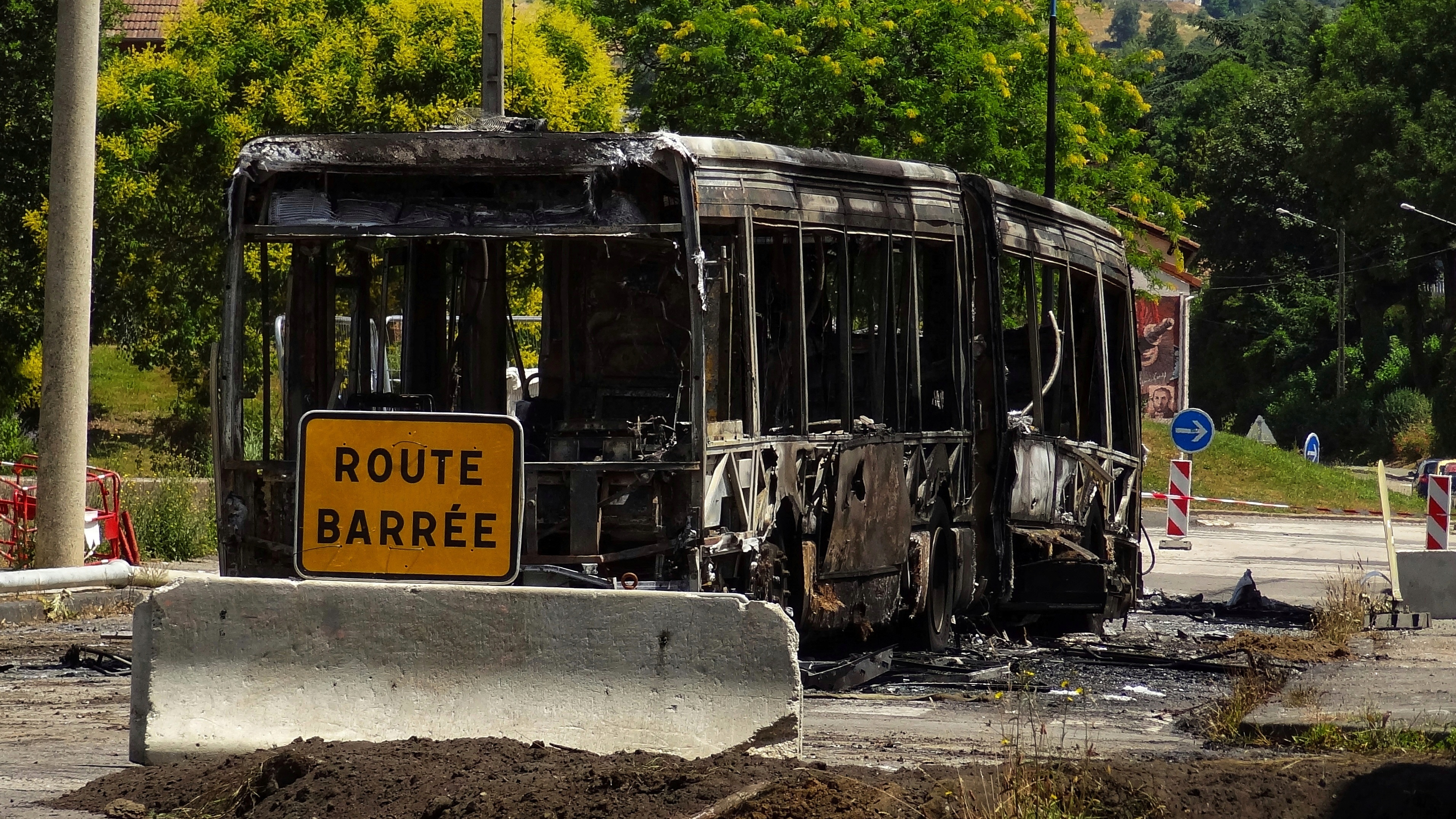
Irisbus Citelis 18, n°784, victime d'un incendie moteur au Chambon-Feugerolles sur la ligne M1 (Vin27_42)

Le Renault Agora S n° 253 a été victime d'un incendie criminel en novembre 2005 sur la ligne 1 à La Ricamarie, tout comme l'Heuliez GX 137 n°1108 dans la même commune en juin 2023, ainsi que le Mercedes Intouro n°1404 des autocars Maisonneuve à Saint-Chamond en novembre 2023.

### Sécurité
Certaines lignes de bus connaissent des problèmes d'insécurité. Des incidents ont pu nécessiter leur escorte ou leur déviation de certains quartiers. Des agents de la Police Nationale ou des Médiateurs Transports (travaillant pour le compte de Saint-Étienne Métropole) sont présents dans les bus, notamment sur les lignes de soirée, mais aussi en journée.
Parmi les lignes les plus perturbées, l'ancienne ligne 5 (Châteaucreux - Rive-de-Gier La Madeleine) qui en 2015 et 2016 a été déviée plus d'une vingtaine de fois, une fois même durant tout un mois d'affilée, à la nuit tombée, la ligne ne desservait plus le quartier du Grand-Pont à Rive-de-Gier. La raison était des jets de pierres répétés, souvent en hiver quand la nuit tombe tôt.
Ces évènements ont stoppé dans ce secteur, mais se sont déplacés, notamment dans les quartiers sud-est de Saint-Etienne (lignes M2, M4 et M6), à Firminy, à Roche-la-Molière au Chambon-Feugerolles ou encore à Andrézieux-Bouthéon.
Des agressions de chauffeurs se produisent ; en général dans les quartiers de Montreynaud, La Cotonne, Terrenoire ou encore Michon.

### Tarification et financement
La tarification des lignes est identique et unique sur tout le réseau de la STAS, et accessible avec l'ensemble des tickets et abonnements existants. Un ticket 1 h 30 permet un trajet simple, quelle que soit la distance, avec une ou plusieurs correspondances possibles avec les autres lignes de bus et de tramway pendant une durée maximale de 1 h 30 entre la première et dernière validation. Le financement du fonctionnement des lignes (entretien, matériel et charges de personnel) est assuré par le délégataire Transdev Saint-Étienne.